# Muziek van New Orleans

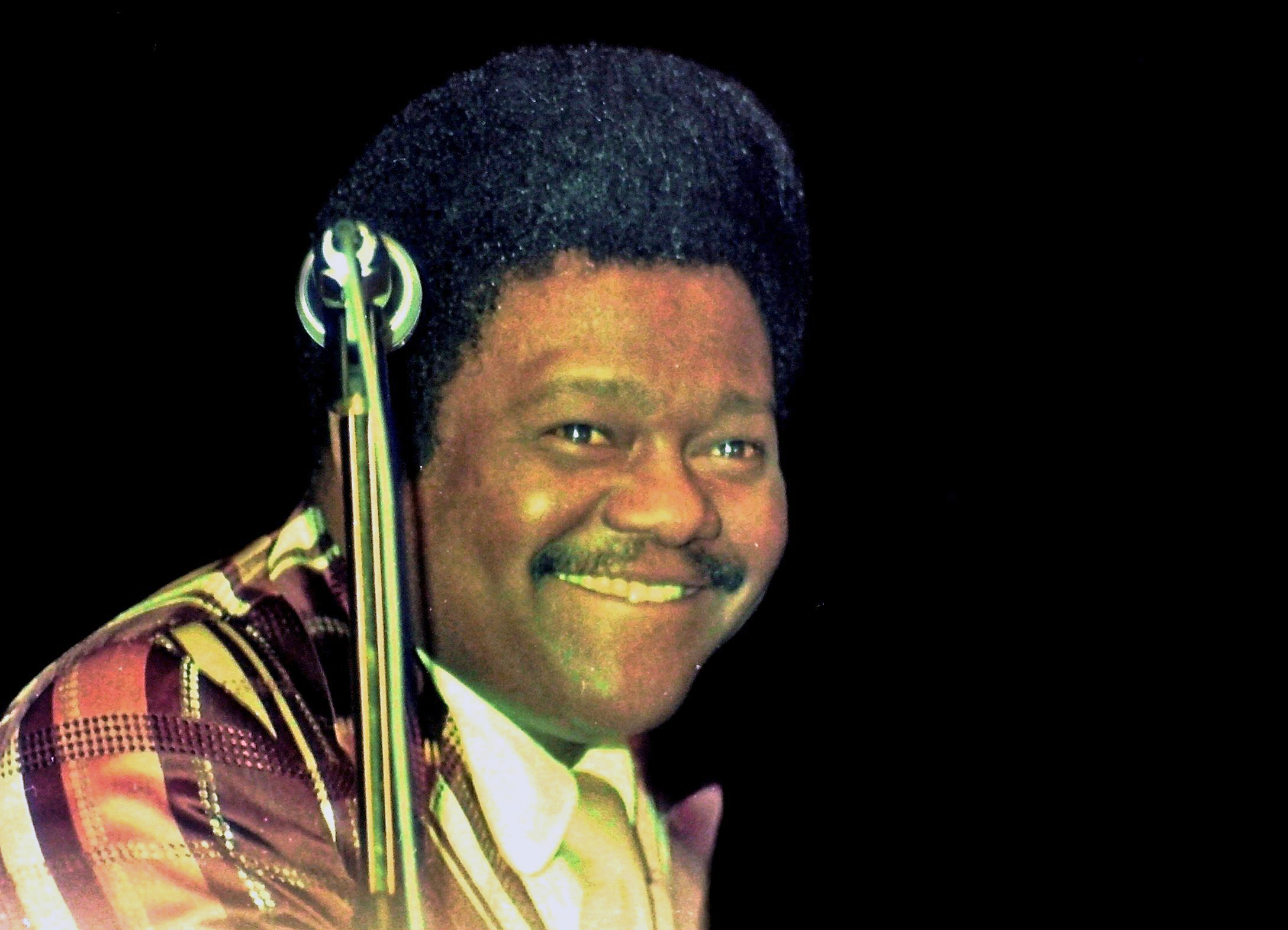
Fats Domino in 1977, muziekicoon van New Orleans

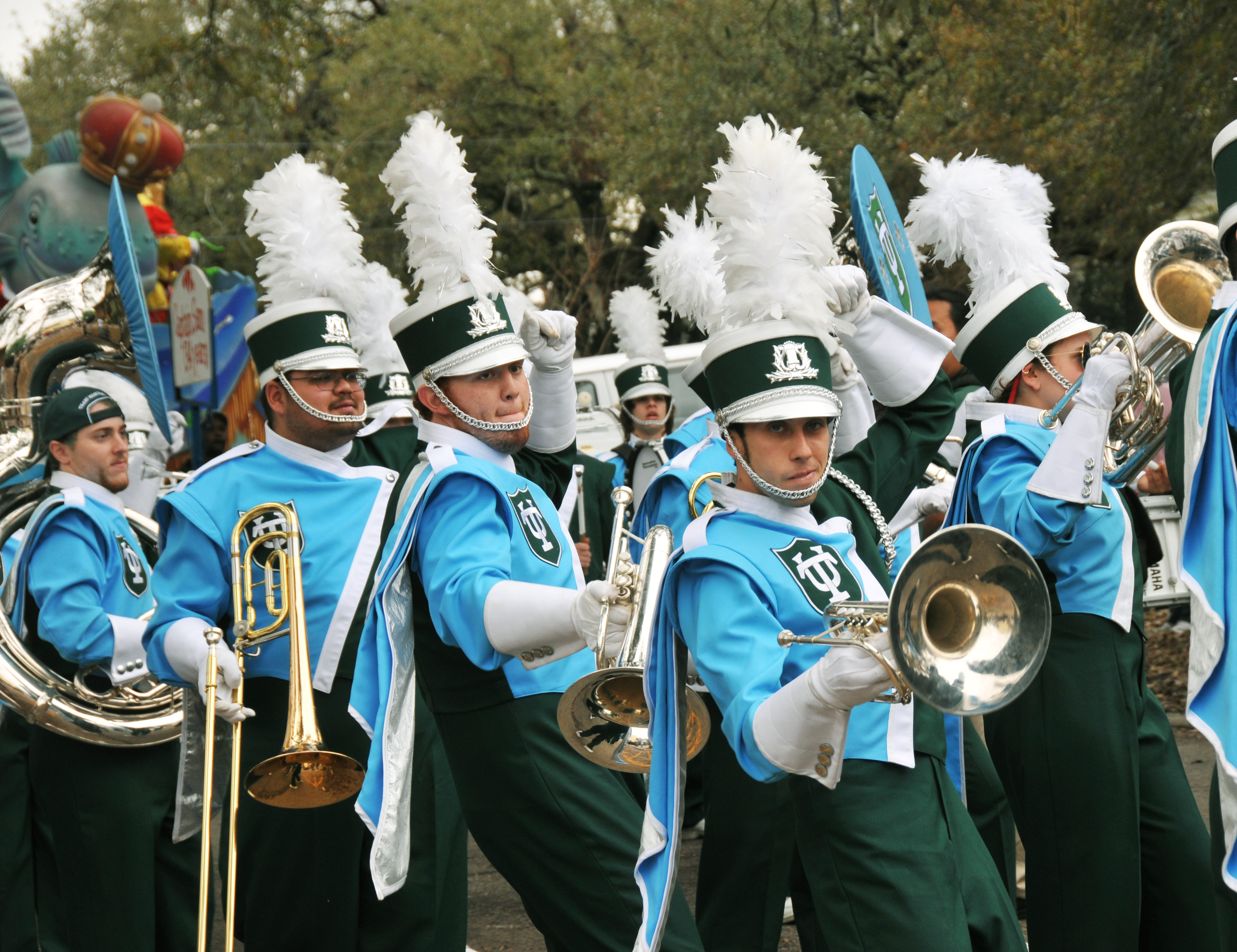
Marching Band

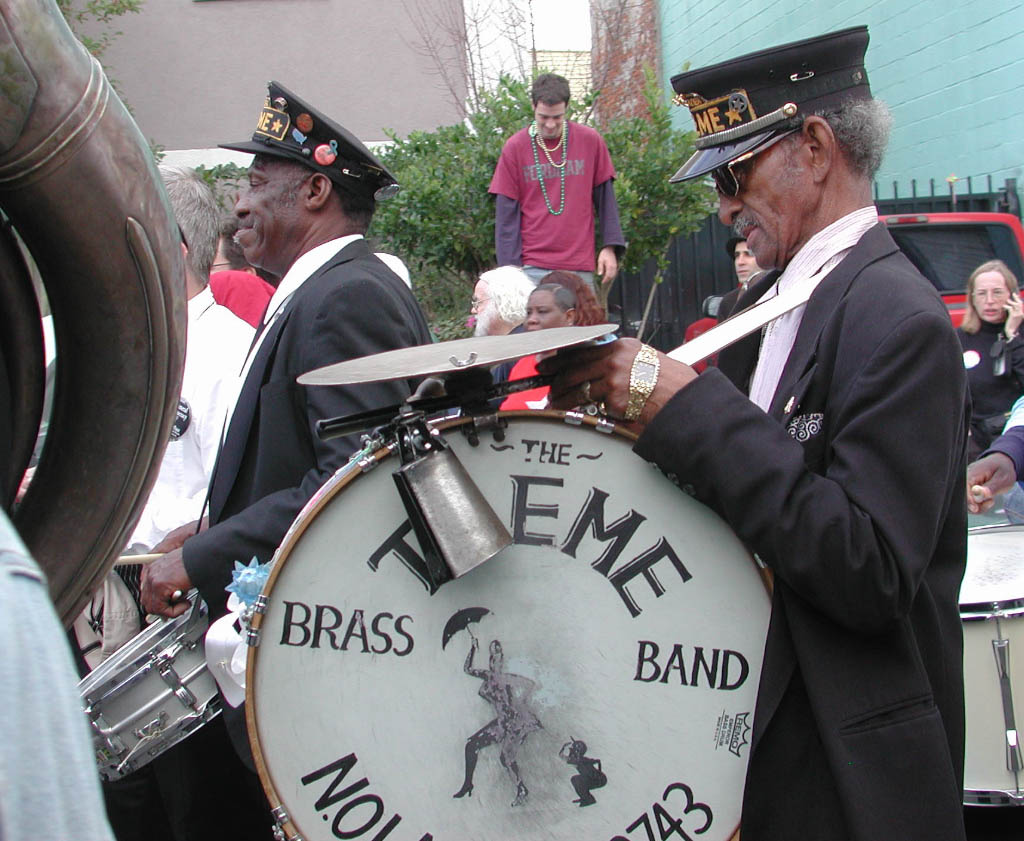
Jazz Funeral for Democracy met Lionel Batiste op basdrum

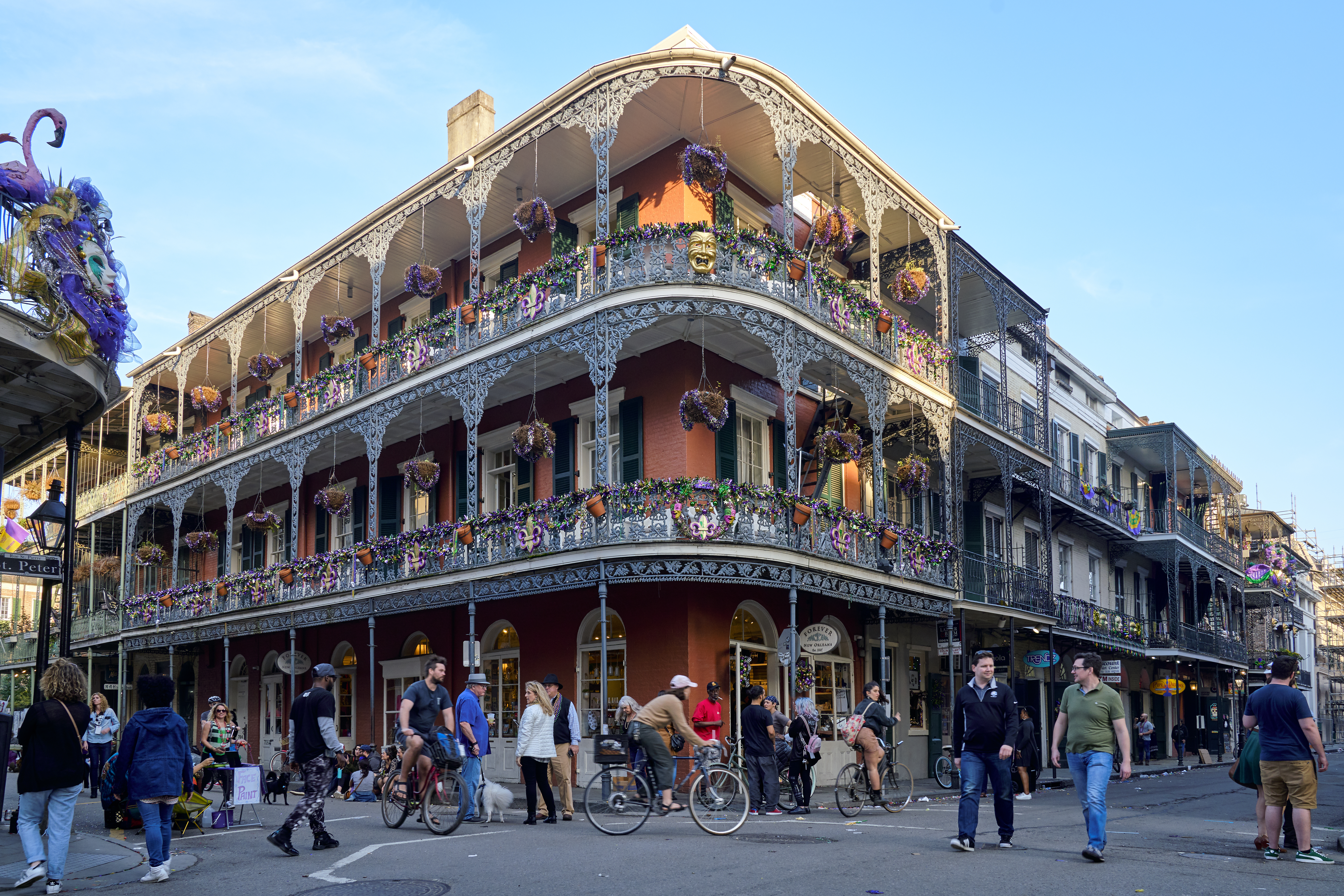
French Quarter LaBranche House, een voorbeeld van de koloniale architectuur

De muziek van New Orleans is vooral bekend door de jazz, maar de muziek van New Orleans omvat meerdere stijlen. De stad wordt niet alleen beschouwd als de geboorteplaats van de jazz en de rock-'n-roll, het is ook de geboorteplaats van vele musici, die in allerlei andere stijlen gespeeld hebben, zoals gospel, blues, ragtime, jugband, rhythm-and-blues, cajun, zydeco, soul, funk, hiphop en metal. Al die muziekstijlen hebben wortels in New Orleans en omgeving. Een van de bijnamen van New Orleans is "The Big Easy", de herkomst van de naam is onbekend. Een van de verklaringen is dat hij ontstaan is in de periode van de Amerikaanse drooglegging (alcoholverbod), toen in de Speakeasy-bars illegaal alcohol geschonken werd. Een andere verklaring is dat de stad zijn bijnaam te danken heeft aan het gemak waarmee musici in de vele clubs en danszalen van New Orleans werk konden krijgen.

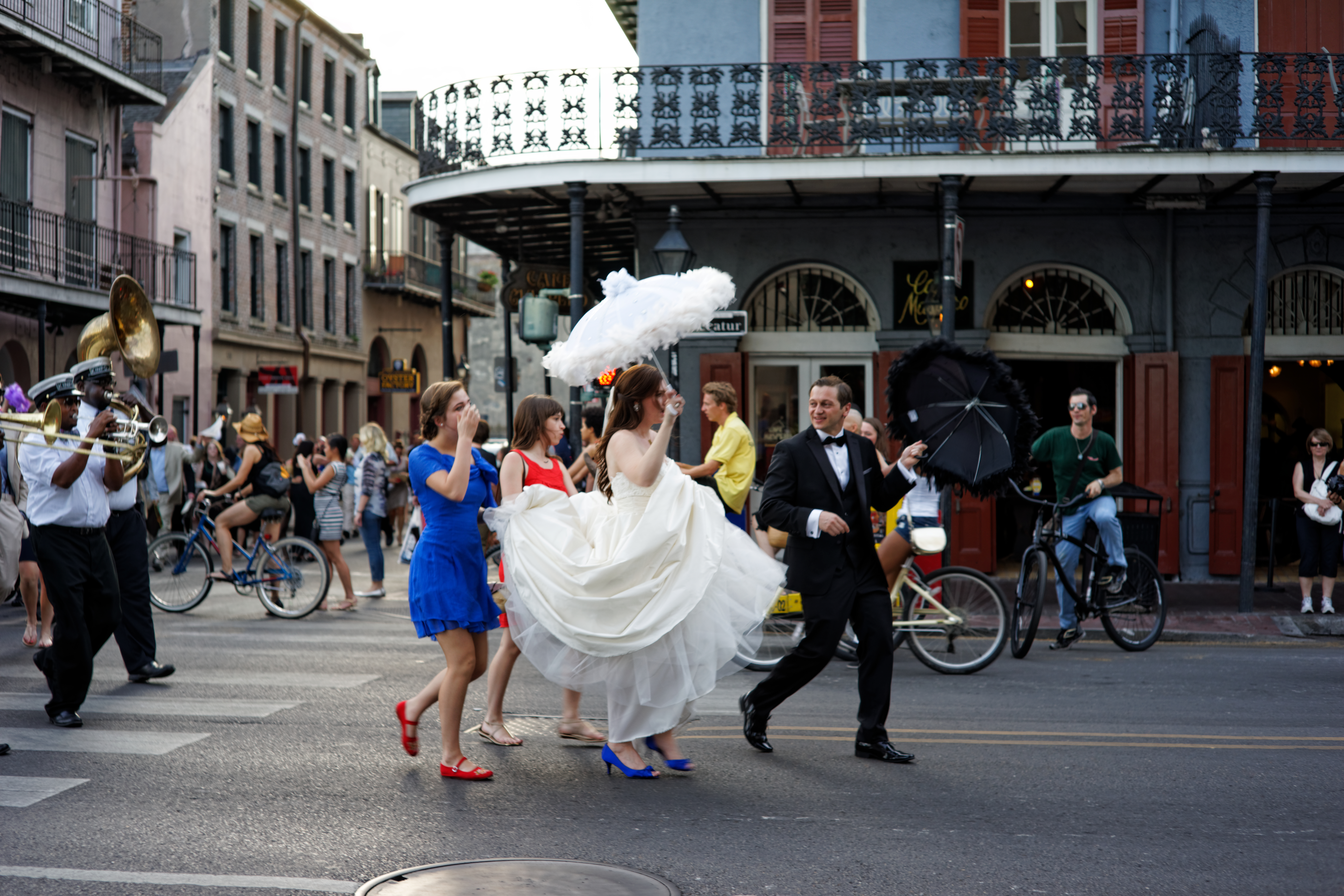
Een parade in het French Quarter

Muziek is de voornaamste trekpleister van de stad vanwege de vele locaties waar livemuziek gespeeld wordt, vanwege de parades met als hoogtepunt het carnaval van Mardi Gras en de jaarlijkse muziekfestivals. New Orleans dankt zijn rijkdom aan muzikale stijlen aan de grote verscheidenheid van etnische groeperingen, die de stad bevolken.
Ongeacht de stijl kenmerkt de muziek van New Orleans zich door wat Jelly Roll Morton de Spaanse tint noemde en wat anderen de Caraïbische invloed noemen.

## Ontstaan en ligging van de stad
New Orleans, vernoemd naar de Hertog van Orléans, is in 1718 gesticht als Franse handelspost aan de benedenloop van de Mississippi. Via een bayou was de rivier verbonden met het Pontchartrainmeer aan de Golf van Mexico, waardoor het een belangrijke havenplaats kon worden. In 1763 kwam de stad onder Spaans bestuur, en vervolgens in 1800 weer onder Frans bestuur. Napoleon Bonaparte verkocht Louisiana met de stad in 1803 aan de Verenigde Staten. De haven van New Orleans was belangrijk als doorvoerhaven voor de slavenhandel. Na de Haïtiaanse Revolutie (1791-1804) vestigden zich veel vrije zwarten in New Orleans. Voor de handel in katoen en citrusvruchten werd een bootverbindingen onderhouden met Palermo op Sicilië en er was een veerboot naar Cuba. Via deze verbindingen ontstonden er muzikale invloeden op de muziek van New Orleans, zoals het ritme van de Cubaanse habanera en de fanfare-muziek van de Siciliaanse brassbands.Andere muzikale invloeden, zoals het gebruik van de accordeon, kwamen uit Duitsland via emigranten, voornamelijk uit het Rijnland die zich op de zuidoever van de Mississippi vestigden, en van de uit Canada gevluchte Fransen, cajuns genaamd, die zich vestigden in het gebied ten westen van New Orleans. Via Haïti kwam de bamboula, dat zowel een drum als een dans is, en de calinda, een oorlogsdans, beide dansen afkomstig uit de Franse kolonies in Afrika.
De agglomeratie van New Orleans is groter dan de city. Algiers is een plaats waar enkele beroemde musici opgroeiden (o.a. Memphis Minnie, Lester Young). Het was voor 1870 nog een onafhankelijke stad, die daarna deel uit ging maken van de New Orleans Parish. De New Orleans metropolitan area ofwel Greater New Orleans telt 8 parishes. Een parish (letterlijk parochie) is de Louisiana-naam voor county. Naast New Orleans City (New Orleans Parish) zijn Kenner en Metairie grote voorsteden in Groot New Orleans.

## Bevolking en muzikale tradities

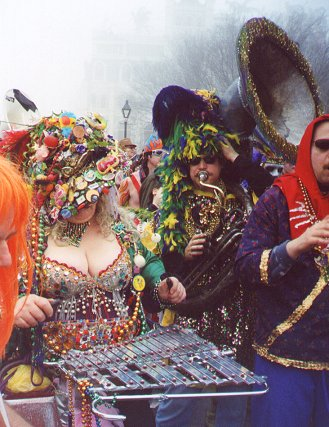
Glockenspiel tijdens Mardi Gras

- New Orleans is gesticht door de Fransen, die hun Franse volksmuziek, de quadrille en de contradanse hadden. Carnaval in New Orleans bestaat vanuit hun rooms-katholieke traditie. Als alle Europese kolonisten hadden zij de piano, viool, gitaar en de koperblazers in fanfares.
- In de 18e eeuw vestigden zich ten westen van New Orleans op de zuidoever van de Mississippi uit het Rijnland geëmigreerde Duitsers, de streek werd daarom de German Coast genoemd.[3] Vanuit hun muzikale traditie brachten zij het glockenspiel en later in de 19e eeuw de melodeon, gevolgd door de accordeon naar New Orleans. De katholieke Rijnlandse Duitsers namen via hun tradities ook deel aan carnaval.
- Rond 1755 werden veel Franstalige immigranten uit Acadië, een gebied in het latere Canada, tijdens de Franse en Indiaanse Oorlog door de Engelsen verdreven. In Louisiana vestigden zich 4.000 tot 5.000 van deze vluchtelingen, meestal in de bayous ten westen van de stad. Ze staan bekend onder de naam cajuns. Vanuit hun muzikale traditie brachten zij de ballades, de viool en de triangel, de 'tit fer (Frans voor klein ijzertje).
- Eind 18e eeuw werden veel slaven uit Afrika op de katoenplantages in de omgeving tewerkgesteld. Hun muziek is de Afro-Amerikaanse, die zich onderscheidt van de Europese door de leidende rol van de trommels en de ritmische patronen, zoals die met twee houten stokjes geslagen worden in de clave.[4] Ook de banjo is van Afrikaanse oorsprong.
- Als gevolg van de Haïtiaanse Revolutie is New Orleans rond 1810 sterk gegroeid door de toeloop van 10.000 vluchtelingen uit het Caraïbisch gebied, meestal Franstaligen, waaronder 3000 vrijgelaten slaven. Hun muziek was al een mengeling van Afrikaanse, Franse en Spaanse muziek, waarvan de habanera als voorloper van de tango een exponent was.
- Na de verkoop van Louisiana door de Fransen aan de VS, de Louisiana Purchase, volgde een toeloop van Anglo-Amerikanen (immigranten van de Britse eilanden), meestal nadat zij zich eerst in de Appalachen gevestigd hadden. Zij brachten de Engelse en Schotse ballades en dansmuziek, zoals reels, die werden begeleid door een viool, het waren de voorlopers van de countrymuziek.
- Op 17 maart 1866 werd het "Louisiana Bureau of Immigration" opgericht, dat via advertenties van stoomschipbedrijven op Sicilië potentiële werknemers rekruteerde. In september 1881 voeren er drie stoomschepen per maand tussen New Orleans en Sicilië. Emigranten betaalden slechts veertig dollar per persoon voor de overtocht. Naast fanfares introduceerden deze emigranten ook de mandoline in de muziek van New Orleans.

## Cubaanse invloeden
Op Cuba ontwikkelde zich tijdens de Spaanse periode (1512-1898) vanuit de contradanza of de Franse contradans en de Afrikaanse ritmes de habanera, die van grote invloed zou worden op de muziek in New Orleans. De ritmische patronen in de Afro-Cubaanse muziek, de tresillo en de ervan afgeleide cinquillo liggen aan de habanera ten grondslag. De veerboot tussen Havana en New Orleans bracht de uitwisseling tussen deze muziek en de muziekcultuur van New Orleans tot stand. De vroege jazzbands uit New Orleans hadden habanera's in hun repertoire.

## Muzikale cultuur tot eind 19e eeuw
De grammofoonplaat dateert pas vanaf het begin van de 20e eeuw. Muziek van voor die tijd kennen wij niet via een geluidsdrager maar alleen via bladmuziek en overlevering.

### Congo Square

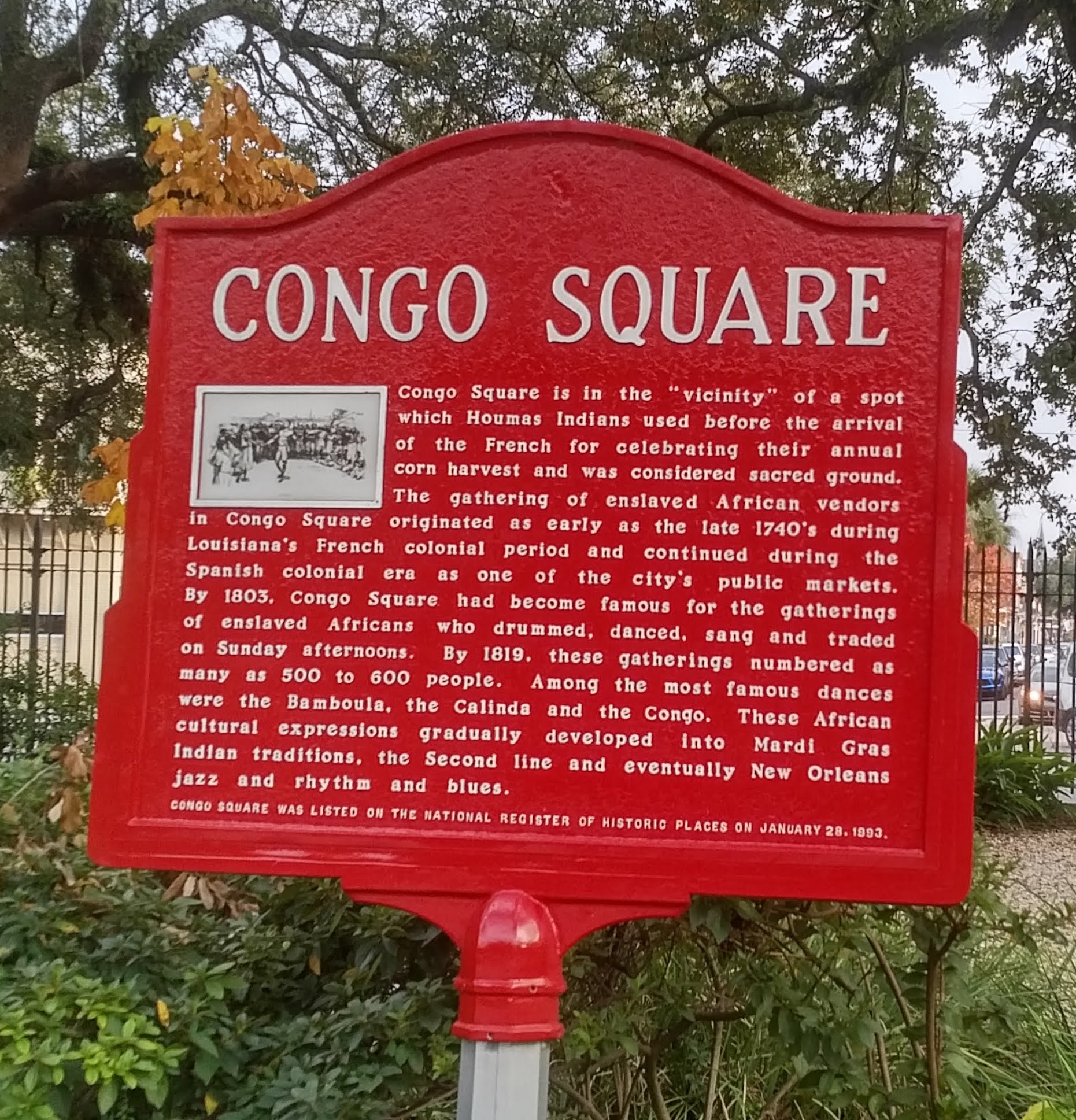
Het markeerbord van Congo Square in het Louis Armstrong Park in de wijk Tremé

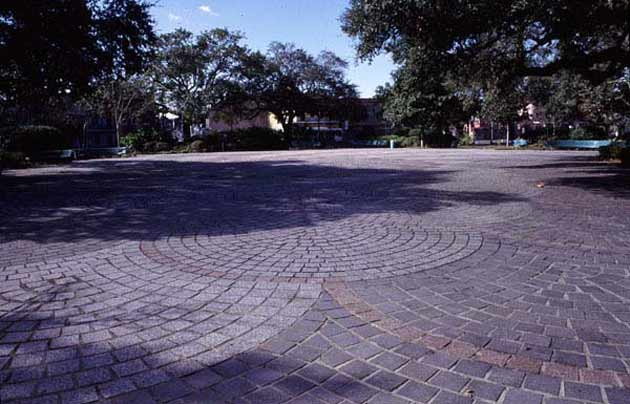
Congo Square in 2006

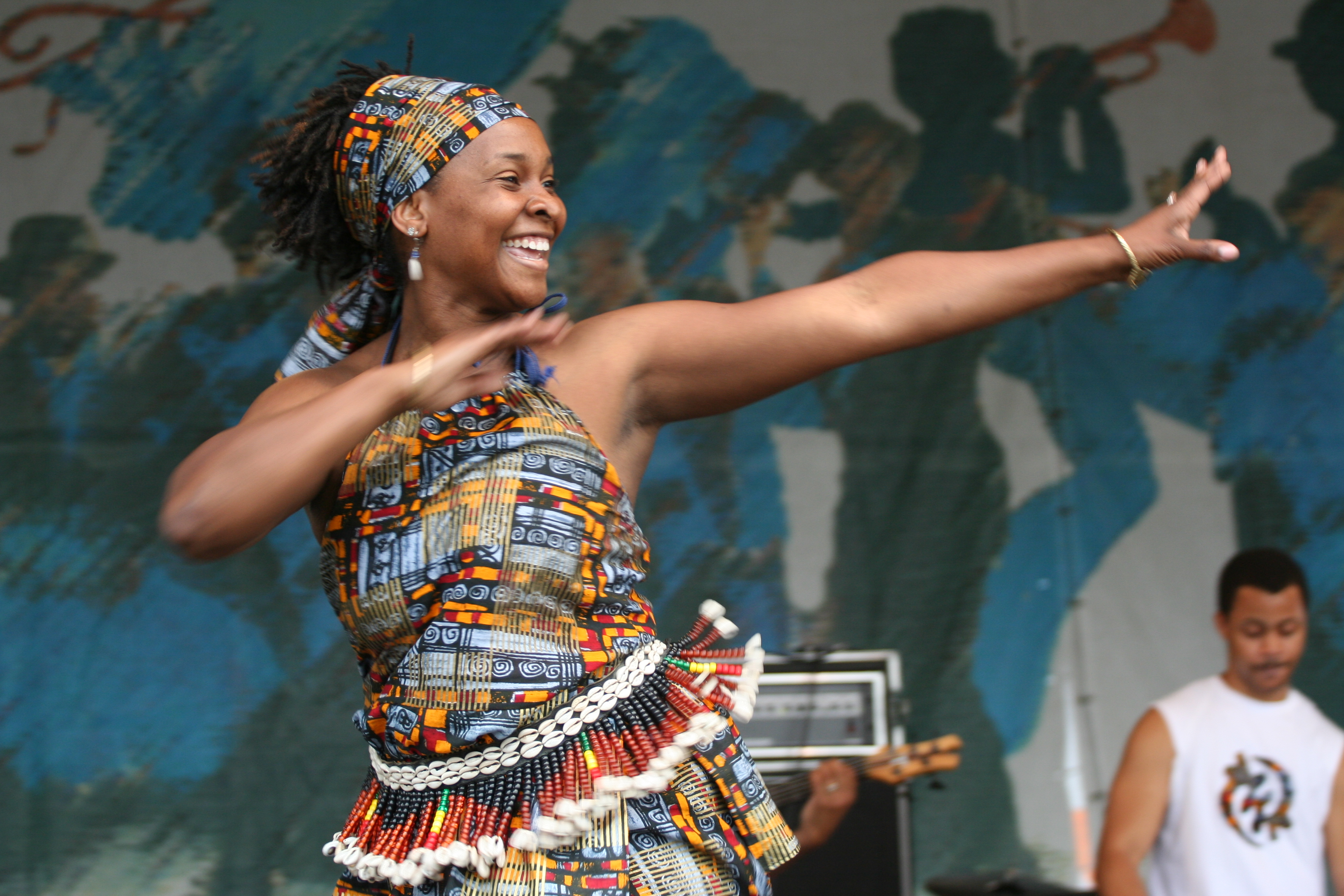
Bamboula Danseres op New Orleans Jazz Fest 2010

In het midden van de 18e eeuw werd Congo Square, in de Franse tijd Place Publique, een verzamelplaats, waar slaven in de weekenden vanuit de omringende plantages bijeenkwamen om muziek te maken. In het Franse en Spaanse New Orleans van de achttiende eeuw, anders dan in de Britse koloniën, hadden slaven een beperkte mate van persoonlijke autonomie. Begin van de 19e eeuw, rond 1835 werd Congo Square een plaats, waar op zondagmiddag een markt was, en waar krachtens de Code Noir voor slaven zang en muziek toegestaan werd. Op Congo Square werd ook gedanst, hoewel dansen zoals de calinda door de niet-zwarte bevolking als dreigend ervaren werden en daarom lange tijd verboden waren.
Congo Square ligt ten noorden van het French Quarter in het Louis Armstrong Park in de wijk Tremé. In de jaren 1960 heeft een stadsvernieuwingsproject een aanzienlijk deel van deze wijk rond het plein met de grond gelijk gemaakt, waarop later het Louis Armstrong Park ingericht is. De grote ijzeren hekken om het park en het plein zijn al jaren een bron van kritiek.
De Congo Square Preservation Society is een organisatie tot behoud van de cultuur van het plein. Het organiseert op zondagen bijeenkomsten met drumcirkels, dans en andere muziekuitvoeringen.

### Klassieke muziek
De jonge, in New Orleans geboren, Louis Moreau Gottschalk (1829-1869) moet getuige geweest zijn van de zondagmiddagen met muziek en dans op Congo Square. Als pianist was hij een wonderkind en zeilde op 13-jarige leeftijd met zijn vader naar Europa voor een verdere muzikale opleiding, waar hij die indrukken verwerkte in zijn composities. Zijn "Bamboula (Danse Des Nègres)" en "La Savane" staan in de klassieke muziekcultuur als voorbeelden van op Louisiaans-creoolse muziek geïnspireerde pianowerken.
Een andere klassieke componist en violist, die de Afrikaanse ritmes in zijn muziek verwerkte, was Edmond Dédé (1827-1903). Hij was van creoolse afkomst en kon in het racistische zuiden met zijn werk niet in zijn onderhoud voorzien. In 1857 verliet hij New Orleans en emigreerde naar Frankrijk, waar hij in Parijs en Bordeaux zijn 150 dansen en bijna 100 liederen schreef.
In het French Quarter werd in de 2e helft van de 19e eeuw ter vervanging van het Théâtre d'Orléans het French Opera House gebouwd. Veel opera's van Franse componisten gingen er in premières. Er was een vast operagezelschap aan verbonden totdat in 1919 het gebouw in vlammen opging.

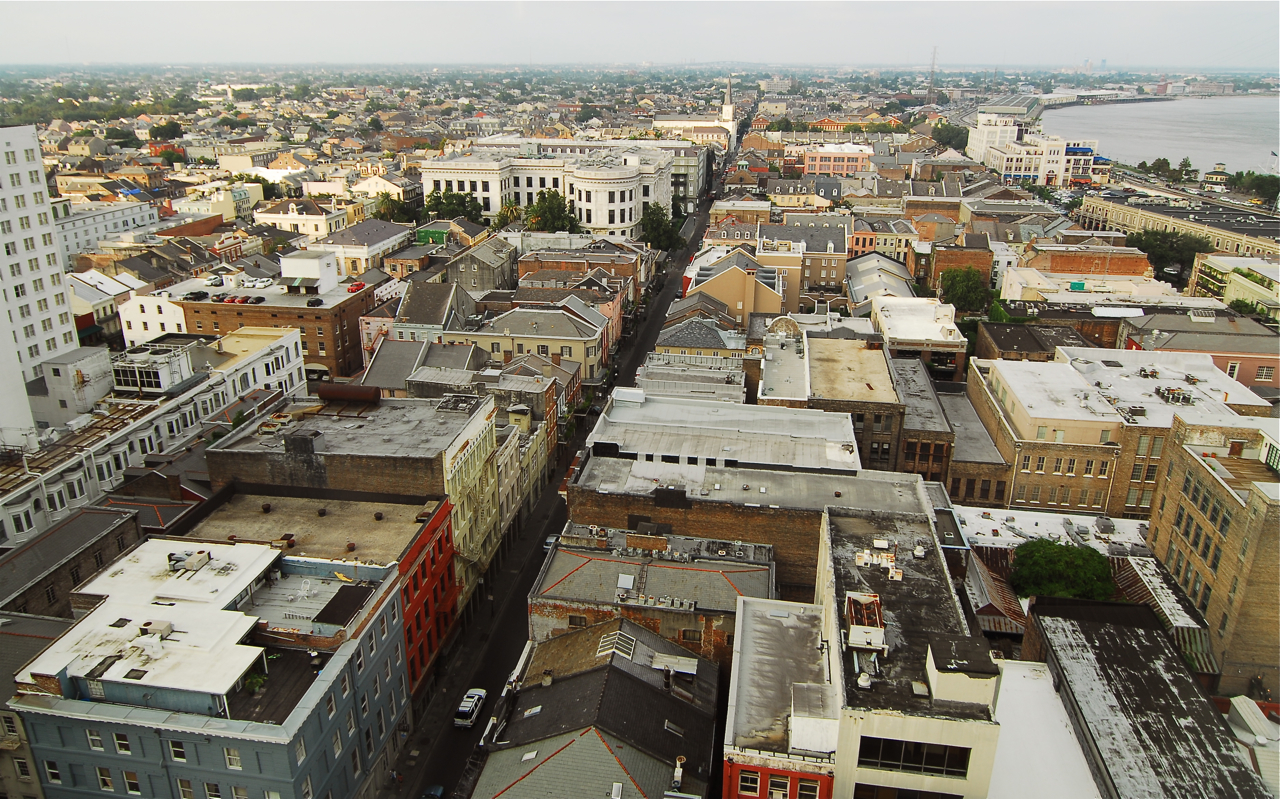
French Quarter, noordwaarts met de Mississippi rechts 2011

### French Quarter

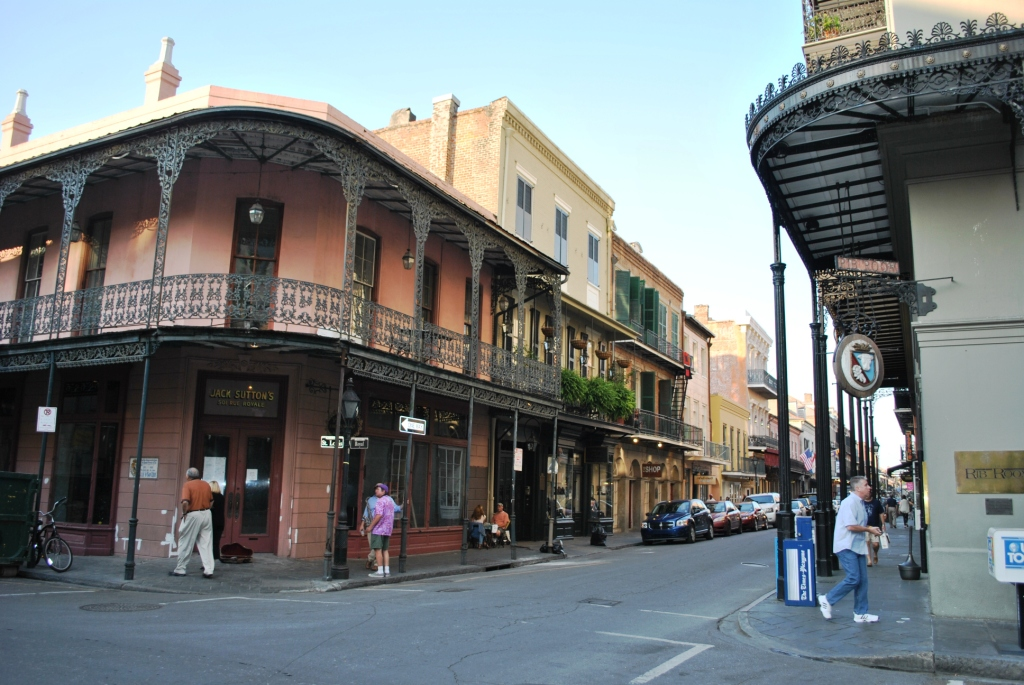
French Quarter

De oudste wijk van New Orleans wordt The French Quarter genoemd. In de Franse tijd heette het 'Le Vieux Carré', naar het rechthoekige stratenpatroon. Van zuidoost naar noordwest lopen de straten vernoemd naar het Franse koningshuis, haaks hierop van noordwest naar zuidoost hebben zij de naam van Franse heiligen. Aan de Mississippi ligt Jackson Square, de aanlegplaats van de stoomboot, waar op zondagen stoomfluitconcerten op kalliope gegeven worden. Door een paar grote branden aan het eind van de 18e eeuw werden veel huizen in de wijk verwoest. Onder de toen Spaanse overheersing, werd zo veel mogelijk herbouwd, zij het onder invloed van de koloniale architectuur van het Caribisch gebied, zoals 2-verdiepingen tellende huizen met houten balkons en galerijen.
Preservation Hall is zo'n uit 1817 daterend gebouw, dat sinds 1950 in gebruik is als jazz-centrum. Het bevindt zich op 726 St. Peter Street in de wijk.

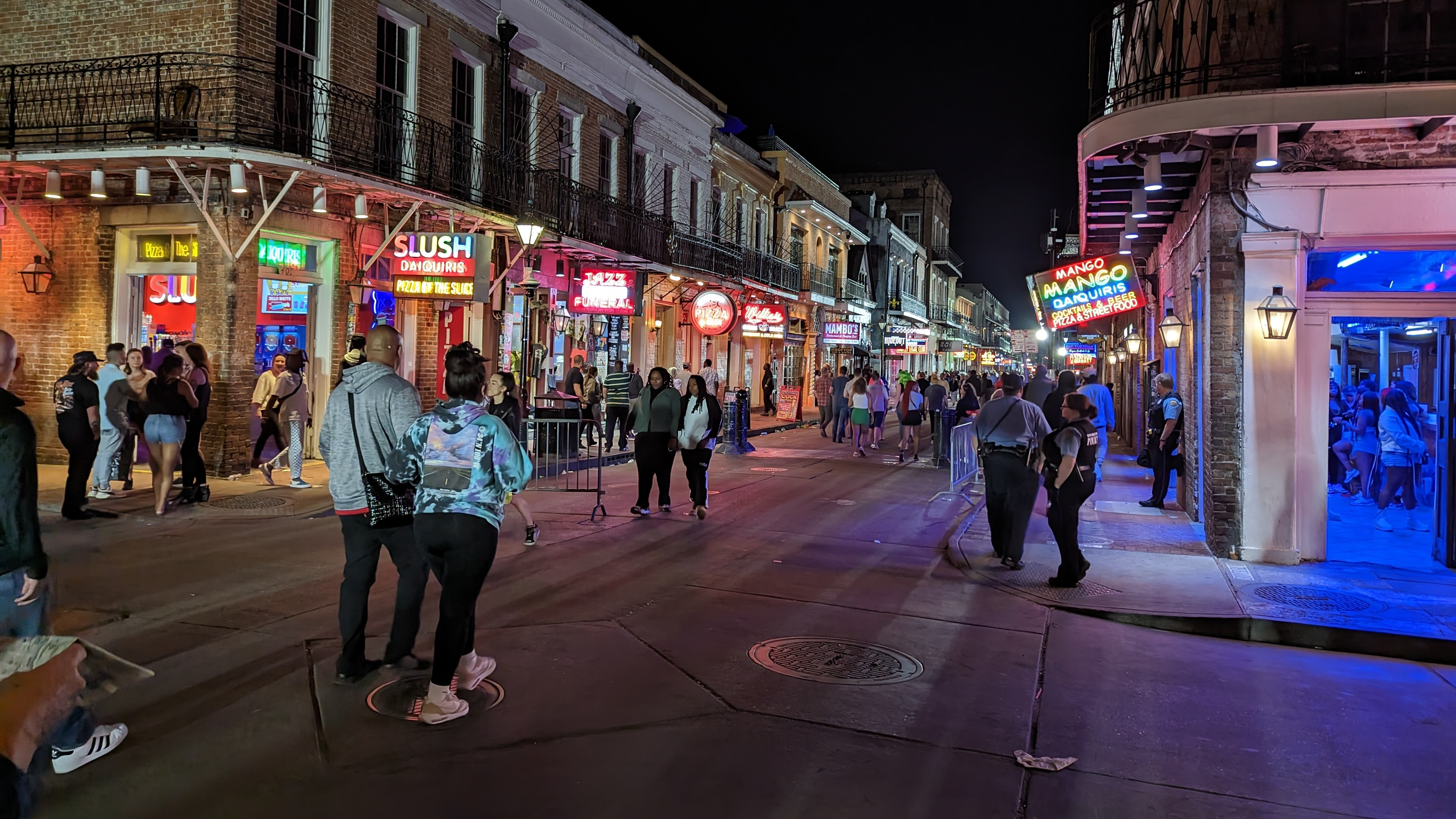
Bourbon Street in 2023

De bekendste straat is Bourbon Street, sinds de Tweede Wereldoorlog een aaneenschakeling van bars, jazzclubs en striptease-tenten. In 1859 werd er een operahuis geopend, de 'French Opera House', waar naast klassieke opera's ook operette en vaudeville-acts opgevoerd werden. In 1919 ging het door brand verloren.
Aan het eind van de 19e eeuw vestigden zich veel Sicilianen en Ieren in de wijk. Een bijnaam van de Franse wijk werd 'Little Palermo'. Zij versterkten het rooms-katholieke karakter van New Orleans, waar al sinds de eerste helft van de achttiende eeuw voornamelijk door de creoolse bevolking Mardi Gras gevierd werd. De Afrikaanse slaven waren al krachtens de Code Noir onder de Franse bezetting tot het katholicisme verplicht, zij werden gedoopt in de kathedraal van St. Louis.

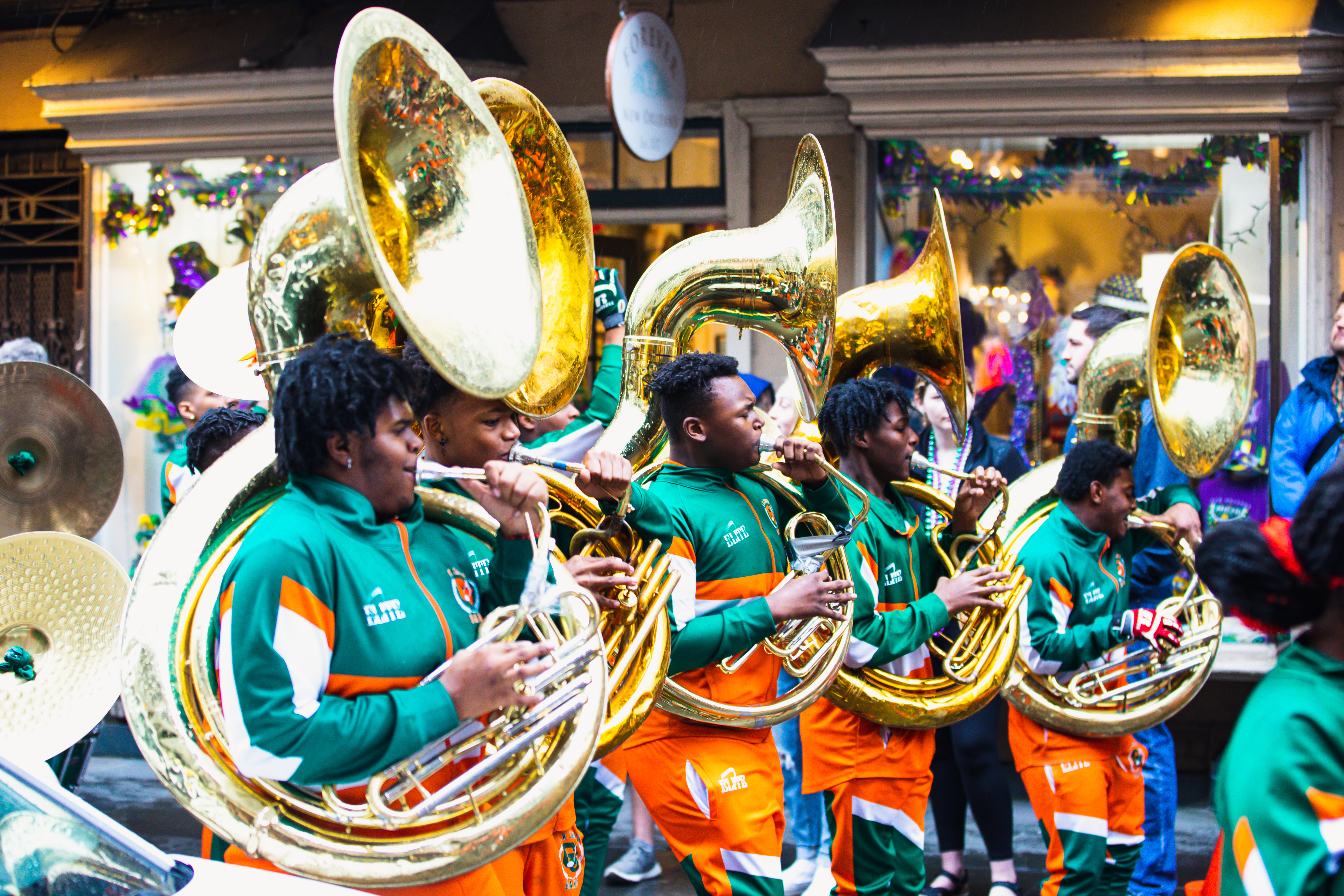
Mardi Gras 2023

### Mardi Gras
Mardi Gras, het carnaval New Orleans, is haast even bekend als het carnaval van Rio de Janeiro. In de Verenigde Staten wordt elders vrijwel geen carnaval gevierd, in New Orleans wordt dankzij de Rooms-Katholieke en de Franse en Duitse traditie het feest wel jaarlijks gevierd. Mardi Gras betekent "vette dinsdag" en het is de dag voorafgaand aan de vastenperiode, waarop men al het vet moest opmaken. Mardi Gras is een feest met veel muziek, dans en parades, en daarnaast ook een verkleedfeest, waarbij de spot gedreven wordt met autoriteiten.
Mardi Gras-indianen zijn creoolse carnavalsvierders, gegroepeerd in stammen, met een leider (Big Chief), die zich voor de Mardi Gras parades verkleden in pakken die zijn geïnspireerd op inheems-indiaanse ceremoniële kleding. Een lied over de rivaliteit tussen deze indianenstammen is "Jock O Mo" van James "Sugar Boy" Crawford, later bekend geworden onder de naam "Iko Iko".
Mardi Gras is een onderwerp in de liedjes van o.a. Professor Longhair, zoal "Mardi Gras in New Orleans" en "Go to the Mardi Gras", het volkslied van New Orleans. Een andere classic is Carnival Time van Alvin Lee Johnson.

### Minstrel shows, vaudeville en cakewalk
De minstrel show, ook wel minstrelsy genoemd, was een Amerikaanse vorm van muziektheater die in het begin van de 19e eeuw ontstond. De shows werden in de periode voor en na de Amerikaanse Burgeroorlog populair. Zij werden uitgevoerd door voornamelijk blanke acteurs die blackface-make-up droegen met als doel raciale stereotypen van Afro-Amerikanen komisch uit te beelden door de rol van zwarte minstrelen te spelen. Een Engelse groep, de "Buckley's Serenaders", werd bekend als de "New Orleans Serenaders". Nadat het bespotten van de Afro-Amerikanen uit de shows verdween, spreken we van vaudeville en medicine shows. Het bespotten van de Afro-Amerikanen had zijn tegenhanger in de cakewalk, waarin de Afro-Amerikanen de stijve dansen van de uit Europa afkomstige Amerikanen bespotte. Cakewalk-muziek omvatte polyritmiek, syncopen en het habanera-ritme in het reguliere marsritme.

### Invloed van de Amerikaanse burgeroorlog
In 1860 wilde president Abraham Lincoln de slavernij afschaffen, waartegen de zuidelijke staten in verzet kwamen. Veel slaven vluchtten naar de noordelijke staten. De zuidelijke staten vormden de Confederatie, waarna in 1861 de Amerikaanse Burgeroorlog uitbrak. In 1865 werden de zuidelijken verslagen en kwam de Confederatie onder curatele te staan. In beide strijdende partijen werd een militante versie van de song 'Dixie' populair, ieder met eigen aangepaste tekst. De slavernij werd in 1865 ook in de zuidelijke staten afgeschaft. Dit betekende niet dat er rassengelijkheid was, de slaven moesten blijven werken in vernederende omstandigheden, waarover zij zongen in hun blues. De afschaffing van de slavernij had grote invloed op het muzikale leven, voor de burgeroorlog mochten de slaven geen muziekinstrument hebben (althans geen hoorns en trommels, slavenhouders verdachten de slaven ervan via trommels gecodeerde boodschappen door te geven), na 1865 speelden zij op de goedkope gitaar en bluesharp en kochten zij de tweedehands blaasinstrumenten, die goedkoop verkrijgbaar waren in de pandjeshuizen, waar de ex-militairen hun instrument hadden verkocht.

### Second Line

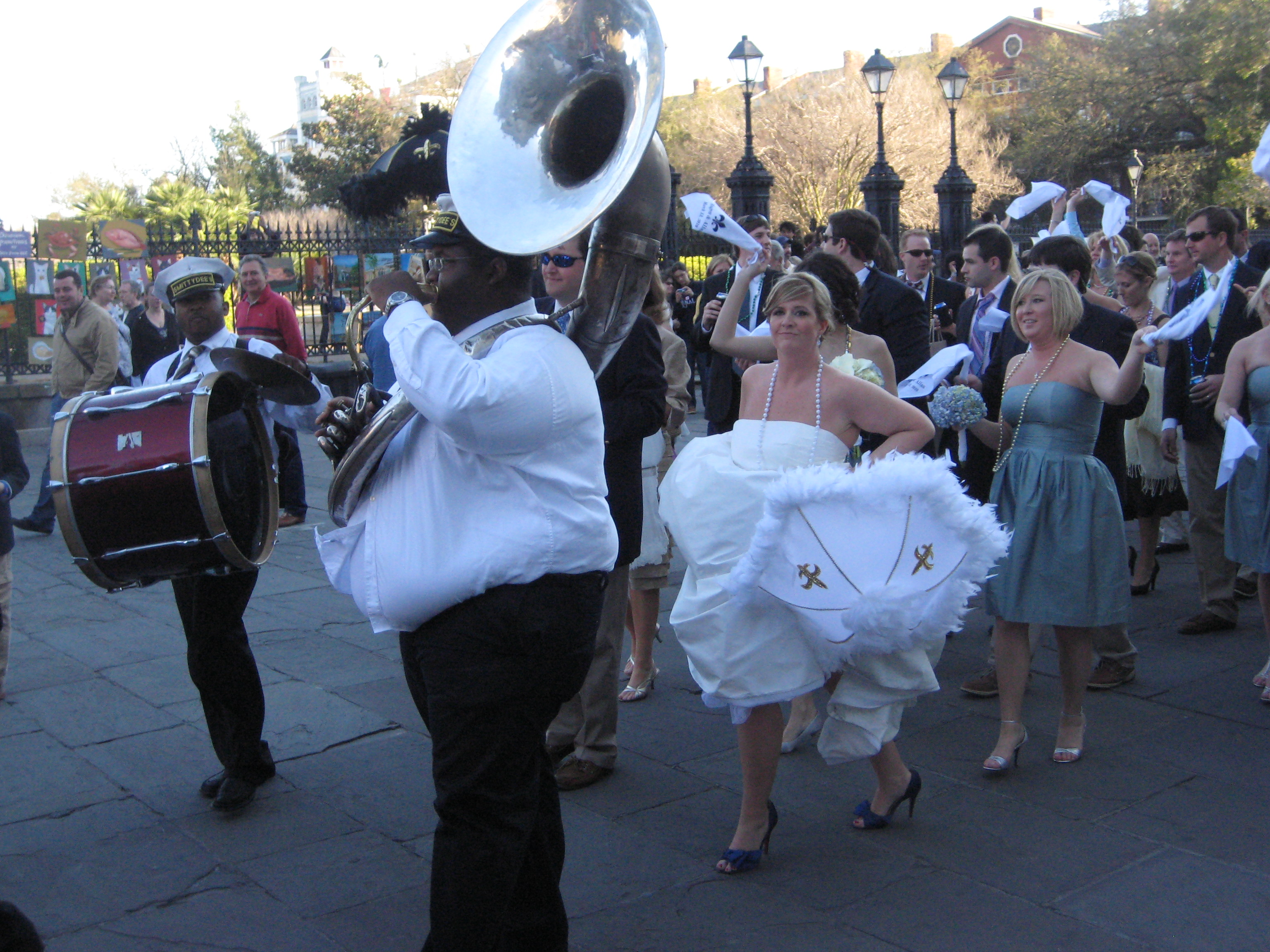
Second line bij een bruiloft op Jackson Square

Na de burgeroorlog gingen de Afro-Amerikanen zich verenigen in Social Aid & Pleasure Clubs. Een van de doelstellingen was een verzekering te bieden voor begrafeniskosten. Als een verlengstuk van deze SA&PC's zorgden de brassbands voor de begrafenismars, later werden deze parades ook bij andere gelegenheden gebruikelijk. Een beroemde nog bestaande club uit 1915 is de "Zulu Social Aid and Pleasure Club", die tijdens de Mardi-Gras-parade kokosnoten uitdeelt.
Binnen het begrafenisritueel was de second line strikt genomen de parade van een groep dansers volgend op de first line. Deze first line was de groep met de brassband (koperblazers, trommels en majorettes) en de familie waarvoor de parade gehouden wordt. Deze parades konden naast een begrafenis ook een huwelijk begeleiden en werden ook gehouden tijdens Mardi Gras of het feest van St. Joseph. Later werd onder second line het geheel van first line en second line bedoeld.
Het ritme dat in de second line gebruikt werd zou later de New Orleans Beat genoemd worden, met de basdrum op tel 1 en 3, de snaredrummer improviseert op tel 2 en 4 en de feestvierders zorgen voor een extra ritmelaag. De tresillo is een veelgebruikt ritmepatroon, tresillo letterlijk een triool, geef een ritmeverdeling aan van 3 3 2 in een vierkwartsmaat:

## Muziek van rond de eeuwwisseling in 1900

### Storyville
Aan de rand van het French Quarter, ten westen van Canal Street werd in 1897 Storyville opgericht, een rosse buurt met gelegaliseerde prostitutie, gemodelleerd naar havenbuurten als Katendrecht en de Reeperbahn. In de bars in deze wijk werd livemuziek gebracht door dansorkesten, er was bluesmuziek en op piano werd de ragtime populair. Bekend werden pianist en zanger Tony Jackson en pianist Clarence Williams, die samenspeelde met kornettist Bunk Johnson en met violist Armand J. Piron, met wie hij in 1915 een muziekuitgeverij begon. In de straten van Storyville speelden straatjongens op zelfgemaakte instrumenten een soort jugband-muziek, de groepjes kregen de naam spasm bands. Een van die bandjes gebruikte de naam Razzy Dazzy Jazzy Band, de naam jazz zou hier zijn oorsprong kunnen hebben. Al deze muziekstijlen als blues, ragtime en jugbandmuziek kwamen in de wijk bijeen en wordt daarom beschouwd als de geboorteplaats van de jazz, hoewel dit eigenlijk een generalisatie is, overal in New Orleans hoorde je deze muziek. Toen de Verenigde Staten in 1917 deelnamen aan de Eerste Wereldoorlog, vaardigde de regering het bevel uit om prostitutie binnen vijf mijl van militaire bases te verbieden, met als gevolg het einde van de bordelen in Storyville. Het nachtleven verplaatste zich in de jaren na 1917 naar Bourbon Street. Voor de jazzbands bleef er wel werk in vaudeville- en minstreelshows, in roadhouses en circussen, op rivierboten en op de excursies met meerboten. Een aanzienlijk aantal vertrok naar de grote industriesteden in het noorden en westen. In 1939 werd Storyville met de grond gelijkgemaakt ten behoeve van sociale woningbouw.

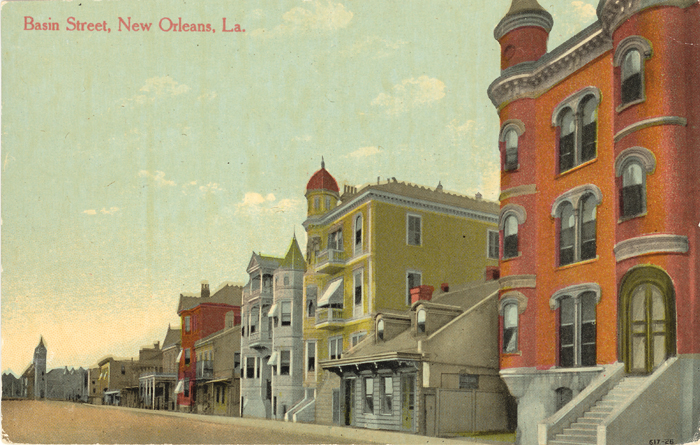
Basin Street op een ansichtkaart

Basin Street was de belangrijkste straat in Storyville, die Spencer Williams inspireerde tot "Basin Street Blues", een latere jazzstandaard.
|  |                                                                               |
|  | Basin Street Blues, Basin Street was een straat in Storyville (download·info) |

### Brassbands

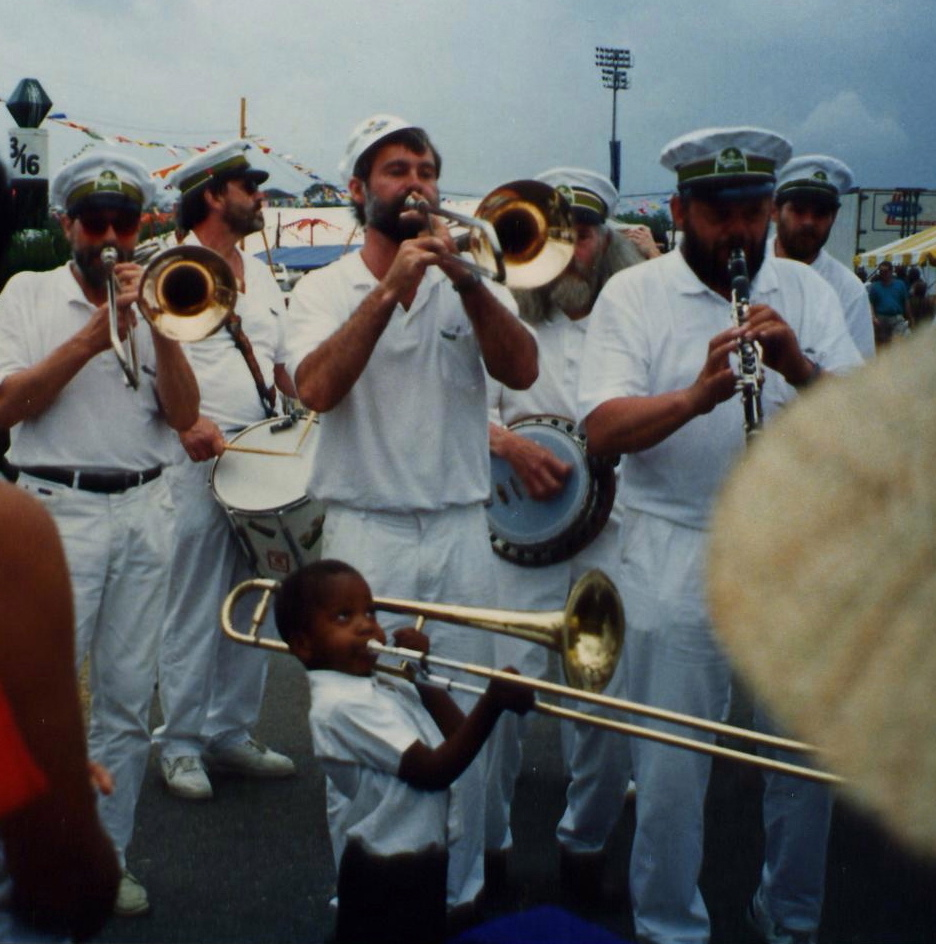
Trombone Shorty als 5-jarige met de Carlsberg Brass Band

Brassbands of marching bands hebben hun wortels in de Europese fanfare en de militaire kapels. De eerste brassbands in New Orleans waren de Pickwick Brass Band en de Excelsior Brass Band. Het optreden van brassbands als dansorkest in New Orleans dateert uit de late 19e en vroege 20e eeuw. Papa Jack Laine, drummer in een brandweerkorpsband, richtte in 1885 zijn eerste band op, samengesteld uit musici van meerdere etnische groeperingen. Na de invoering van de Jim Crow-wetten werden gemengde witte en Afro-Amerikaanse bands verboden, maar Laine bleef lichtgekleurde Afro-Amerikanen als Cubaan of Mexicaan in zijn bands handhaven. In 1891 richtte hij zijn band 'The Reliance' op. Nick LaRocca, oprichter van de Original Dixieland Jazz Band, speelde trompet in deze band. De oudst bekende en nog bestaande is het naar de 'Tuxedo Dance Hall' vernoemde 'Tuxedo Jazz Orchestra', dat onder leiding stond van Papa Celestin. De muziek, die gespeeld werd bestond uit marsmuziek en dansmuziek zoals de cakewalk en als de band een begrafenis moest begeleiden werden composities gespeeld als het klagelijke "Nearer My God to Thee", spirituals als "Just a Closer Walk With Thee" en de gospel "When the Saints Go Marching In".
De brassbands waren de leerschool voor grootheden in de jazz, als Louis Armstrong (1901-1971) en wat recenter Trombone Shorty (1986). Louis Armstrong speelde in Kid Orys Ory's Brass Band en in de Waifs Home Brass Band.

## Beginjaren van de jazz
De begintijd van de jazz waren de jaren van 1890 tot 1910. De naam jazz werd toen niet gebruikt, men speelde blues, marsmuziek, ragtime of een van de voorlopers hiervan. De Europese muziek was gebaseerd op een twaalftoonsschema met een toonladder van 8 noten, de Afrikaanse muziek was net als de Europese muziek uit de Middeleeuwen pentatonisch. De meeste Afro-Amerikanen lazen niet van bladmuziek, zij speelden op gehoor. Zowel de bluesmuziek met zijn verlaagde terts als de improvisatie in de jazz hebben hier hun wortels.
Ragtime is gecomponeerde muziek, niet bedoeld om op te improviseren; Jelly Roll Morton en James P. Johnson ontwikkelden rond 1920 vanuit de ragtime de stride-pianostijl, die wel bedoeld was om op te improviseren en als vroege jazz beschouwd wordt.
|  |                                                           |
|  | Maple Leaf Rag gespeeld door Scott Joplin (download·info) |

|  |                                                                                         |
|  | Caroline Shout een voorbeeld van de stride-pianostijl opgenomen in 1921 (download·info) |

In de begindagen van de New Orleans-jazz was de grens tussen ragtime en jazz zo dun dat de twee termen vaak door elkaar werden gebruikt.

### Buddy Bolden

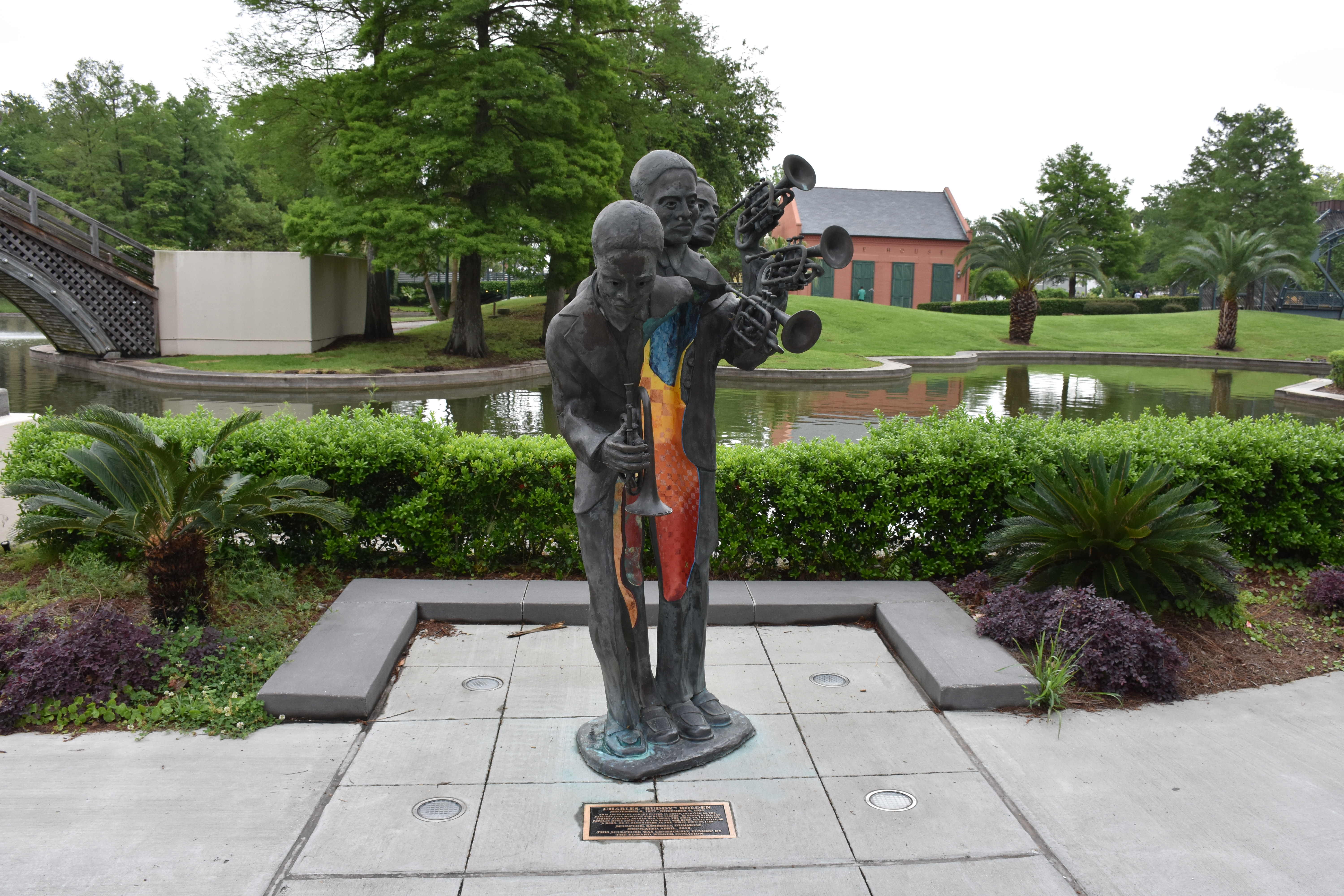
Beeld van Charles Buddy Bolden in het Louis Armstrong Park in New Orleans

Buddy Bolden (1877-1931) is een sleutelfiguur in de ontwikkeling van de New Orleans-jazz. Hij was een kornettist, die bekend werd om zijn luide spel en improvisaties. Hij was ook kapper en formeerde in 1895 in zijn kapperszaak de Bolden Band. Zij speelden ragtime, marsmuziek, quadrilles en blues in de ruige bars van Storyville. Bolden werd de eerste 'koning' van de New Orleans-jazz genoemd, hoewel de term jazz toen nog niet in gebruik was. Een van de bekendste Bolden-nummers is "Funky Butt", later onder de naam "Buddy Bolden's Blues" op grammofoonplaat opgenomen door Jelly Roll Morton. Bolden paste als eerste de "Big Four beat" toe, waarbij het accent valt op de 2e en 4e tel van een maat.

### Drooglegging
In 1920 trad een wet in werking die het gebruik van alcohol verbood. Het gebruik van alcohol verhuisde naar danszalen, waar mede als gevolg van een corrupt politiekorps zonder problemen alcohol verkrijgbaar was. De danszalen waren gastheer van een verscheidenheid aan jazzacts, waaronder The Fischbein-Williams Syncopators en de banjospeler Danny Barker.

### Eerste jazzbands
In het begin van de 20e eeuw werden een aantal jazzbands bekend, die in New Orleans hun uitvalsbasis hadden en door de hele VS trokken. Vele bands hadden wisselende personeelsbezettingen. Een van de bekendste bands was de Creole Jazz Band van Kid Ory, een trombonist en componist, bij wie latere beroemdheden als Sidney Bechet en Louis Armstrong hebben gespeeld. Kid Ory componeerde o.a. het nummer "Muskrat Ramble", dat Country Joe McDonald gebruikte op Woodstock als "I-Feel-Like-I'm-Fixin'-to-Die Rag". Andere jazzbands waren de bands van King Oliver (de Creole Band) en die van Jelly Roll Morton, een pianovirtuoos, die meer dan honderd grammofoonplaatopnames op zijn naam heeft staan. Zijn compositie "Jelly Roll Blues" uit 1915 was een van de eerste gepubliceerde jazzcomposities.

### Original Dixieland Jazz Band

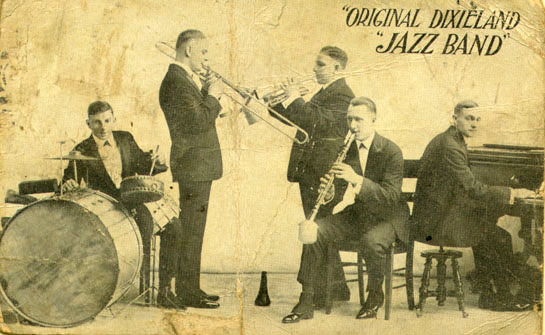
De Original Dixieland Jazz Band

De Original Dixieland Jazz Band, eerst geschreven als Jass Band, bestond uit een vijftal musici, die allemaal bij Papa Jack Laines band The Reliance hadden gespeeld. Leider van de band was Nick LaRocca, zoon van een Siciliaanse immigrant, die de band formeerde uit musici van de band van drummer Johnny Stein toen zij een speelcontract hadden in Chicago. De ODJB was de eerste band die een grammofoonplaat maakte: "Dixieland Jass Band One-Step" met op de B-kant "Livery Stable Blues" opgenomen in 1917.
Dixieland werd bekend als de witte variant van de zwarte jazz. Dixie of Dixieland is de bijnaam voor de zuidelijke staten van de Verenigde Staten. De oorsprong van de naam "dixie" kan de Mason-Dixonlijn zijn, het kan ook het Franse dix zijn, dat op de 10 dollarbiljetten van New Orleans stond.
|  |                                     |
|  | Livery Stable Blues (download·info) |

|  |                               |
|  | Jazz Me Blues (download·info) |

### Muziek in de 20'er jaren en uittocht van musici

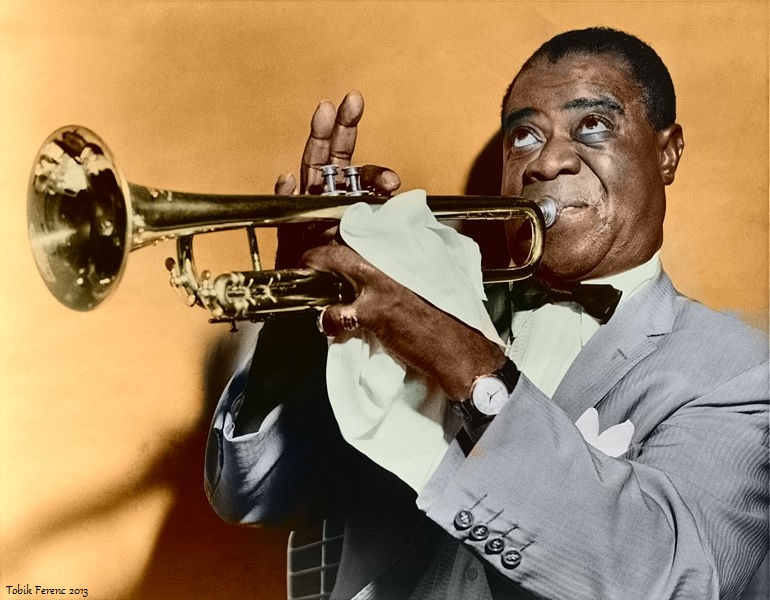
Louis Armstrong

Vanaf 1916 is er sprake van de Grote Afro-Amerikaanse volksverhuizing, bekend als de Great Migration, waaraan voornamelijk economische motieven en de vernederende Jim Crow-wetten ten grondslag lagen. Een andere belangrijke oorzaak van het vertrek van de New Orleans-musici was natuurlijk de sluiting van Storyville. Naast deze oorzaken was er in New Orleans ook een gemis aan platenlabels en opnamestudio's. Het New Yorkse label Okeh Records, dat met mobiele opnameapparatuur werkte en waar Clarence Williams van 1923 tot 1928 a&r-directeur was, zette als eerste label race music op plaat, waaronder Louis Armstrong met zijn Hot Five.
Louis Armstrong, geboren in 1901, groeide op in het centrum van New Orleans. In Storyville leerde hij allerlei muziek kennen, waar hij King Oliver als zijn grote voorbeeld zag. Hij leerde kornet spelen tijdens zijn detentie in een jeugdgevangenis. Zijn leerschool had Armstrong in het orkest van Fate Marable, die een orkest leidde op de Mississippi-raderboten. In 1919 nam hij de plaats in van King Oliver in het orkest van Kid Ory. In 1922 vertrok Armstrong naar Chicago om te spelen bij King Oliver.

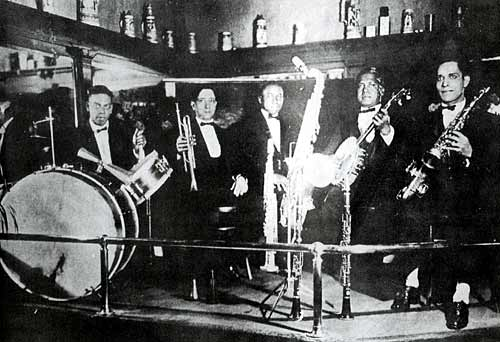
Tom Anderson's Cafe op Rampart Street in 1919. Van links naar rechts: Paul Barbarin, drums; Arnold Metoyer, trompet; Luis Russell, piano; Willie Santiago, banjo; Albert Nicholas, saxofoon & klarinet.

De Big Bands werden populair in de jaren 1920. Hoewel veel musici uit New Orleans (Sidney Bechet, Louis Armstrong, Paul Barbarin, Barney Bigard) er een prominente rol in speelden, was hun thuisbasis meestal New York of Chicago, dat de rol van New Orleans als centrum van de wereld op jazzgebied had overgenomen. Bechet toerde ook veel in Europa. De stijl waarin zij speelden wordt swing genoemd, een stijl, die de latere kleine jazzcombo's overnamen. Ook veel bluesartiesten uit de omgeving van New Orleans vertrokken naar Chicago, waar zich de chicagoblues ontwikkelde.

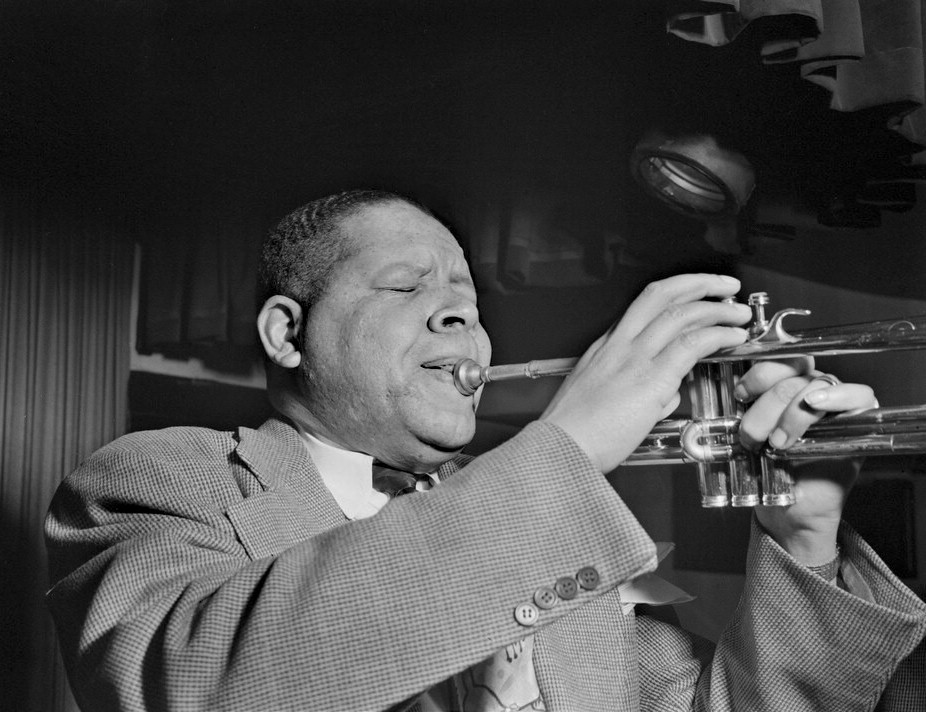
Red Allen

In 1924 keerden musici als Armand J. Piron, Lorenzo Tio, Steve Lewis en Peter Bocage vanwege het betere klimaat en eten terug naar New Orleans, waar Piron zijn muzikale loopbaan vervolgde met optredens in de Country Club, in Tranchina's Restaurant en op de raderboten op de Mississippi. De combinatie van overdag op radarboten spelen, en in de avond in de jazzclubs had een navolger in Red Allen.
Paul Barbarin keerde in 1938 terug om enige tijd te spelen bij Red Allen, waarna hij zijn eigen band formeerde.
De meeste musici zouden echter vanwege de rassenwetten niet meer naar het zuiden terugkeren. Danny Barker, die in 1930 naar New York vertrok en later speelde bij de band van Cab Calloway keerde pas in 1965 terug om te gaan werken als assistent van de curator van het "New Orleans Jazz Museum".

## Swing en bebop

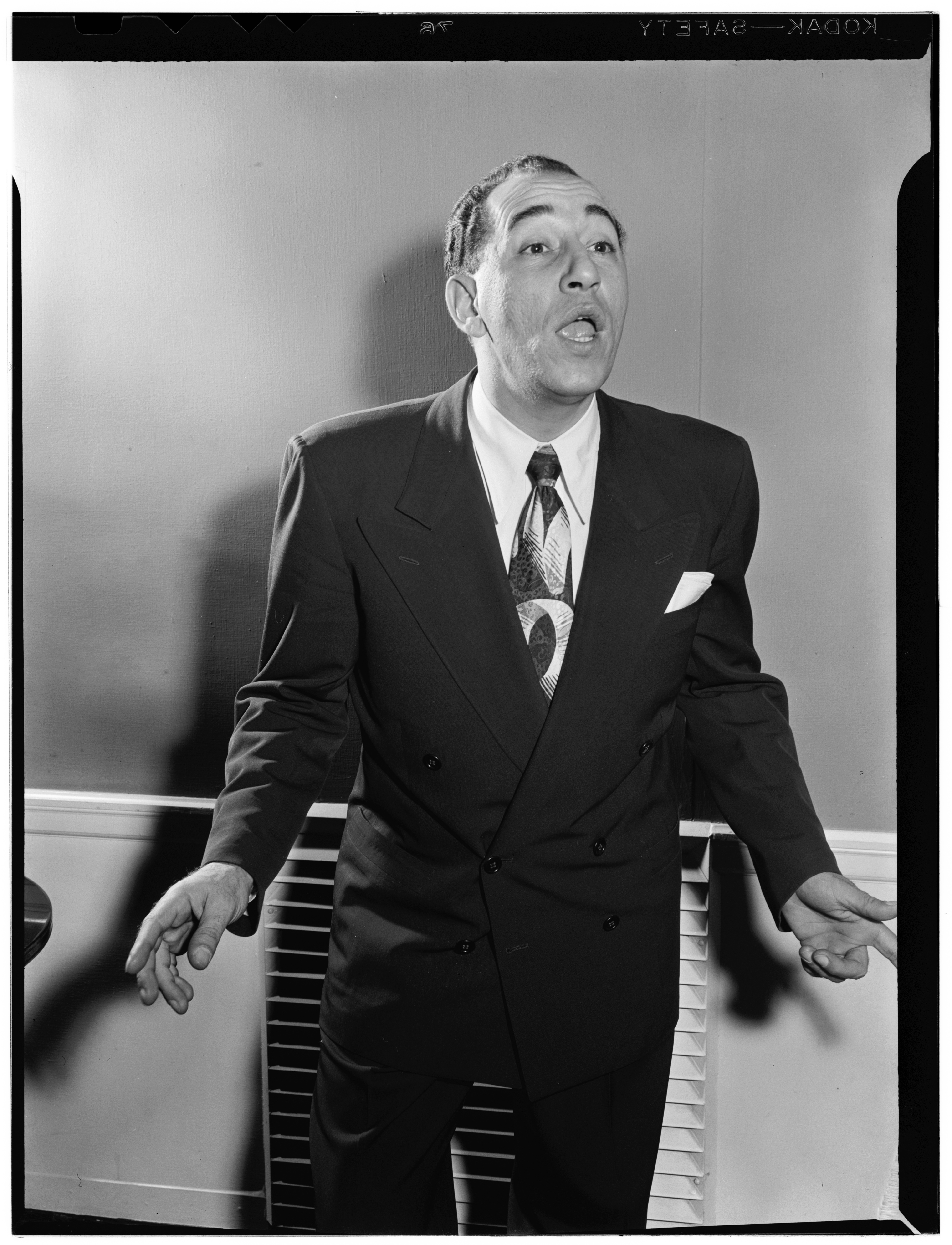
Louis Prima

Louis Prima, geboren in 1910, kwam uit een muzikale Italiaans-Amerikaanse familie. De Italiaans-Amerikaanse gemeenschap en de Afro-Amerikanen in New orleans gingen destijds vaak met elkaar om in dezelfde clubs en bars. De interesse van Louis Prima in jazz werd aangewakkerd toen hij deze clubs bezocht en zwarte en Italiaanse jazzartiesten samen zag spelen. In New Orleans had Prima weinig succes, dat kwam pas in New York, waar hij optrad als Prima and his New Orleans Gang (met Pee Wee Russell op klarinet). In 1936 namen zij zijn compositie "Sing, Sing, Sing" op, dat een succes werd in de versie van Benny Goodman. Hij werkte in Las Vegas veel samen met New Orleans saxofonist Sam Butera, die o.a. te horen is op zijn bekendste nummer Buona Sera. Zijn New Orleans roots zijn echter goed te horen op zijn "Jump, Jive, an' Wail" uit 1956.

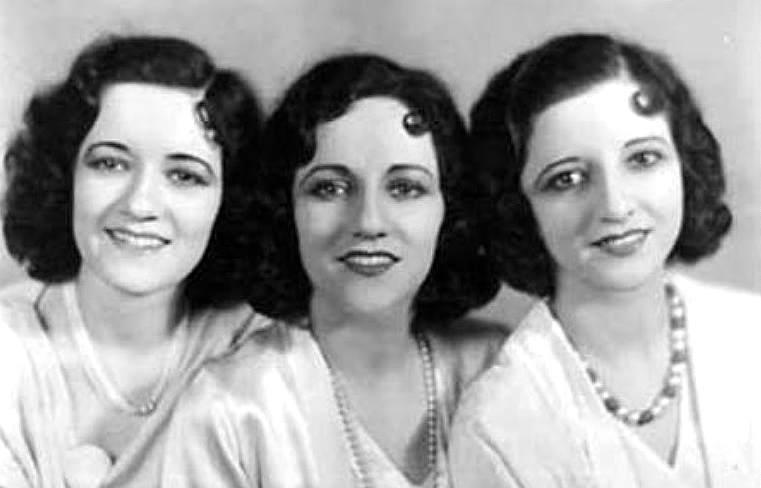
De Boswell Sisters in 1931

De Boswell Sisters, drie zussen geboren in Kansas City, verhuisden op jonge leeftijd naar New Orleans. Zij vormden een close harmony zangtrio met jazz- en swingmuziek. Hun samenwerking met vooraanstaande swingmuzikanten als Glenn Miller, Benny Goodman en anderen hadden een diepgaand effect op de ontwikkeling van het bigbandgeluid in de jaren dertig. Benny Goodman was de eerste orkestleider, die zowel witte als zwarte musici in zijn band had, hetgeen in de zuidelijke staten verboden was.
In de 40'er jaren werden als gevolg van de grote depressie van de jaren 30 de meeste big bands opgeheven en omgevormd tot kleinere combo's. Om een even groot volume als de big bands te bereiken moesten de zangers hard schreeuwen en de saxen toeteren en grommen. Deze jazzstijl werd jumpblues genoemd. In diezelfde tijd ontwikkelde zich de bebop, meestal gespeeld in vier- of vijfmans formaties, die een tegenpool vormden voor de swing en de zich heroplevende dixieland. Bebop was niet dansbaar en gebruikte als eerste complexe akkoorden, die verder gingen dan een septiemakkoord.

## Heropleving van de dixieland

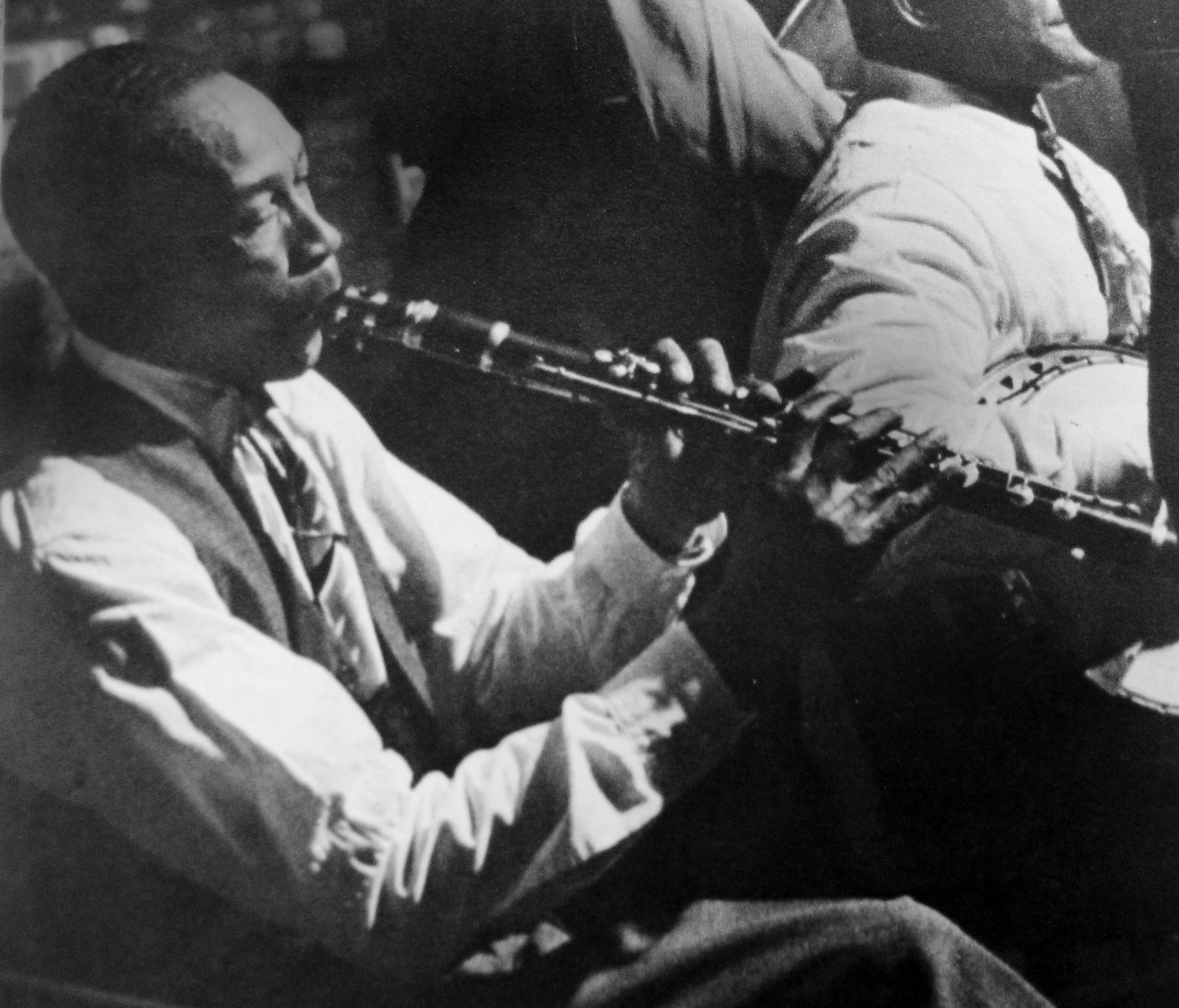
George Lewis gefotografeerd door Stanley Kubrick 1950

Eind jaren 1940 was er een heropleving van de dixieland, die voor een groot deel veroorzaakt werd door heruitgaven van jazzklassiekers door platenmaatschappijen van de bands van King Oliver, Jelly Roll Morton en Louis Armstrong uit de jaren 1930. Gedurende de jaren 1950 en 1960 was Dixieland een van de commercieel meest populaire jazzstijlen in de VS, Europa en Japan.
Bunk Johnson was een kornettist, die dankzij deze heropleving herontdekt werd. Hij had in de beginjaren van de 20e eeuw bij meerdere New Orleans bands gespeeld. Tijdens een ruzie verloor hij zijn tanden en zijn instrument, met als gevolg dat hij niet meer speelde. In 1942 beleefde hij een stormachtige comeback. Hetzelfde geldt voor George Lewis, een in 1900 geboren klarinettist, die bij Bunk Johnson ging spelen, en na diens pensionering de leiding van zijn band overnam.

## Latere brassbands

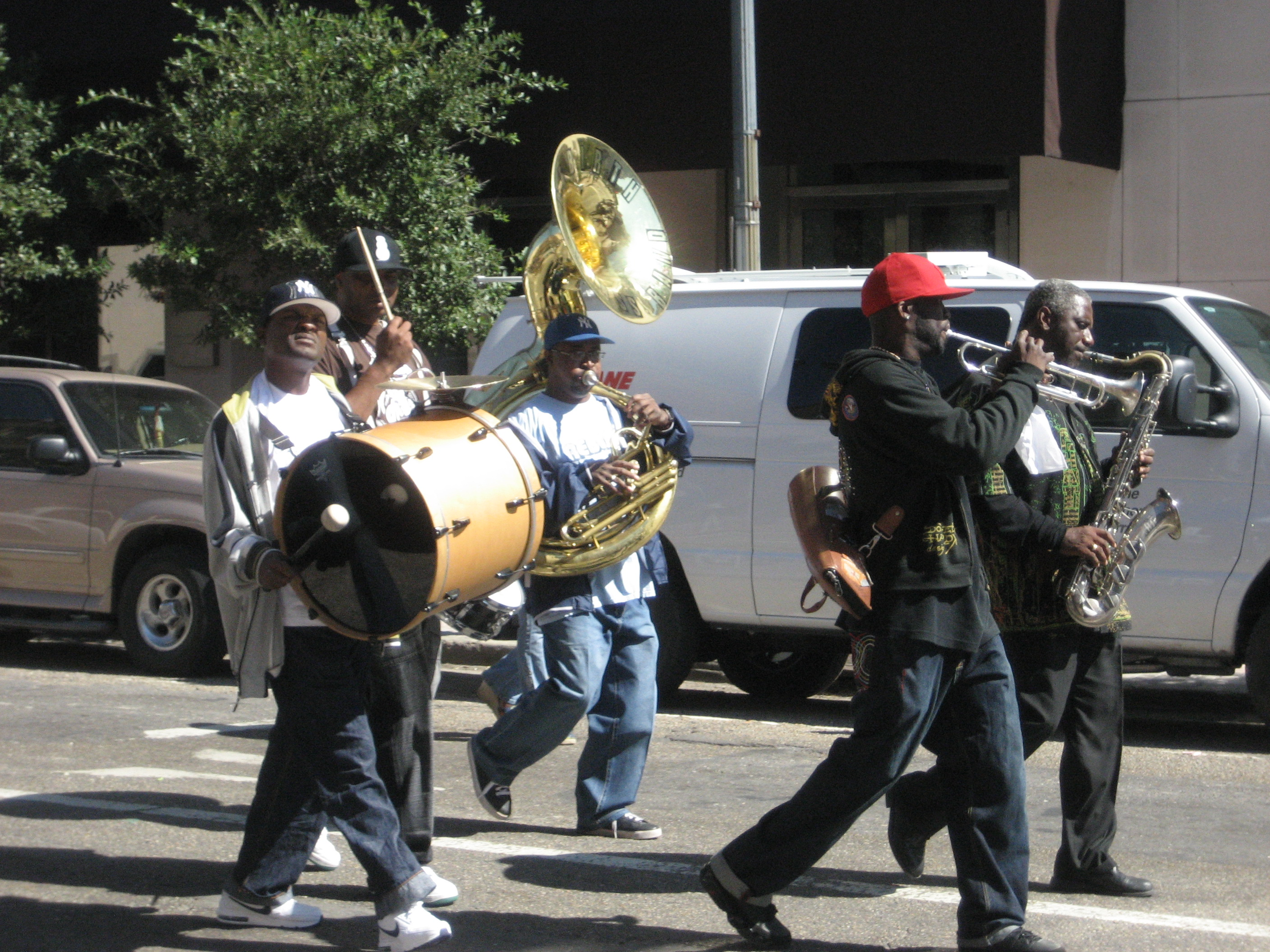
Leden van de Rebirth Brass Band

Vanuit de baptistengemeente werd in 1970 de Fairview Baptist Church Marching Band opgericht onder leiding van banjospeler Danny Barker. De band fungeerde als opleidingsinstituut om de New Orleans Jazz levend te houden. Door het succes dat de band had kwam Barker in conflict met de vakbond. Hij trok zich terug, en de Fairview Band ging verder als de Hurricane Brass Band onder leiding van trompettist Leroy Jones. Bij de bands speelden o.a. Wynton and Branford Marsalis, Dr. Michael White, Herlin Riley, Anthony "Tuba Fats" Lacen, Charles Joseph, Kirk Joseph, Lucien Barbarin en Shannon Powell.
De Dirty Dozen Brass Band is een moderne brassband, in 1977 opgericht door Benny Jones en leden van de Tornado Brass Band. De Dirty Dozen verwerkte funk en bebop in de traditionele New Orleans Jazz en heeft sindsdien een grote invloed gehad op de lokale muziek. De Rebirth Brass Band is in 1983 opgericht door o.a. de broers Frazier, trompettist Kermit Ruffins en rapper Soulja Slim. In 2012 won Rebirth de Grammy Award voor Best Regional Roots Music Album.

## Gospelmuziek
Gospelmuziek bestaat al sinds de 17e eeuw in de Anglicaanse Kerk, John Newtons "Amazing Grace" en Augustus Topladies "Rock of Ages" dateren uit die tijd. De Afro-Amerikaanse versie met handgeklap en voetgestamp als ritmisch element kan gedateerd worden vanaf 1874 toen Philip Bliss een songbook uitbracht met de titel Gospel Songs. In 1930 keurde de National Baptist Convention deze muziek voor het eerst publiekelijk goed.
Mahalia Jackson werd op 4-jarige leeftijd lid van een kinderkoor in de Plymouth Rock baptistenkerk in de New Orleanse wijk Black Pearl. Zij woonde toen naast een kleine kerk van de pinkstergemeente waar zij "jubilea" of uptempo spirituals in hun gezang hoorde. Schreeuwen en stampen kwamen regelmatig voor, dit in tegenstelling tot in haar eigen baptistengemeente. Haar moeder overleed toen zij 5-jaar oud was, waarna Jackson opgevoed werd door haar moeders zus "Duke". Al op 12-jarige leeftijd bezat ze een grote stem en sloot ze zich aan bij het jeugdkoor. Als gevolg van hevige conflicten met haar tante Duke, werd Jackson overreed om naar een andere zus van haar moeder in Chicago te verhuizen. Naast een incidenteel bezoek keerde zij pas op 58-jarige leeftijd als wereldster terug naar New Orleans.
Hoewel Mahalia Jackson genoeg aanbiedingen kreeg om een seculiere plaat te maken, heeft zij dit altijd geweigerd. Lillian Boutté, was een jazzzangeres, die een aanbod kreeg een gospelplaat te maken met een Noorse band, die New Orleans jazz speelde. Met deze Magnolia Jazzband nam zij een album met gospel-traditionals op tijdens Moldejazz, het oudste jazzfestival van Europa.
The Zion Harmonizers is New Orleans bekendste gospelgroep opgericht door Benjamin J. Maxonin in 1938 in Gert Town, een fabrieksvoorstad. Onder de naam The Spiders namen zij ook r&b op bij Cosimo Matassa. Zij tourden over heel de wereld en traden ook op in Nederland.
"When the Saints Go Marching In" is een gospel, die door Louis Armstrong als eerste in een jazzuitvoering op plaat gezet werd. De gospel wordt veel gespeeld door de marching bands bij begrafenissen. Elke New Orleans band heeft deze gospel op het repertoire, hoewel het nummer voor iedereen in de categorie 'grijsgedraaid' valt en de toeristen er wel een extra bedrag voor moeten neertellen.

## Blues
Blues was alom tegenwoordig in New Orleans, zowel in de jazzmuziek als in de bars, waar de blues voornamelijk op piano en hoorn te beluisteren was. De New Orleans blues werd een subgenre van de blues, een blues in een wat luie stijl, die sterk beïnvloed is door de lokale jazzmuziek met Caraïbische invloeden. Een karakteristieke compositie is "Let the Good Times Roll" (Hey, everybody, let's have some fun
You only live but once), geschreven door Sam Theard en bekend geworden door Louis Jordan and His Tympany Five. Het is niet hetzelfde nummer als de eigen compositie van Shirley and Lee, dat begint met Come on baby let the good times roll, dat weer dezelfde tekst heeft als "Good Times" van Sam Cooke, dat weer niet hetzelfde is als "Come on, Let the Good Times Roll" van Earl King, dat een bluesstandaard voor gitaristen werd, met versies van onder anderen Jimi Hendrix en Stevie Ray Vaughan, die niet dezelfde ontspannen sfeer uitademen. "Let the Good Times Roll" is het motto, waarmee je in New Orleans Mardi Gras gaat vieren.
Lonnie Johnson was een blueszanger en violist, die in de jaren 1920 overstapte naar gitaar en met veel jazzmusici meespeelde. In 1960 werd hij als bluesgitarist herontdekt, waarna hij nog een aantal soloalbums opnam.
Saxofonist en bandleider Louis Jordan was in de jaren 1930-1950 de meest populaire musicus in de stijl die jumpblues genoemd werd. Jumpblues ontstond vanuit de Big Band muziek, maar dan in een kleinere bezetting en was de directe voorloper van de r&b. Hij werd in 1987 opgenomen in de Rock and Roll Hall of Fame als voorloper van de rock and roll-muziek.

## Rhythm-and-blues
Rhythm-and-blues (r&b) is blues met een stevig ritme. De term werd in 1949 bedacht door Jerry Wexler van het Amerikaanse muziektijdschrift Billboard ter vervanging van de categorie "race music" in hun hitlijsten, het werd later een algemenere term voor de Afro-Amerikaanse muziek. Een grondlegger van de New Orleans-r&b-stijl was pianist Professor Longhair, die in zijn beginjaren met zijn rumba-boogiewoogie pianostijl weinig succes had. Later werd hij gezien als het voorbeeld van succesrijkere musici als Fats Domino, Allen Toussaint en Dr. John. Zijn composities "Tipitina", "Go to the Mardi Gras" en "Mardi Gras in New Orleans", in 1953 uitgebracht door Atlantic Records en "Big Chief" uit 1965 uitgebracht op Watch Records, zijn inmiddels klassiekers.
|  |                                                                                       |
|  | Het cubaanse ritme in de linkerhand van Misery van Professor Longhair (download·info) |

Een andere pianist uit de begintijd van de New Orleans-r&b was Champion Jack Dupree, die in 1940 "Junker Blues" opnam. Het nummer was geschreven door de relatief onbekende Willie Hall (bijnaam Drive 'Em Down), een vaderfiguur en leraar van Dupree. "Junker Blues" was de inspiratie en het muzikale voorbeeld voor nummers als "The Fat Man" van Fats Domino, "Tipitina" van Professor Longhair en "Lawdy Miss Clawdy" van Lloyd Price. Dupree zou zijn carrière voortzetten in Chicago en later in Europa.

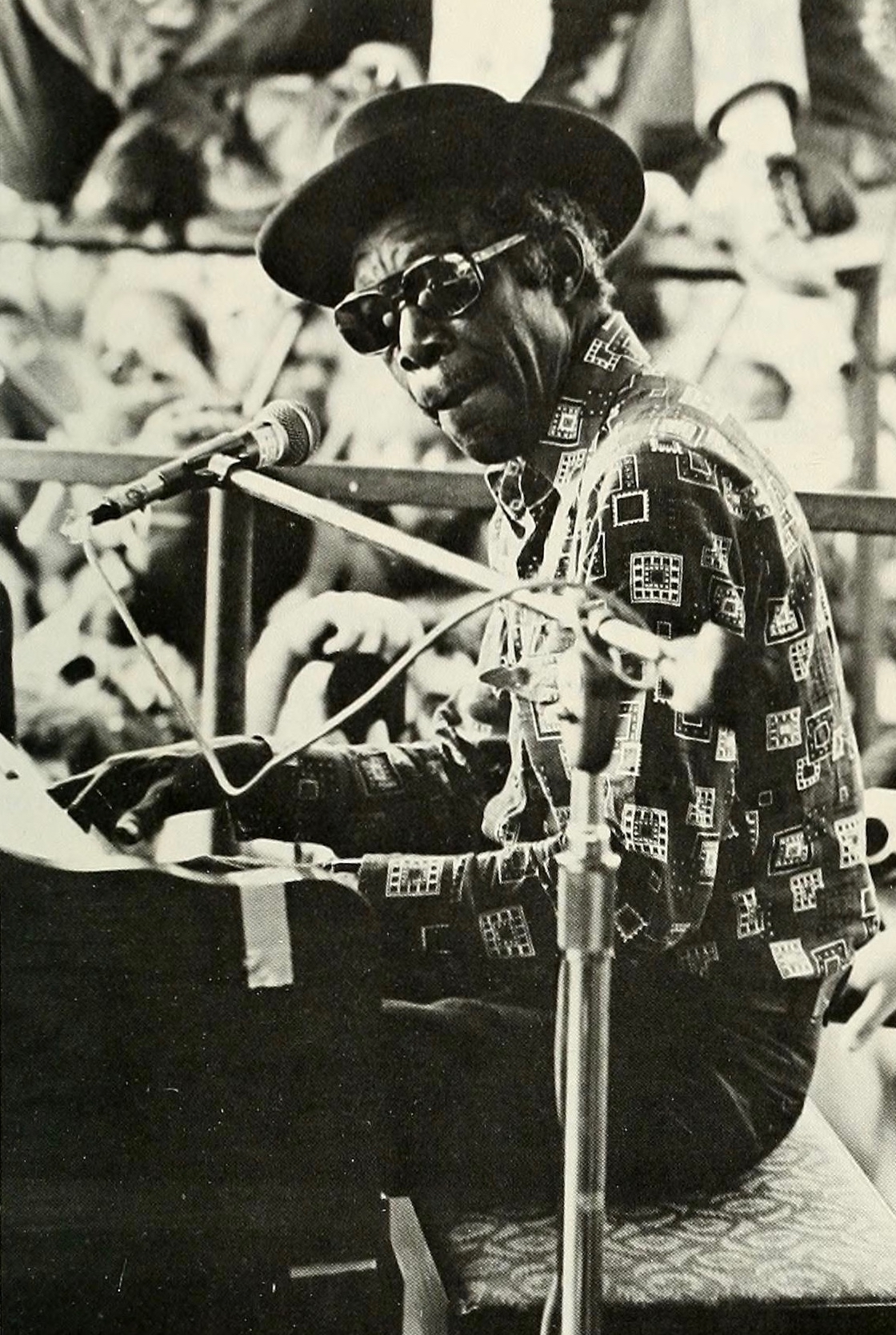
Professor Longhair (Fess) op het Jazz Fest 1975.
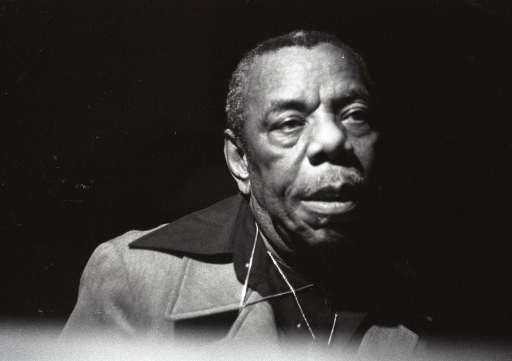
Champion Jack Dupree.
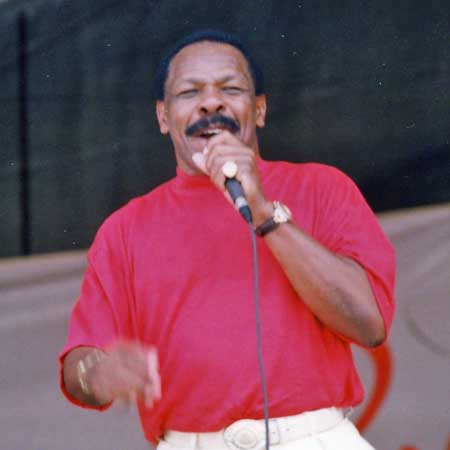
Lloyd Price in 1996.

### Gouden eeuw van de New Orleans-r&b (1945-1965)

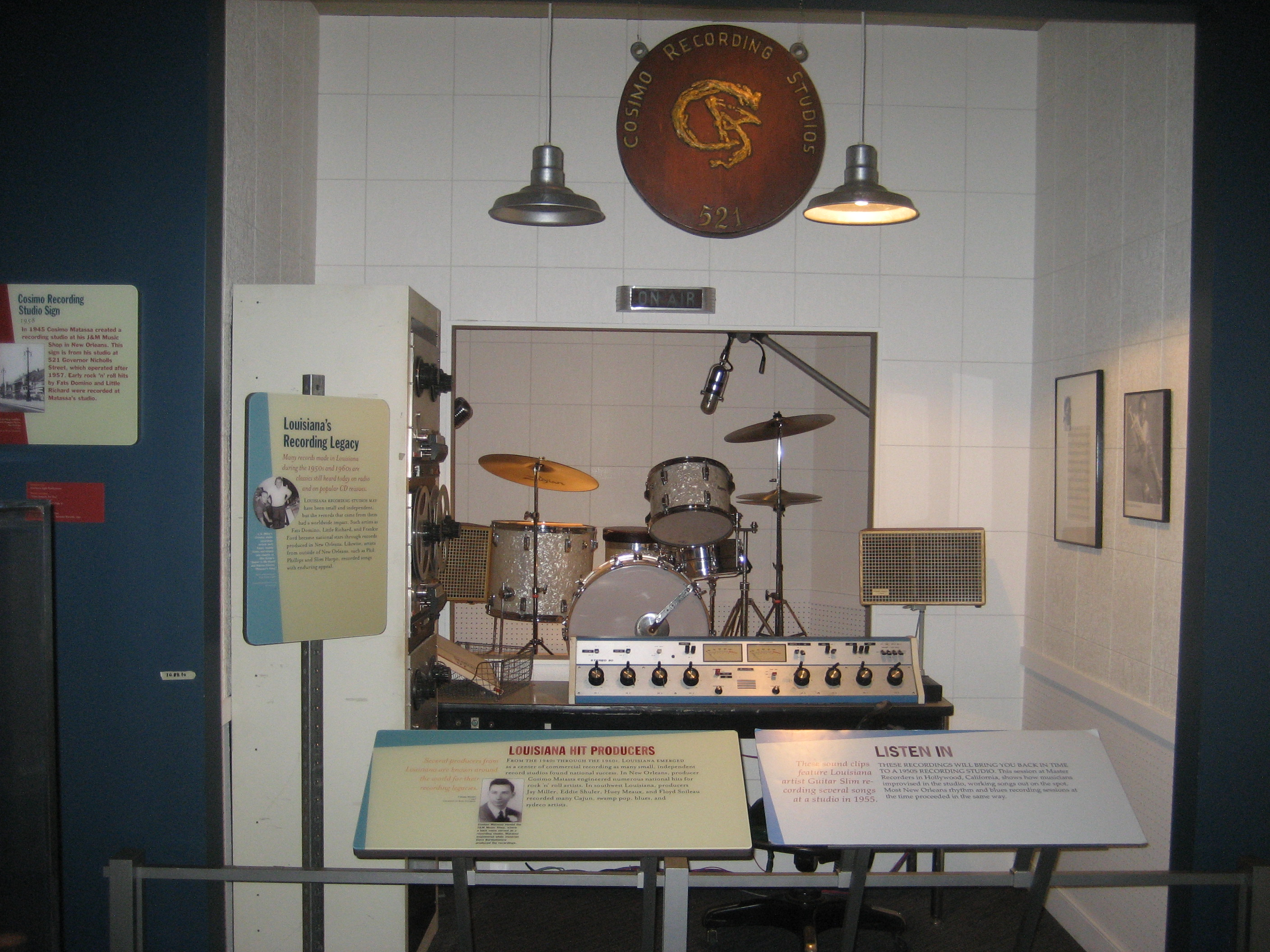
De apparatuur uit de J&M-studio nu in het Louisiana State Museum in Baton Rouge

In 1945 werd door Cosimo Matassa de J&M Recording Studio opgericht, die cruciaal werd in de ontwikkeling van de New Orleans-r&b, rock-'n-roll en soul in de decennia 1950 en 1960. Het eerste succes dat in de studio opgenomen werd, was in 1947 de 78 toerenplaat "Since I Fell For You" van Annie Laurie met Paul Gayten en zijn trio. De opname werd uitgebracht op het label De Luxe Records van de gebroeders Braun. De Luxe Records was het eerste onafhankelijke label, dat besefte, dat New Orleans een overvloed aan talent had om op te nemen. In juni 1947 bracht De Luxe "Good Rockin' Tonight" van Roy Brown uit, een jumpblues (op het singlelabel rocking blues genoemd) met elementen van de toen nog niet bestaande rock-'n-roll. Belangrijker voor New Orleans werd het label Imperial Records, waar Dave Bartholomew producer en A&R-medewerker was. Matassa zocht Bartholomew & His Sextette aan als huisband voor zijn studio. Voor Imperial nam hij in de J&M-studio op 10 december 1949 Fats Domino's eerste hit op: "The Fat Man". In 1950 was hij verantwoordelijk voor de opname van de r&b-hit "Stack-A-Lee" door John Leon Gross, onder diens artiestennaam 'Archibald'. De J&M-studio werd verantwoordelijk voor het ontwikkelen van wat bekend werd als het New Orleans-geluid, met sterke drums, zware gitaar en bas, zware piano, lichte blazers en een sterke vocale lead. Essentieel was dat de muziek dansbaar was. De kerngroep van de sessiemuzikanten bestond uit de blazers Lee Allen, Herbert Hardesty en Alvin "Red" Tyler, de gitaristen Roy Montrell, Ernest McLean, Justin Adams, Walter "Papoose" Nelson en Edgar Blanchard, de drummers Earl Palmer en Charles "Hungry" Williams, de bassisten Frank Fields en Chuck Badie en de pianisten Edward Frank en Salvador Doucette.

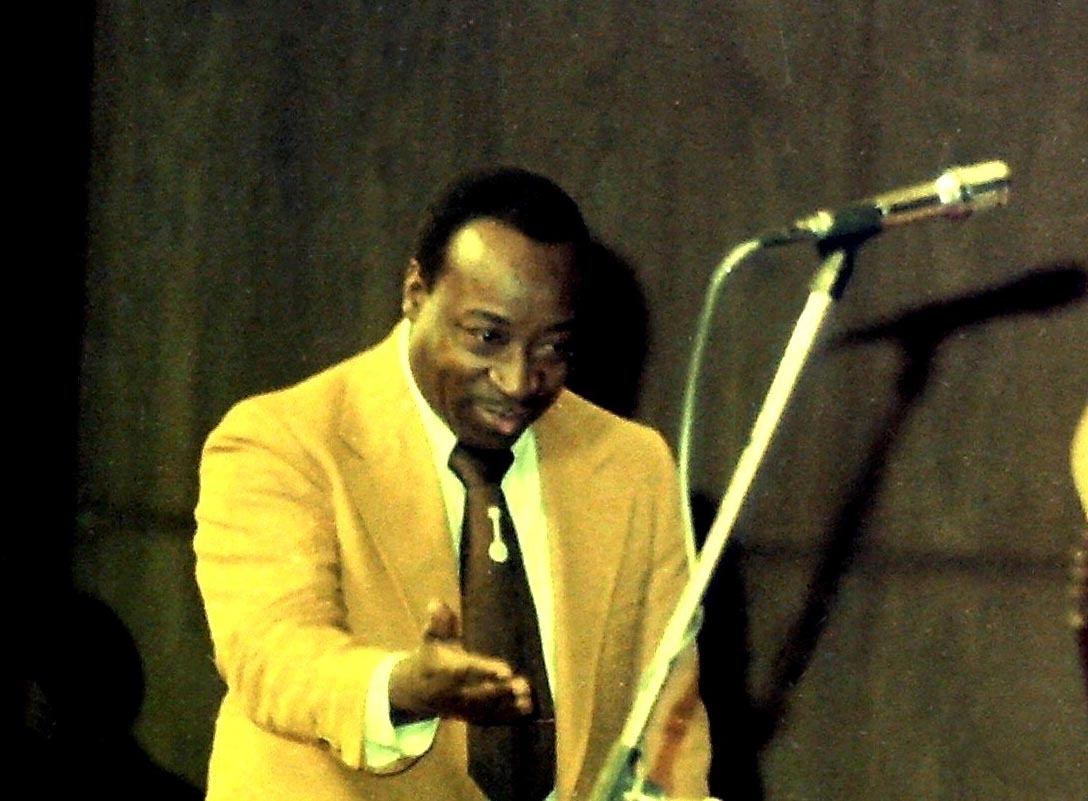
Dave Bartholomew

Domino zou, altijd in samenwerking met Dave Bartholonew, in de J&M-studio zijn meeste successen opnemen. Bij afwezigheid van Domino werd hij in de studio vervangen door pianisten als James Booker, de Piano Prince From New Orleans en Allen Toussaint.
In de beginjaren verschenen de meeste opnames uit de J&M-studio op het Imperial label en op Specialty Records. Imperial was een label, dat in 1946 in Los Angeles opgericht was door Lew Chudd en zich in de begintijd bezighield met lokale o.a. Mexicaanse muziek. Vanaf 1949 richtte Chudd zijn aandacht op de r&b uit New Orleans. De grote maatschappijen Warner Records, Columbia Records en Universal Records hadden geen interesse in de muziek uit New Orleans. Specialty was een label, in 1944 gesticht door Art Rupe, dat zich specialiseerde in jazz, rhythm-and-blues en gospel, en later ook in rock-'n-roll.

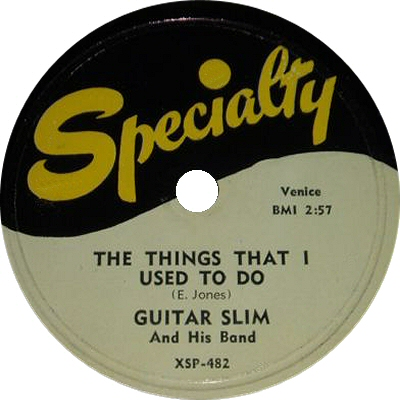
Guitar Slim "The Things That I Used to Do"

Een van de producers voor het Specialtylabel was Robert Blackwell, die "Tutti Frutti" van Little Richard opnam. Specialty had een nr. 1-hit in de r&b-hitlijsten met "The Things That I Used to Do" door Eddy "Guitar Slim" Jones, het nummer werd geproduceerd door Ray Charles, die ook de pianopartij voor zijn rekening nam. "The Things That I Used to Do" was een van de eerste nummers met vervormde elektrische gitaar en werd een bluesklassieker. Andere opnames voor Specialty waren Sam Cooke, die als Dale Cook in 1957 zijn eerste seculiere hit opnam: "I'll Come Running Back to You", een eigen compositie met B-kant "Forever" van Alvin Tyler, en de nr. 1-hit van Lloyd Price "Lawdy Miss Clawdy" met Fats Domino op piano.
Andere musici die in de J&M-studio opnamen, waren Jerry Lee Lewis met zijn eerste demosingle "Don't Stay Away (Till Love Grows Cold)" gekoppeld met "Jerry's Boogie", Aaron Neville met zijn "Tell It Like It Is" en Al "Carnival Time" Johnson met zijn "Carnival Time". Het Dave Bartholomew Orchestra maakte opnames met zanger Tommy Ridgley.
Een van de producers en A&R-man van Specialty was Johnny Vincent, die in 1954 in Jackson zijn eigen label Ace Records begon met Mac Rebennack als producer en arrangeur. Bijna alle Ace-opnames werden gemaakt in de studio van Matassa, zoals "Rockin' Pneumonia and the Boogie Woogie Flu" van Huey "Piano" Smith, dat slechts lokaal succes had, maar later in de versie van Johnny Rivers de top 10 bereikte. Het meeste succes had Ace met het tieneridool Jimmy Clanton; zijn bekendste hits werden "A Letter To An Angel" (1958), "Go, Jimmy, Go" (1959), "Another Sleepless Night" (1960) en "Venus In Blue Jeans" (1962). Een ander groot succes had Frankie Ford met zijn versie van "Sea Cruise" van Huey "Piano" Smith. Later legde Ace zich toe op popmuziek.
Andere label, die naar New Orleans kwamen om op te nemen, waren Chess Records en King Records. King Records had een meerderheidsbelang in De Luxe Records gekocht na de r&b-hit "Good Rockin' Tonight" van Roy Brown. In 1950 had Roy Brown een nummer 1-hit in de Billboard r&b-lijsten met "Hard Luck Blues" op King Records. Chess Records (met sublabel Checker Records en Argo Records) hadden hits met "Jock-O-Mo" (Later bekend geworden als "Iko Iko" van de The Dixie Cups) van "Sugar Boy" Crawford, "Later Alligator" van Bobby Charles Guidry en "(I Don't Know Why) But I Do" van Clarence 'Frogman' Henry.

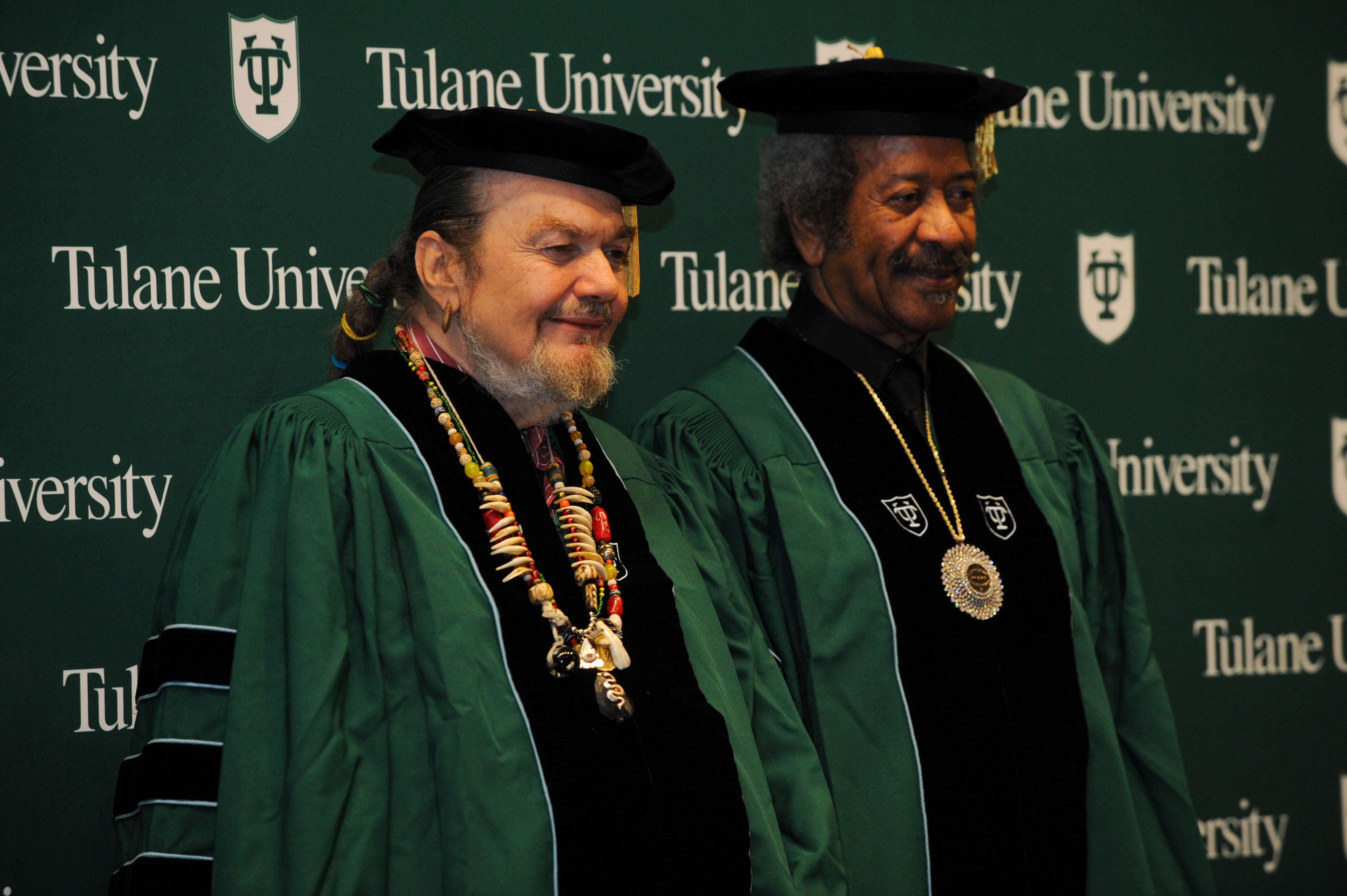
Eredoctoraat voor Allen Toussaint en Dr. John aan de Tulane Universiteit

In 1959 werd in New Orleans het label Minit Records opgericht, dat Imperial als distributeur had, gevolgd door Instant Records, dat zijn platen via Atlantic Records verkocht. De belangrijkste persoon achter de opnames voor deze labels was Allen Toussaint. Toussaint had in 1955 - hij was toen 17 jaar - Dave Bartholomew ontmoet toen de 17-jarige Huey "Piano" Smith voor een optreden verving, waarna hij regelmatig ging optreden in de groep van Barholomew. Toussaint speelde piano, schreef, arrangeerde en produceerde begin en midden jaren zestig een reeks hits voor r&b-artiesten uit New Orleans, zoals "Mother-in-law" voor Ernie K-Doe, voor Chris Kenner "I Like It Like That" en "Land Of 1000 Dances", voor Irma Thomas "Ruler Of My Heart" en "It's Raining". Op Minit Records had Toussaint in 1962 een bescheiden hit met Benny Spellman met op een single zijn composities "Lipstick Traces (on a Cigarette)" en "Fortune Teller" op de B-kant , dat later veel bekender zou worden door The Rolling Stones. Met Aaron Neville had Toussaint voor het Par-Lo label al een hit gescoord met "Tell It Like It Is", voor Lee Dorsey produceerde hij diens eerste hit "Ya Ya". Toen Toussaint in 1963 zijn militaire dienstplicht moest vervullen werd het label verkocht aan Imperial.
In 1959 werden Ric Records met zusterlabel Ron Records opgericht door Joe Ruffino. Harold Battiste en Mac Rebennack (later Dr. John) werden aangezocht voor productie en arrangementen. Het label had slechts plaatselijk succes, met o.a. opnames van Eddie Bo. Joe Jones bezorgde Ric zijn enige grote hit, "You Talk Too Much", dat in de herfst van 1960 op nummer 3 van de Billboard Hot 100 terecht kwam. Ron Records had ook slecht eenmalig een hit, "Don't Mess with My Man" door Irma Thomas. Eddie Bo richtte in 1970 zijn eigen label op Bo-Sound, dat voornamlijk soul uitbracht.

### Rock-'n-roll

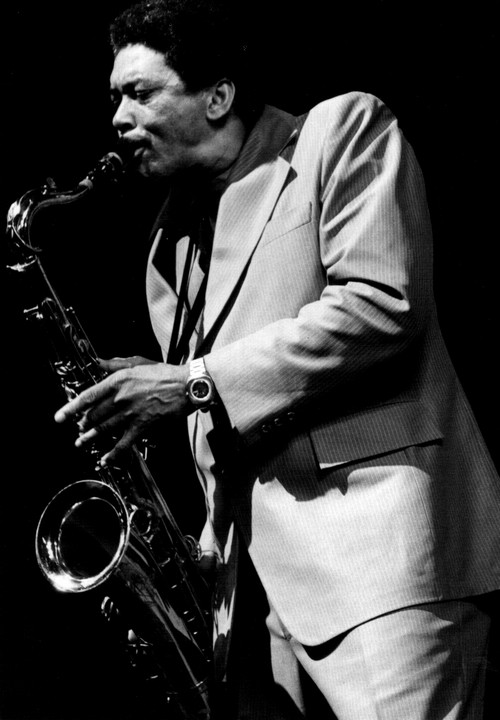
Lee Allen

New Orleans wordt beschouwd als een van de geboorteplaatsen van de rock-'n-roll, nummers als "Good Rockin' Tonight" van Roy Brown uit 1947 en "The Fat Man" van Fats Domino uit 1948 worden beschouwd als behorend tot de eerste rock-'n-rollplaten. Een van de succesvolste rock-'n-rollnummers was "Tutti Frutti" van Little Richard, opgenomen in de J&M-studio met Earl Palmer als drummer, hoewel het ritme van "a-wop bop-a loo-mop, a-lop bam-boom" wordt toegeschreven aan drummer Charles Connor, een ritme dat een verschuiving van het rhythm-and-bluesritme naar het rock-'n-rollritme aangaf. Rhythm and Blues werd beschouwd als "race music". Toen ook witte musici deze muziek gingen spelen werd de term rock-'n-roll gebruikelijker. De term was bedacht door Alan Freed, een diskjockey, die zich sterk maakte voor de rhythm and blues, en die een belangrijke rol zou spelen in de rassenintegratie. Dankzij de late-night radio shows van Alan Freed op zender WKNR en de covers door o.a. Elvis Presley gingen ook witte teenagers de zwarte r&b-platen kopen. Billboard integreerde in 1958 zijn hitlijsten in een Top 100.
New Orleans had een prominente rol in de rock-'n-roll revolutie met Fats Domino, Huey "Piano" Smith, Little Richard, de sessiemuzikanten Lee Allen en Red Tyler, beiden op saxofoon, drummer Earl Palmer, producer Dave Bartholomew en studio-eigenaar Cosimo Matassa. In de beginjaren van de rock-'n-roll in New Orleans bestond, naast de ritmesectie, de instrumentale begeleiding uit piano en saxofoon, de gitaar werd pas populair toen Chuck Berry een zieke saxofonist moest vervangen.

#### Little Richard
Little Richard was de succesvolste rock en roll artiest uit de beginjaren. Zijn grootste hits "Long Tall Sally" (1956), "Rip It Up" (1956), "The Girl Can't Help It" (1956) en "Lucille" (1957) werden allemaal opgenomen in de Cosimo Studio. De band uit Little Richard And His Band bestaat uit de leden van de huisband van die studio.

#### Fats Domino

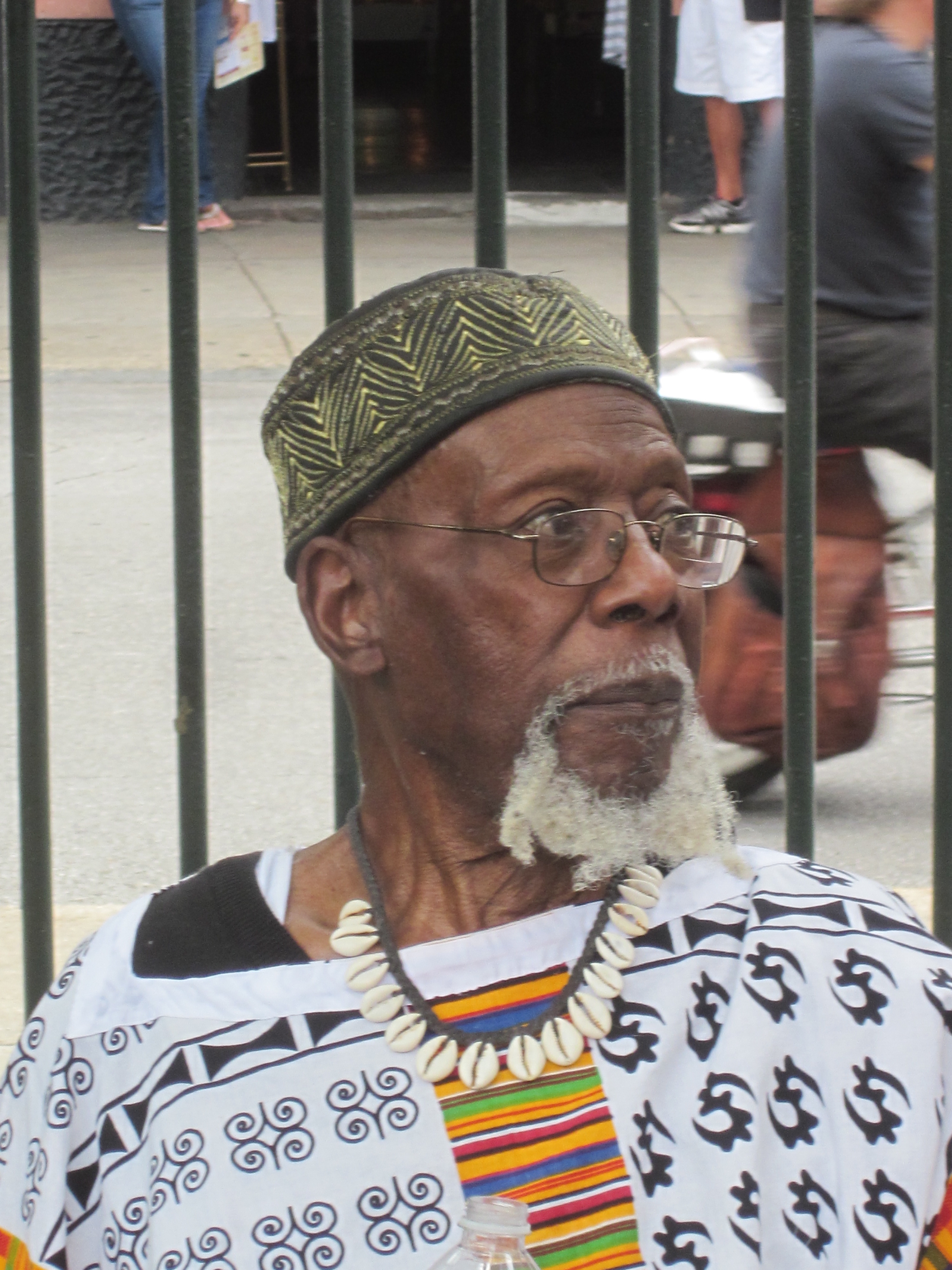
Harold Battiste op het Satchmo SummerFest 2012

Fats Domino had (met Lee Allen op sax) een drietal rock-'n-rollhits met "Ain't It a Shame", "All by Myself" en "Poor Me". Pat Boone coverde "Ain't That a Shame" en bereikte tegelijkertijd met de versie van Domino de hitlijsten. "I'm Walking" uit 1957 met saxofonist Herbert Hardesty werd een top 10-hit, die gecoverd werd door tienerster Ricky Nelson. Fats Domino zou nog jarenlang hits blijven scoren. Van zijn miljoenen verkopen is Blueberry Hill (Fats Domino) uit 1957 zijn beroemdste single, in 1976 zou het nog eens in de Nederlandse Top 40 een tweede plaats bereiken.

#### Specialty
Art Rupe van Specialty Records opende in 1957 een bijkantoor in New Orleans, Harold Battiste kreeg de leiding over het nieuwe kantoor. Een van de weinige successen, die Battiste in die tijd produceerde was het door Mac Rebenack en Seth David geschreven nummer "Light Out", uitgevoerd door Jerry Byrne, dat later een rockclassic werd. Mac Rabenack speelt hierop nog gitaar. Hij stapte over op piano toen zijn vinger tijdens een ruzie door een kogel geschampt werd.
Art Rupe had zich net als Sam Phillips volledig toegelegd op rock-'n-roll, en verloor zijn interesse in de muziekwereld toen de hits uitbleven. In 1960 sloot hij zowel zijn productie in Los Angeles als de vestiging in New Orleans. Oude voorraden werden opgemaakt, alleen de Little Richard opnames bleven geperst worden. In 1968 re-activeerde Rupe het label, vanwege de toegenomen belangstelling voor de begindagen van rock-'n-roll.

#### New Orleans covers
Uit het New Orleans-repertoire coverde Elvis Presley nummers als "Good Rockin' Tonight" en "Lawdy, Miss Clawdy" en Bill Haley "See You Later, Alligator". "Long Tall Sally" werd in de versie van The Kinks in 1964 uitgebracht, de versie van The Beatles werd ook in 1964 op ep gezet. John Lennon coverde "Ain't That a Shame" op zijn Rock 'n' Roll-album uit 1975.

### Rhythm-and-blues na 1965

Lee Dorsey

De gouden eeuw van de rhythm and blues liep ten einde o.a. als gevolg van de opkomst van de Britse invasie van popgroepen, die vanaf 1964 de hitlijsten domineerden.

#### Sea Sound
Nadat Toussaint uit militaire dienst terugkeerde richtte hij met Marshall Sehorn het productiebedrijf "Sansu Enterprises" op. Voor Lee Dorsey schreven en produceerden zij in 1965 en 1966 "Ride Your Pony" en "Working in the Coal Mine", die beiden wereldwijd een succes werden. De studioband waarmee Toussaint in die jaren mee werkte bestond onder de naam "Art Neville and the Sounds" uit Art Neville op keyboards, Leo Nocentelli op gitaar, George Porter Jr op bas en Ziggy Modeliste op drums. Eind jaren 1960 veranderden zij hun naam in The Meters.

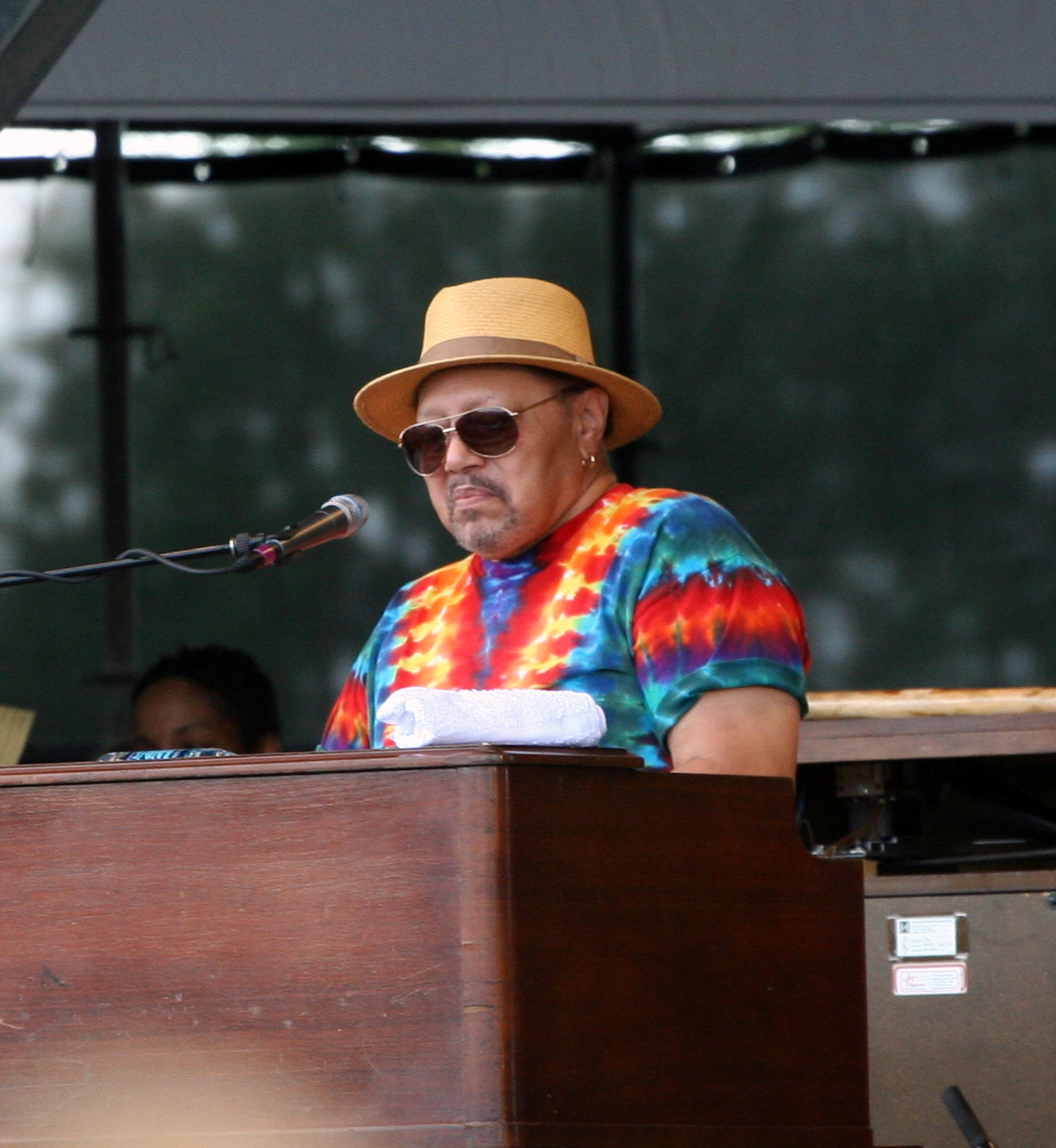
Art Neville

In 1973 openden Toussaint en Sehorn de Sea-Saint Studios in de wijk Gentilly aan Lake Pontchartrain. Met Art Neville en leden van de Sounds werden albums opgenomen als Desitively Bonnaroo van Dr. John, uitgebracht op Atlantic Records, en Rejuvenation van The Meters op Reprise Records. Voor niet-New Orleans musici werden albums opgenomen als Kodachrome van Paul Simon, Nightbirds van Labelle (met Patty Labelle), bekend van de nr. 1-hit "Lady Marmalade" en een deel van Venus and Mars van Wings.
In de nieuwe studio nam Toussaint zijn soloalbum Southern Nights op, met begeleiding van Art Neville en zijn band. De titelsong werd in de versie van Glen Campbell een nr. 1-hit in zowel de pop- als countryhitparade. Dr. John bracht in 1973 zijn 6e album uit In the Right Place, waarvan de single "Right Place, Wrong Time" zijn grootste hit werd met een 9e plaats in de Billboard Top 100.

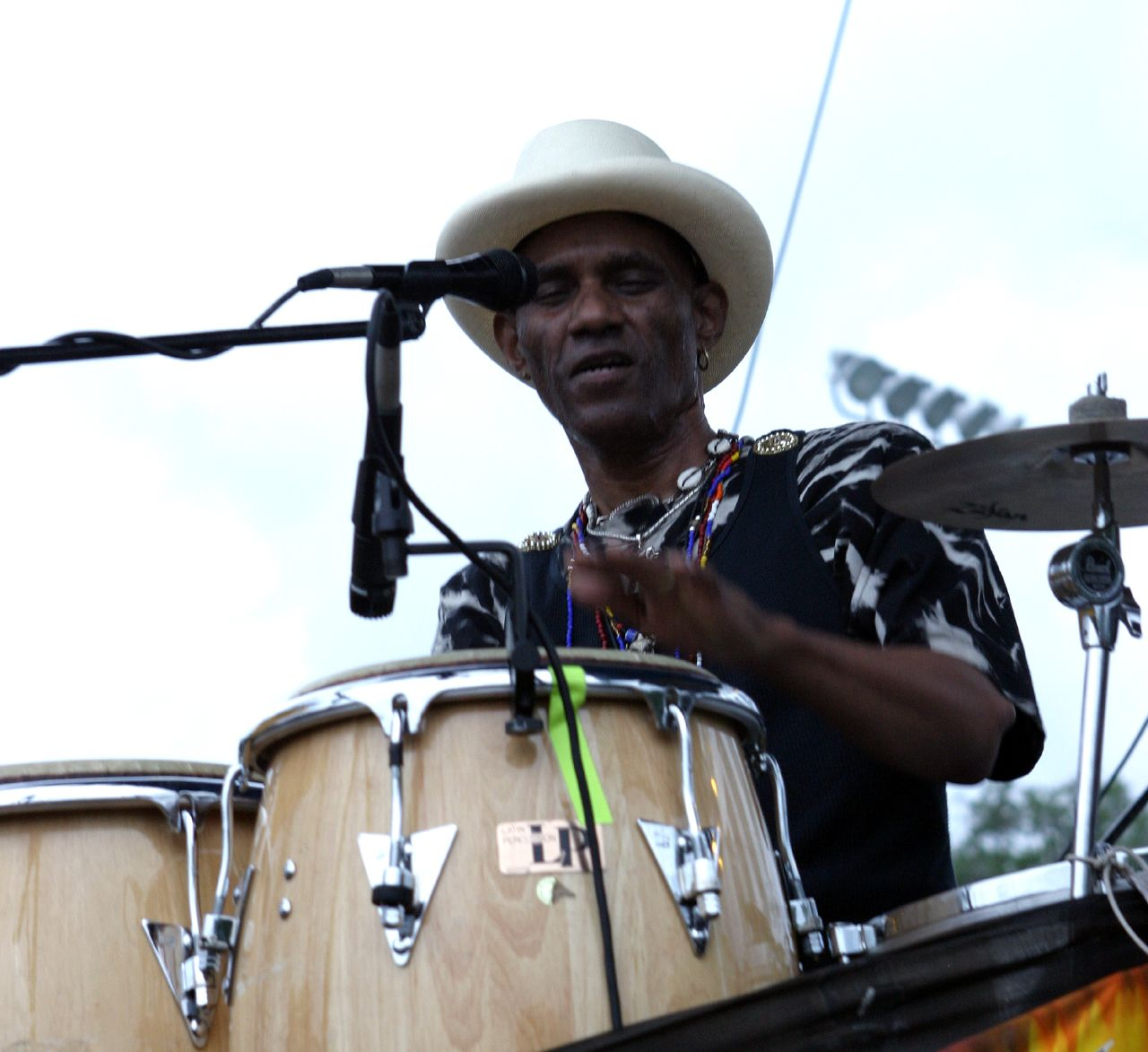
Cyril Neville

In 1976 produceerden Toussaint en Sehorn het album The Wild Tchoupitoulas van de gelijknamige band. The Wild Tchoupitoulas vormen een mardi gras-indiaanse band onder leiding van George Landry, onder zijn indiaanse naam Big Chief Jolly. De begeleidingsband werd gevormd door leden van de Meters, aangevuld met naast Art Neville zijn broers Charles, Aaron, en Cyril, die hierna platen zouden opnemen onder de naam The Neville Brothers. Hun eerste album bij Capitol Records had weinig succes, evenals hun tweede uit 1981 "Fiyo On the Bayou" bij A&M Records. Pas in 1989 werd hun album Yellow Moon wereldwijd een succes.

#### White Cliff, Par Lo en Dover Records
In 1962 startte Cosimo Matassa met het White Cliff label. Het label was vernoemd naar het in de Tweede Wereldoorlog bekend geworden Vera Lynn-nummer "(There'll Be Bluebirds Over) The White Cliffs of Dover". In 1964 bracht hij een r&b-single uit met Bill Sinigal en de Skyliners genaamd "Second Line, Parts 1 & 2", met ritmes van een traditioneel second line brassbandnummer "Joe Avery's Blues". Het nummer werd opgenomen in de Cosimo Studio met Milton Batiste op trompet, James Rivers op tenorsaxofoon en Ellis Marsalis op piano. "Second Line" werd een Mardi Gras-standaard. Het plan was om tezamen met een distributiebedrijf en een platenperserij gecombineerde diensten te leveren voor kleine labels, zoals voor Par Lo Records en Nola Records.
Robert Parker had een hit met "Barefootin'" en Aaron Neville had met "Tell It Like It Is" een nr. 1-hit in de r&b-hitlijsten, en bereikte nr 2 in de popcharts. Par Lo lukte het niet om een opvolger voor "Tell It Like It Is" te produceren en ging failliet.
In 1967 opende Cosimo Matassa zijn derde studio onder de naam Jazz City. Het album You Don't Have To Get In Trouble van de Zion Harmonizers werd er opgenomen. Zijn investeringen bleken uiteindelijk te groot en Cosimo moest verkopen om een bankroet te voorkomen. Het betekende het einde van zijn imperium.

### Soul

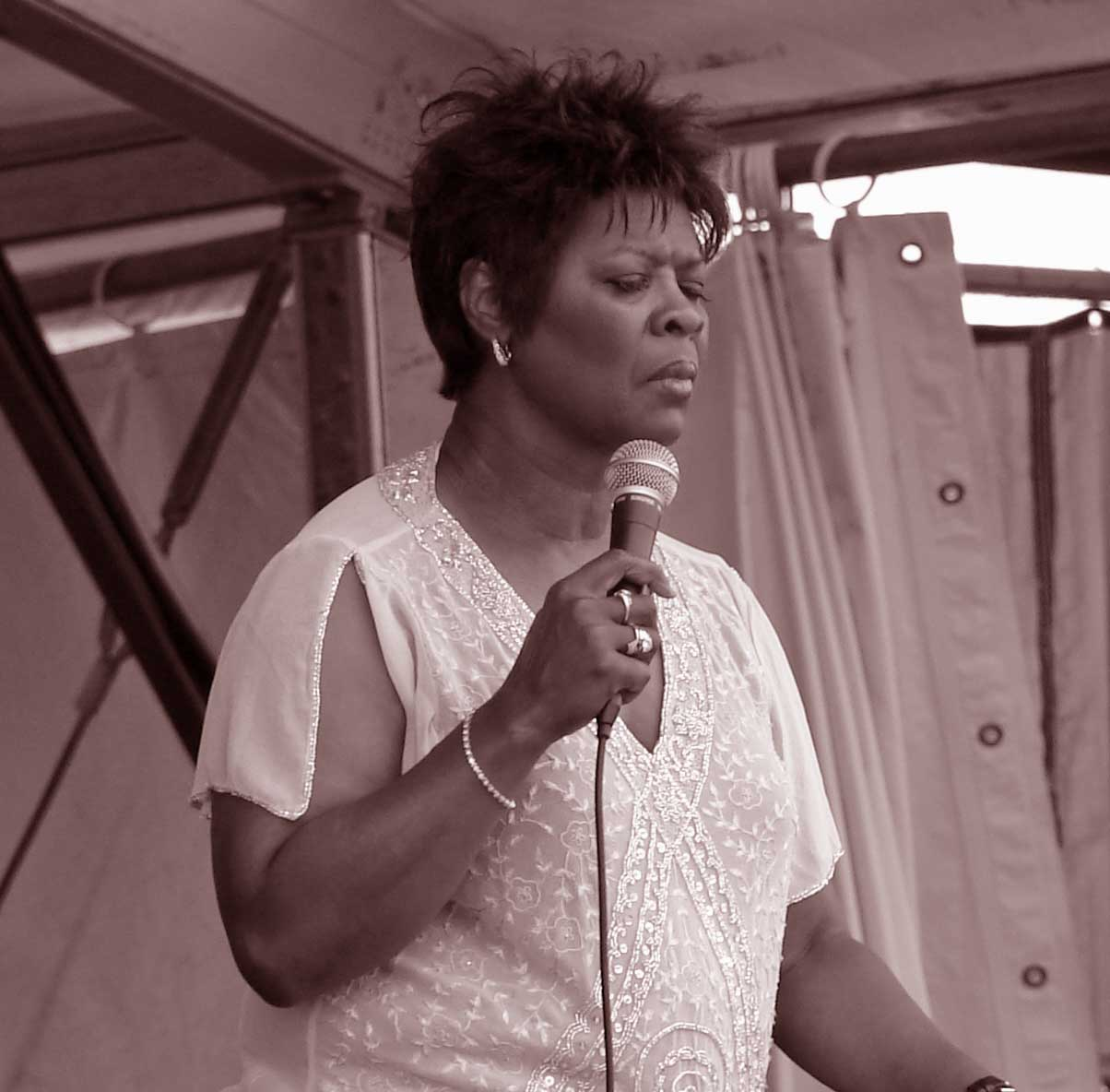
Irma Thomas op het New Orleans Jazz & Heritage Festival 2006

Soul is een r&b-muziekstijl, die sterk beïnvloed is door gospelmuziek. In de soulmuziek is een leadzanger(es) de belangrijkste artiest, meestal begeleid door koperblazers, een ritmesectie en eventueel een achtergrondkoortje. De meeste soul werd opgenomen in Memphis en Detroit. In de studio van Cosimo Matassa werd "Tell It Like It Is" opgenomen, dat een nr. 1-hit werd voor Aaron Neville. Ook zijn "Everybody Plays the Fool" van zijn album Warm Your Heart uit 1991 werd een top 10-hit.
In 1961 richtte Harold Battiste het soullabel A.F.O. op. De initialen staan voor "All For One". Met Barbara George had hij de nr. 1-hit "I Know (You Don't Love Me No More)", later gecoverd door o.a. Fats Domino, Cher, Ike & Tina Turner en Bonnie Raitt. Hij produceerde een single voor een vroege Dr. John (Mac Rebennack and The Soul Orchestre) en een album met het Ellis Marsalis Quartet. Willie Tee nam er in zijn jonge jaren zijn eerste platen op. Vanwege distributieproblemen moest Battiste stoppen met het label, hij zette zijn carrière voort in Los Angeles.
In New Orleans, waar zij een eigen club heeft, werd Irma Thomas een bekende soulzangeres. Ze staat bekend als de "Soul Queen of New Orleans".
Betty Harris, die al eerder succes had met de Solomon Burke-cover "Cry To Me" nam met Allen Toussaint een tiental singles op, waarvan "Nearer to You", een sfeervolle, dramatische soulballad een bescheiden succes had.

### Funk
De term Funk, afgeleid van het Latijnse "fumigare" (dat "roken" betekent), duikt voor het eerst op in "Funky Butt" van Buddy Bolden, waarin funk verwijst naar de geur van een volgepropte danszaal met zwetende mensen. Als muziekgenre ontstond het in het midden van de jaren 1960 in de Afro-Amerikaanse gemeenschap met sterk ritmische dansbare muziek. Funk werd voornamelijk populair door James Brown, die drummers had als Charles Connor en Clayton Fillyau, die geïnspireerd waren door ritmes van de second line, die zij kenden van de mardi grasparades.
In 1974 nam Willie Tee met de reeds langer bestaande mardi gras-indiaanse band The Wild Magnolias hun debuutalbum op, gevolgd door They Call Us Wild, albums die de streetbeat-funk introduceerden.
Een van de vroegste funkbands was de studioband van Allen Toussaint, met Art Neville op keyboards, Leo Nocentelli op gitaar, George Porter Jr op bas en Zigaboo Modeliste op drums. Deze studioband nam zelf platen op onder de naam The Meters. Hun originele nummers "Cissy Strut" en "Look-Ka Py Py" worden beschouwd als funkklassiekers. Cyril Neville, de broer van Art Neville, kwam in 1975 de band op drums versterken. Als studiomusici werkten zij voor andere artiesten, waaronder Earl King, Robert Palmer en Dr. John. Hun funk wordt ook omschreven als bayou funk. In 1975 nodigden The Rolling Stones de band uit als openingact voor hun Tour of the Americas '75 en Tour of Europe '76. In hetzelfde jaar namen de Meters een van hun meest succesvolle albums op: Fire on the Bayou. In 1977 verlieten Art en Cyril de band om The Neville Brothers te vormen. Modeliste toerde met Keith Richards en Ron Wood, terwijl Nocentelli en Porter veelgevraagde sessiespelers werden.

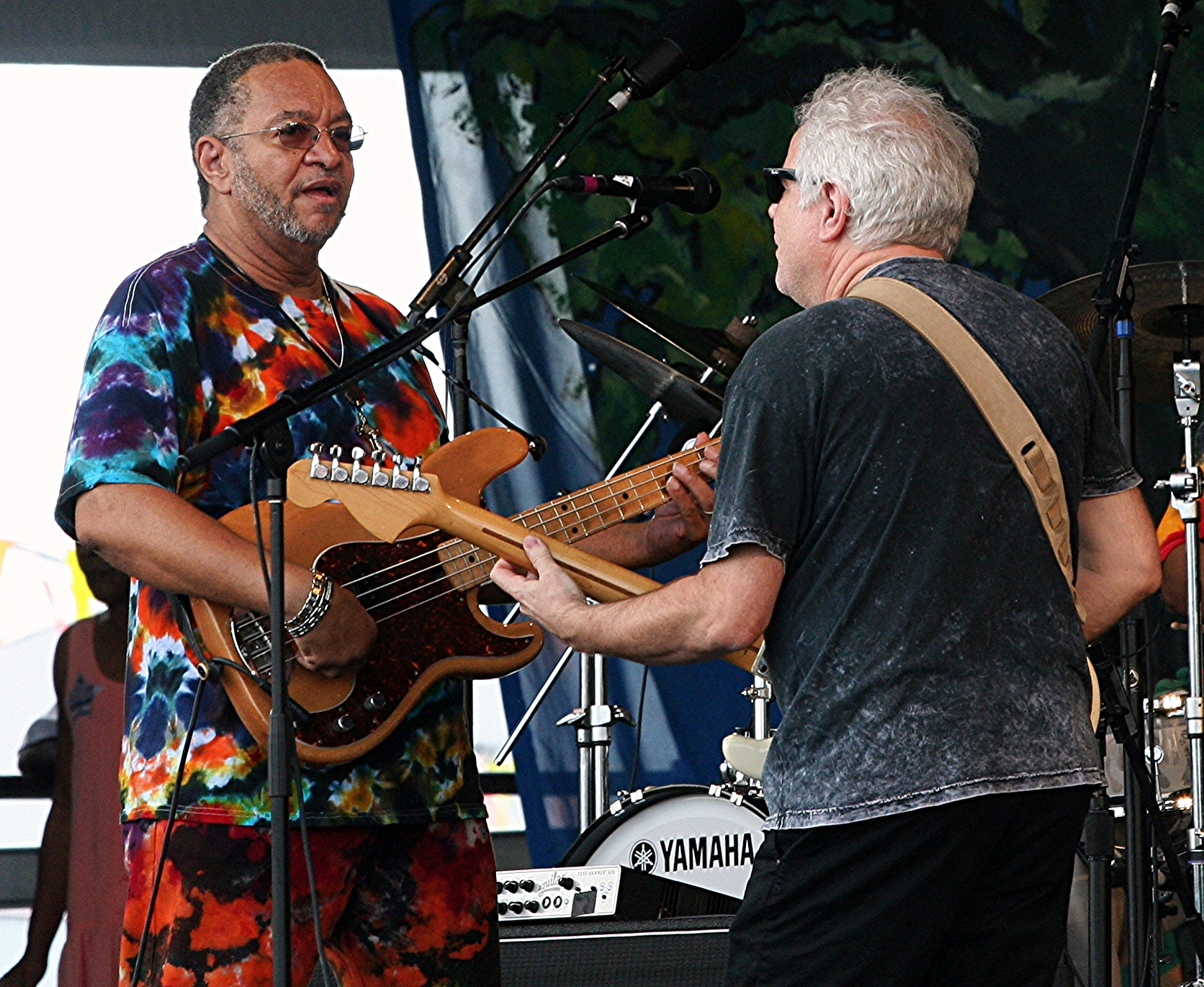
Funky Meters - George Porter, Jr. & Brian Stoltz op het Jazz Fest 2016

In 1973 bracht Dr. John, met de productie van Allen Toussaint en de steun van The Meters, het baanbrekende New Orleans-funkalbum In the Right Place uit.
Eind 70-jaren verwaterde de funk in discomuziek. De belangstelling voor funk werd in de jaren 1980 weer aangewakkerd door artiesten als Prince, die funk met new wave mengde, en later toen de funk in de jaren 1980 en 1990 door hiphopartiesten werd gesampled. Eind 80-jaren vormden een aantal ex-leden van de Meters een nieuwe band onder de naam The Funky Meters, Brian Stolz werd de nieuwe gitarist als vervanger van Leo Nocentelli.
Harry Connick jr., die voornamelijk naam gemaakt had als pianist en zanger, bracht in 1994 een funkalbum uit: She, een jaar later gevolgd door een tweede: Star Turtle.
Multi-instrumentalist Ivan Neville speelde zowel op meerdere platen van The Neville Brothers als op die van zijn vader Aaron Neville en hij maakte deel uit van de band van Bonnie Raitt. In 2003 richtte hij Dumpstaphunk op, een band die door OffBeat Magazine in 2014 gekozen werd als "New Orleans' Best Funk Band". Hij bracht vijf soloalbums uit en werkte mee aan het album Voodoo Lounge van The Rolling Stones en aan Talk is Cheap van Keith Richards.

### Jazz funk, rap, hiphop en bounce

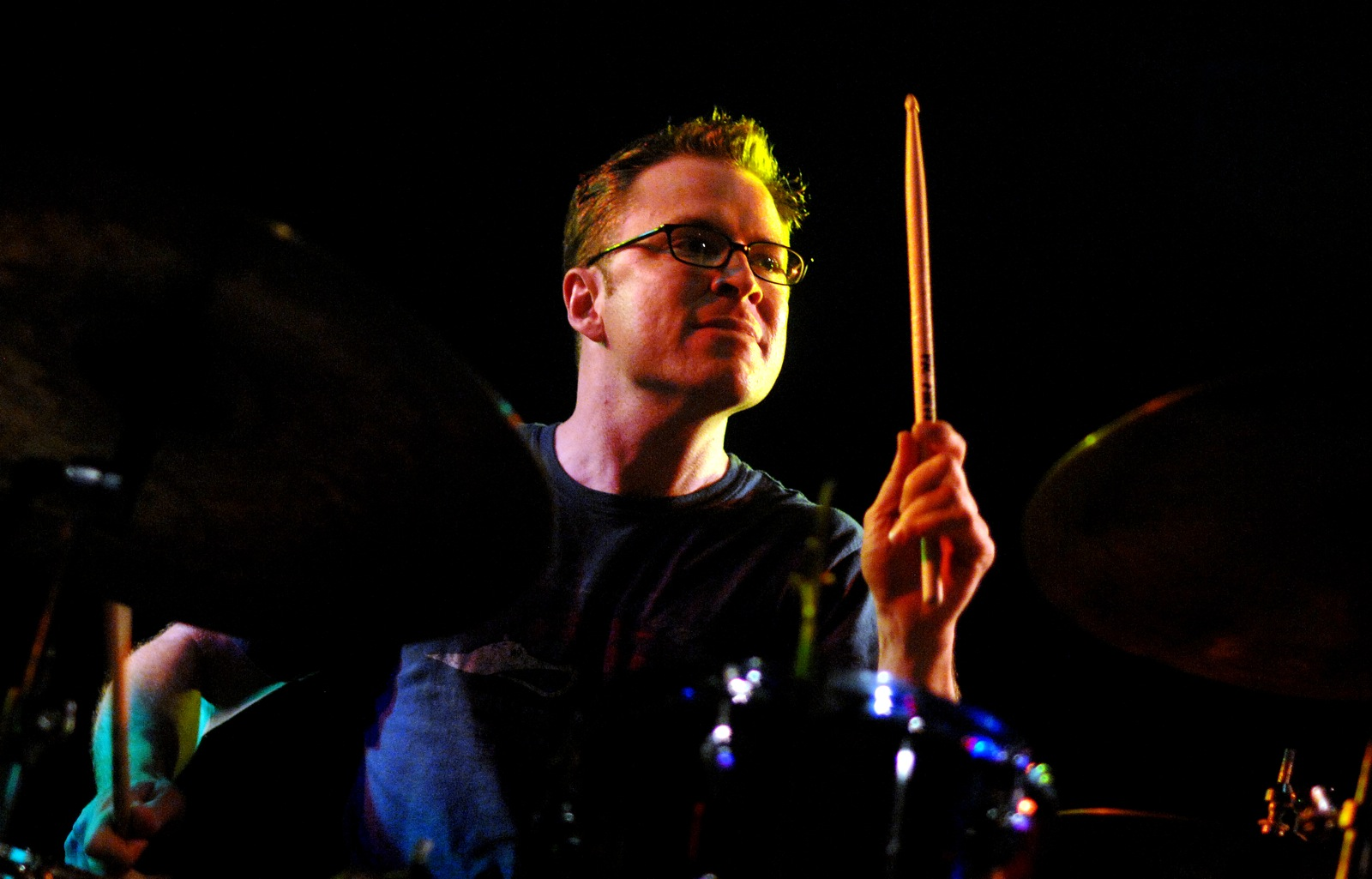
Stanton Moore in Tipitina 2007

In New Orleans evolueerde de New Orleans-funk naar een modernere stijl, met elementen van hiphop, elektronica, fusion en jazz. Deze verandering werd grotendeels gekenmerkt door het toegenomen gebruik van elektronische effecten op gitaar, bas, saxofoon en drums.
New Orleans drummer Stanton Moore was medeoprichter van de band Galactic, die als instrumental group werkte met rappers als Juvenile. Hiphopmuziek, ontstaan in de jaren 1970 in New York, is een muziekstijl die veel gebruik maakt van rap, beatboxing en het scratchen met draaitafels.

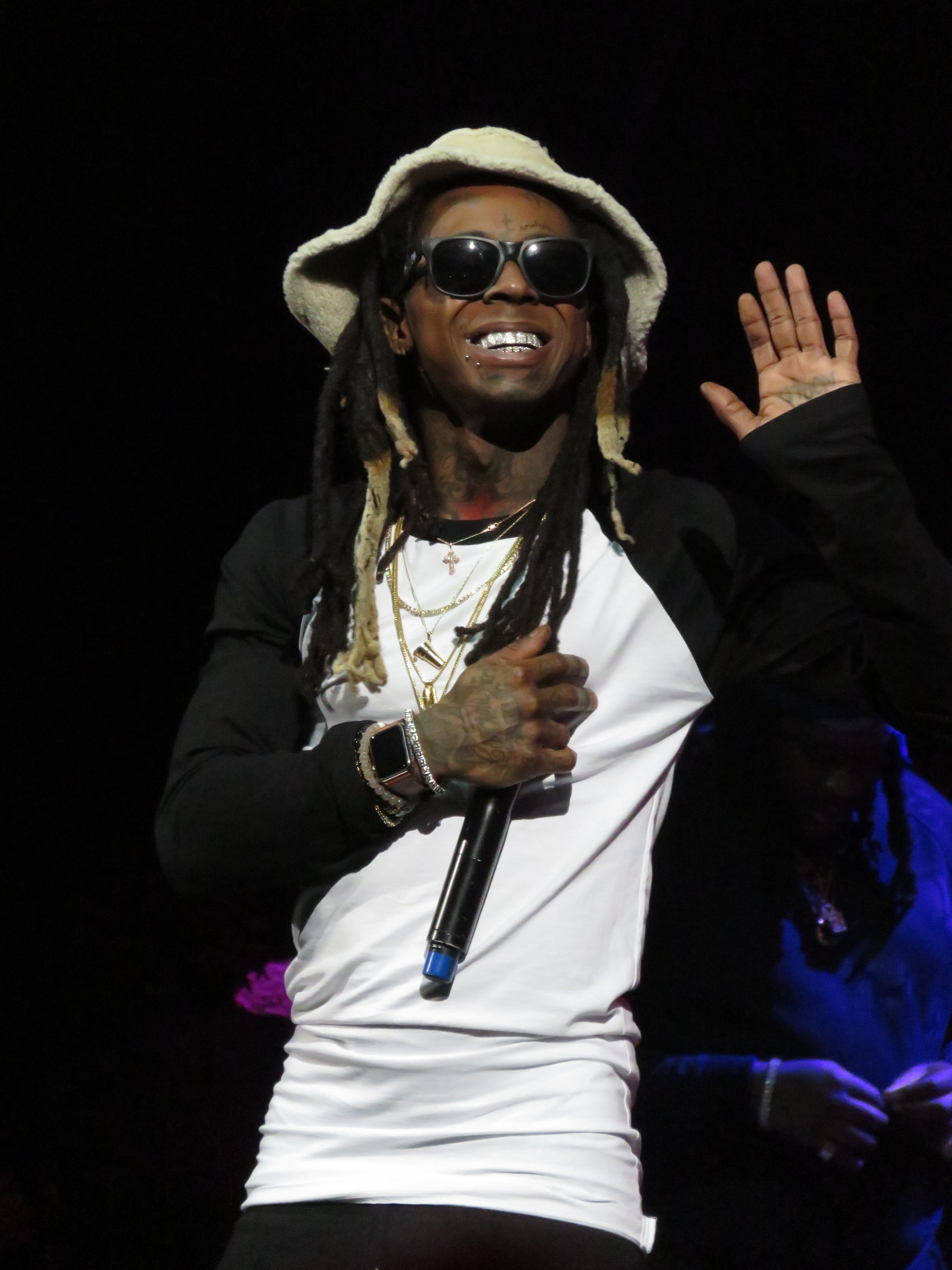
Lil Wayne

Bouncemuziek is de New Orleanse stijl van hiphopmuziek, die eind jaren tachtig ontstond in de woningbouwprojecten van de stad. Karakteristiek voor de bounce zijn de second line ritmes, de triggerman drumbeat (ook triggaman genoemd en afkomstig van de New Yorkse rap group the Showboys), de call-and-response-achtige zang, zoals in de Mardi Gras-indiaanse songs, de teksten over ordinaire kleding en strakke lingerie en de dance call-outs die vaak hyperseksueel en controversieel zijn.
DJ Jimi, rapper MC T. Tucker en DJ Irv worden beschouwd als de grondleggers van de bounce. De eerste bekende bounce-opname op cassetteband was "Live At Ghosttown" van DJ Irv, waarop een 15 minuten durende versie stond van "Where Dey AT?" door MC T. Tucker. In 1992 bracht DJ Jimi een album uit genaamd "Where They At"; het nummer "Bounce for the Juvenile" introduceerde een tienerrapper met de bijnaam Juvenile. Juvenile zou later van zijn album 400 Degreez uit 1998 meer dan 4 miljoen exemplaren verkopen.

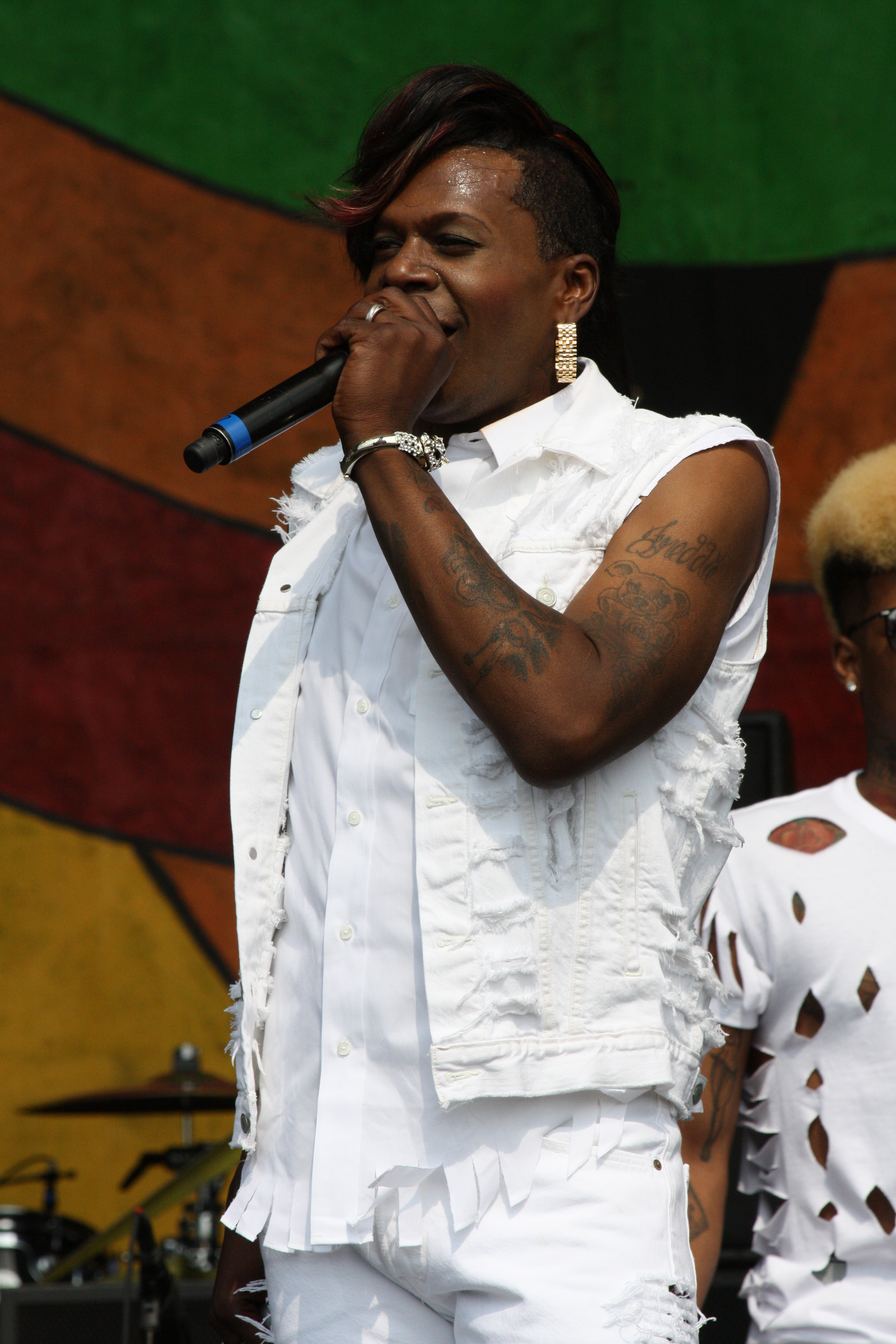
Big Freedia 2014

In 1991 richtte Bryan Williams, beter bekend onder zijn artiestennaam Birdman met Ronald "Slim" Williams het label Cash Money Records op. Het label werd een van de succesvolste uit de periode 2000-2010. Op negenjarige leeftijd kreeg Lil Wayne al een platencontract bij het label. In 2005 werd Soldier, dat hij met rapper T.I. en de meidengroep Destiny's Child opnam wereldwijd een top 10-hit.
Lil Wayne richtte in 2005 zelf het platenlabel Young Money Entertainment op, dat vijf nr 1 albums uitbracht: The Carter III en I Am Not a Human Being van Lil Wayne, Thank Me Later van Drake en Pink Friday en Pink Friday Roman Reloaded van Nicki Minaj. Samen met rappers B.G., Juvenile en Turk richtte hij de formatie Hot Boys op.
In Nederland had Wayne 10 hits in de Top 40, met als bekendste "I'm The One", een samenwerking met DJ Khaled, Justin Bieber, Quavo en Chance the Rapper.
Een latere bekende bouncesong is Get Me Bodied van Beyoncé uit 2006. Beyoncé werkte samen met de 'Queen Diva' van de bounce Big Freedia. Big Freeda (echte naam Freddie Ross) was belangrijk voor de popularisering van de bounce, die in de jaren 1990 voornamelijk ondergronds was.

## Latere jazz

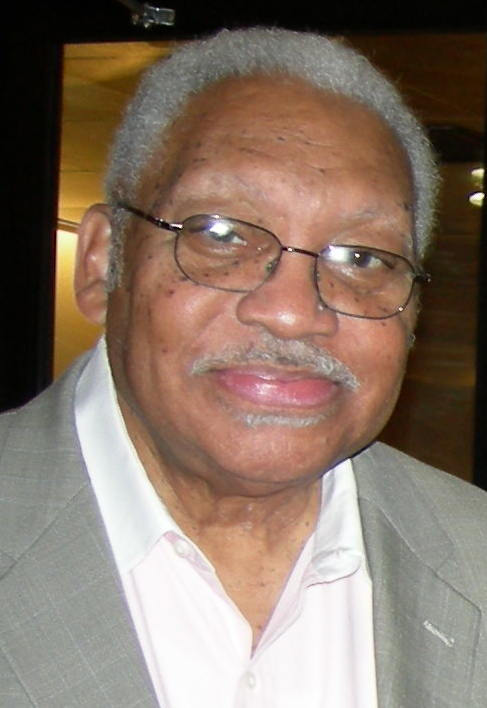
Ellis Marsalis

De jazz na de bebop wordt onderscheiden in vele categorieën zoals hardbop, postbop, neo-bop, punkjazz, cooljazz, freejazz, souljazz en smooth jazz.
Nicholas Payton, een jazztrompettist en sociaal activist, geboren in 1973, is een tegenstander van de categorisering binnen jazz, pop en soul in de latere populaire muziek. Hij gebruikt wel muzikale afstammingslijnen als “Black American Music” of een categorie als “Postmodern New Orleans Music”.

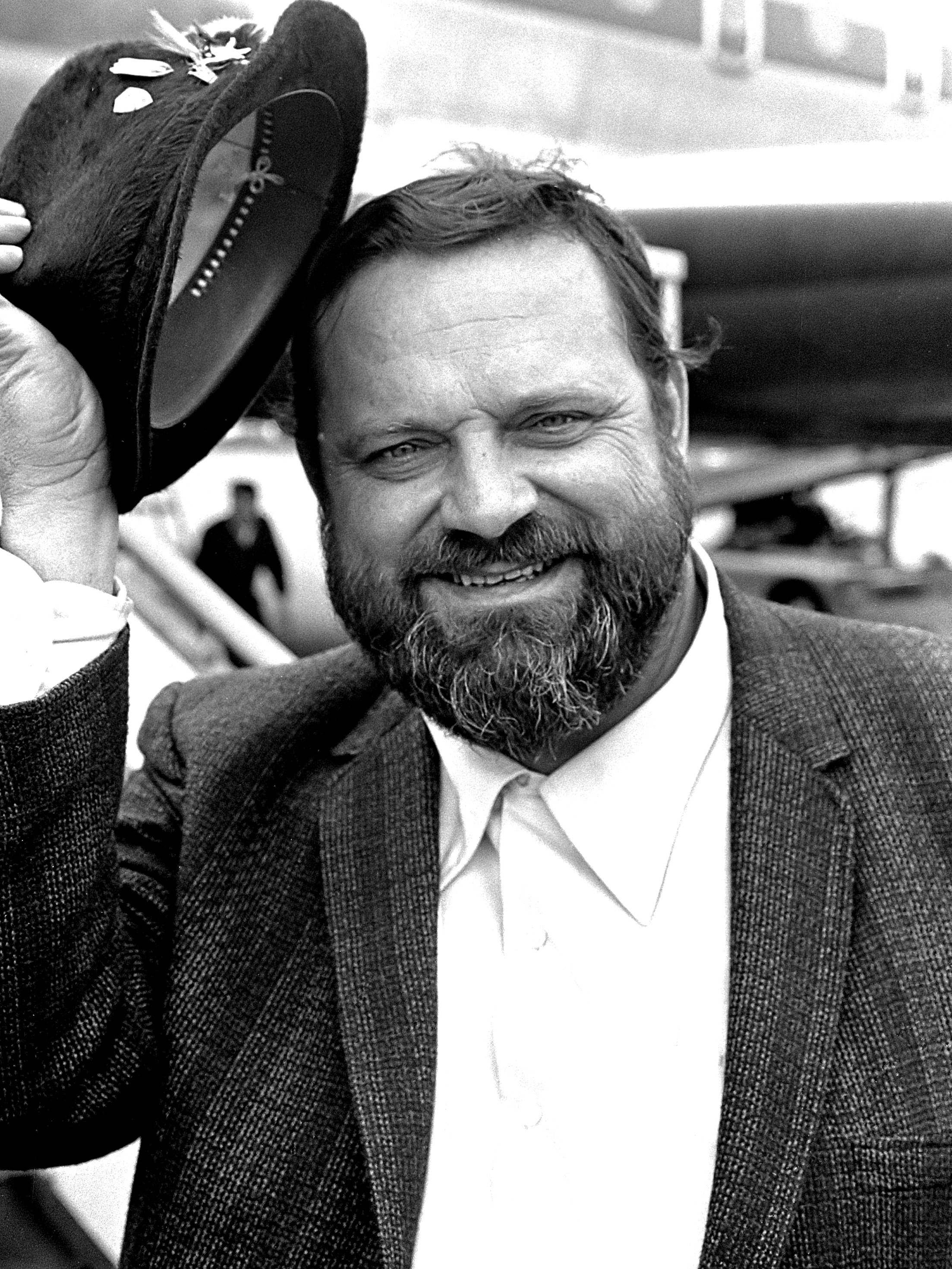
Al Hirt 1966

In de jaren 1950 vormde pianist Ellis Marsalis met klarinettist Alvin Batiste, saxofonisten Harold Battiste en Earl Turbinton en drummer Ed Blackwell het American Jazz Quintet. Als bassist werkte Richard Payne mee. Als quintet speelden zij naast hun dixieland een soort verfijnde bebop- en moderne jazz. Op hun album Wade uit 1962 noemden zij hun muziek Gulf Coast Jazz. Met William Swanson op bas en zonder Earl Turbiton noemden zij zich The Original American Jazz Quintette. In 1956 speelden Marsalis, Harold Batiste en Ed Blackwell een korte tijd bij Ornette Coleman in Los Angeles. Van 1967 tot 1970 speelde Marsalis in New Orleans bij de dixielandgroep van trompettist Al Hirt. In 1972 werkte hij mee aan het album Bob French And The Storyville Jazz Band op het toen nieuw opgerichte label Sound Of New Orleans.
Al Hirt was in 1922 geboren in New Orleans, hij speelde trompet bij een aantal swingbands als die van Tommy Dorsey, Jimmy Dorsey, Benny Goodman en Ina Ray Hutton. Hij keerde terug naar New Orleans, waar hij in een aantal dixielandbandjes speelde. Hirt had in de jaren 1950 en 1960 tweeëntwintig albums in de Billboard-hitlijsten. In 1964 bereikte Hirts single "Java", een cover van Allen Touissaint, een 4e positie bij Billboard en won een Grammy Award. Hirt was van 1962 tot 1983 eigenaar van een club in Bourbon Street. Hirt, naast Herb Alpert een van de populairste trompettisten, beschouwde zichzelf niet als een jazzmusicus.

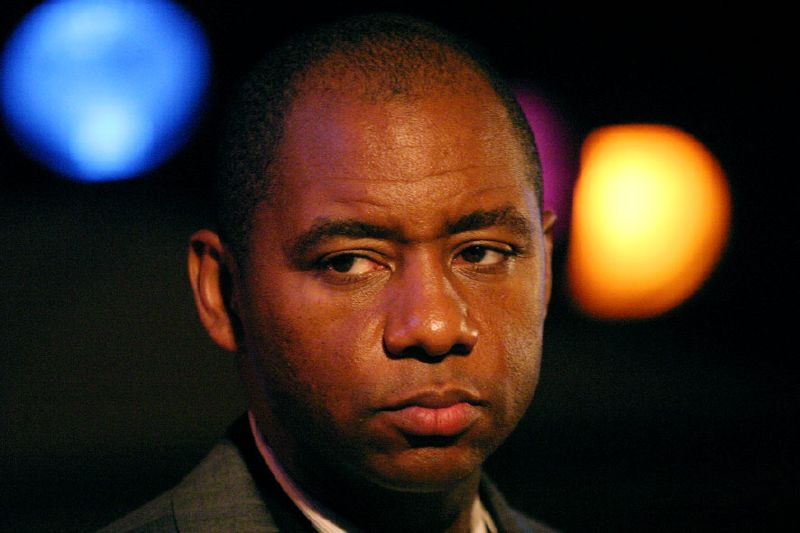
Branford Marsalis

Ellis Marsalis en zijn vrouw Dolores Mary Marsalis hadden vier zoons die een muzikale carrière zouden volgen. Branford Marsalis, geboren in 1960, was de oudste zoon, die saxofoon speelde in de bands van Art Blakey en van Lionel Hampton.
Wynton Marsalis, geboren in 1961, kreeg op 6-jarige leeftijd een trompet van Al Hirt, maar hij ging daar pas later op spelen. Hij studeerde op school klassieke muziek en thuis via zijn vader jazz. In de jaren 1980 werd hij lid van Art Blakey's band. In 1982 richtte hij met zijn broer Branford een kwintet op, die in 1985 het kwintet verliet om te gaan spelen bij Sting. Het kwintet ging verder als kwartet en werd later uitgebreid tot septet.
In 1984 kreeg Wynton twee Grammy Awards, een voor zijn neo-bop album "Think of One", en een klassieke Grammy voor zijn trompetconcerten van Haydn, Leopold Mozart en Hummel. Later werd Wynton Marsalis artistiek directeur van het Lincoln Center in New York en muzikaal leider van de huisband, het Jazz at Lincoln Center Orchestra.
Delfeayo Marsalis, geboren in 1965 werd jazztrombonist en producer. Als trombonespeler speelde hij met muzikanten als Art Blakey, Abdullah Ibrahim, Elvin Jones, Slide Hampton, Ray Charles, Art Blakey's Jazz Messengers en Max Roach. Hij richtte ook het The Uptown Jazz Orchestra op, een orkest dat moderne jazz speelde, en waarmee hij drie albums opnam, waarvan de eerste de Trump-slogan "Make America Great Again!" als titel kreeg. Jason Marsalis is geboren in 1977. Hij werd jazzdrummer, vibrafonist en componist. Hij kreeg les van New Orleans drummer James N. Black. Hij werkte in jazzgroepen als Neslort en Snarky Puppy en in een Braziliaanse fusion-funkband Casa Samba.

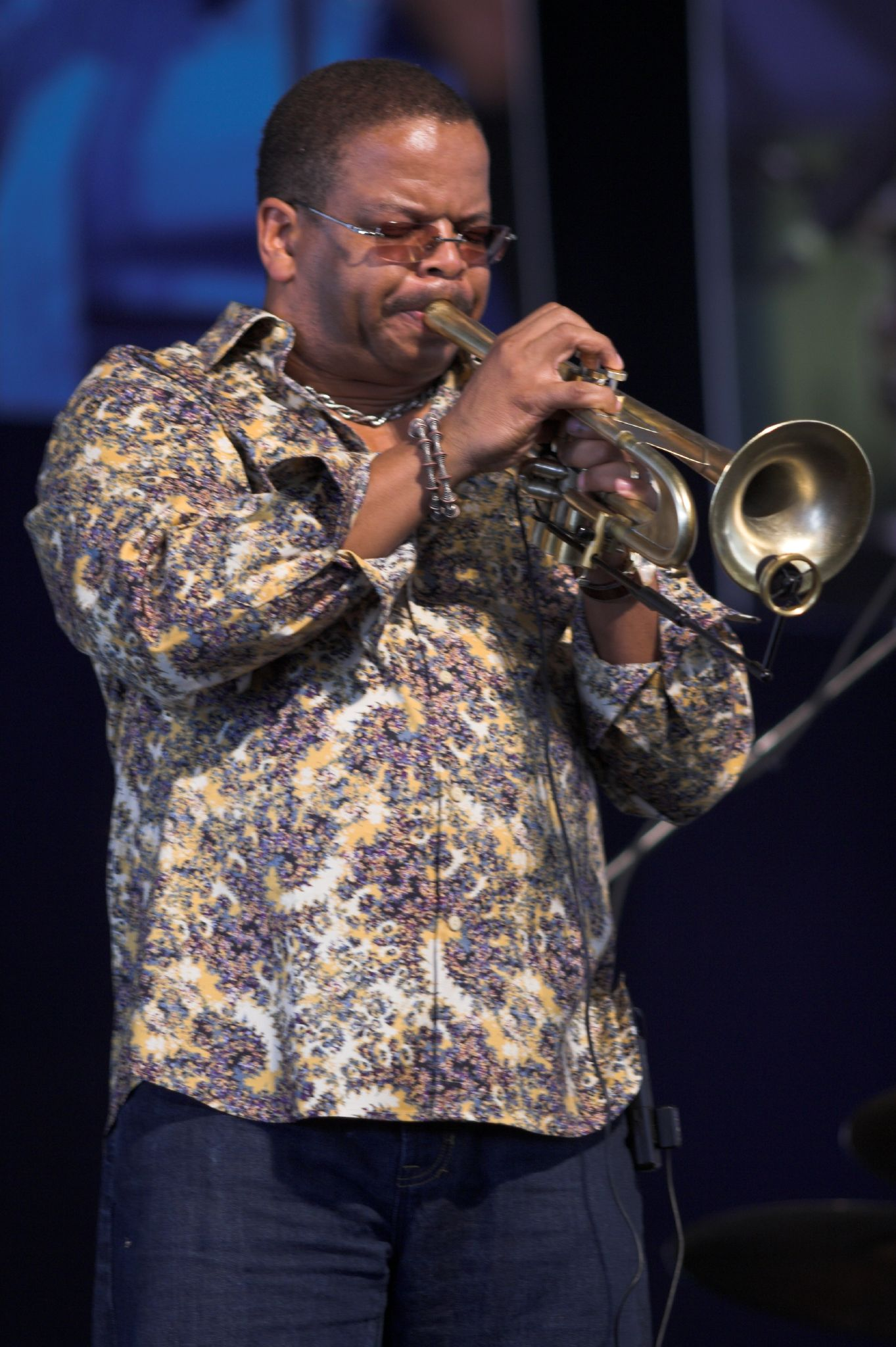
Terence Blanchard

Terence Blanchard kreeg op 4-jarige leeftijd pianoles, later trompetles en op 15-jarige leeftijd compositieleer bij Ellis Marsalis. Hij speelde bij Lionel Hampton en volgde Wynton Marsalis op bij de Jazz Messengers. Hij speelde in het Branford Marsalis Quartet en had sinds eind jaren 1980 een eigen kwartet. Blanchard is voornamelijk bekend geworden als componist. Hij schreef de muziek voor vele Spike Lee-films, voor de film Glitter (met Mariah Carey) en hij speelde de trompet van de zingende alligator Louis in de Disneyfilm De prinses en de kikker.
John Boutté werd in 1958 in New Orleans geboren als jongere broer van jazzzangeres Lillian Boutté. In zijn jeugd speelde hij trompet in een brassband. Pas midden jaren 1990 ginh hij zich serieus bezighouden met muziek, nadat hij werd geïnspireerd door Stevie Wonder, die hem bij een ontmoeting een carrière in de muziek aanraadde. John Boutté ging met zijn zus op tournee en zong mee op haar live-album "Gospel United". In 1993 bracht hij zelf een album uit: "Through the Eyes of a Child". Hij staat bekend om zijn gevarieerde muziekstijl die verder gaat dan jazz, zijn werk omvat ook r&b, gospel, Latin en blues. In 2003 bracht hij het compilatie-album "Jambalaya" uit, waarop de titelsong staat van Treme, een HBO-televisieserie over het muziekleven in New Orleans en de nasleep van de orkaan Katrina.
Harry Connick jr. werd in 1967 geboren in New Orleans en speelde al op zijn tiende in een jazzcombo. Hij kwam in de leer bij Ellis Marsalis en James Booker. Naast een carrière als acteur heeft hij als zanger zeven Amerikaanse top 20-albums op zijn naam staan en tien Amerikaanse nummer één-jazzalbums, meer dan welke andere artiest in de geschiedenis van de Amerikaanse jazzhitlijst dan ook.
Allen Toussaint is het bekendst van zijn r&b-werk. Hij bracht ook twee jazzalbums uit: Allen Toussaint's Jazzity Project: Going Places uit 2004 en The Bright Mississippi uit 2009.
De reeds aangehaalde Nicholas Payton ontving samen met Doc Cheatham voor het album Doc Cheatham & Nicholas Payton uit 1996 een Grammy Award in de categorie 'Best Jazz Instrumental Solo'.
Donald Harrison is een in 1960 geboren jazzsaxofonist, die samen optrad met Terence Blanchard. Met zijn groep Donald Harrison Electric Band, kan hij ondergebracht worden bij de latere jazz, maar evengoed bij de hiphop, r&b als smooth jazz.
Trombone Shorty speelde al op 4-jarige leeftijd trombone en leidde al een band toen hij 6 jaar oud was. Toen hij 19 was, trad hij toe tot de hoornsectie van de band van Lenny Kravitz. Trombone Shorty trad als gastmusicus op bij allerlei jazz- en rockbands, zoals de Foo Fighters, Jeff Beck, Gary Clark jr. en de Rebirth Jazz Band.

## Cajunmuziek, Zydeco en Swamprock
In de eerste helft van de 17e eeuw vestigden zich Franse immigranten in het gebied rond de Saint Lawrencebaai. Zij noemden de streek Acadië. Na de Zevenjarige Oorlog (1756-1763) werd Canada een Britse kolonie (en werd New Orleans Spaans) en werden de Franstaligen, die het Britse gezag niet erkenden verbannen. Na de koloniale oorlogen vestigden zich vele van de vluchtelingen in New Orleans en de moerassen ten westen van de stad. Zij werden cajuns genoemd, en hun muziek cajunmuziek. Zij vermengden zich gemakkelijk met de andere bevolkingsgroepen, die allen Frans spraken. Hun muziek waren de Franse ballades, die gezongen werden met begeleiding van de viool. Het gebruik van de accordeon, geïntroduceerd door de Duitse immigranten op de German coast, dateert van eind 19e eeuw.

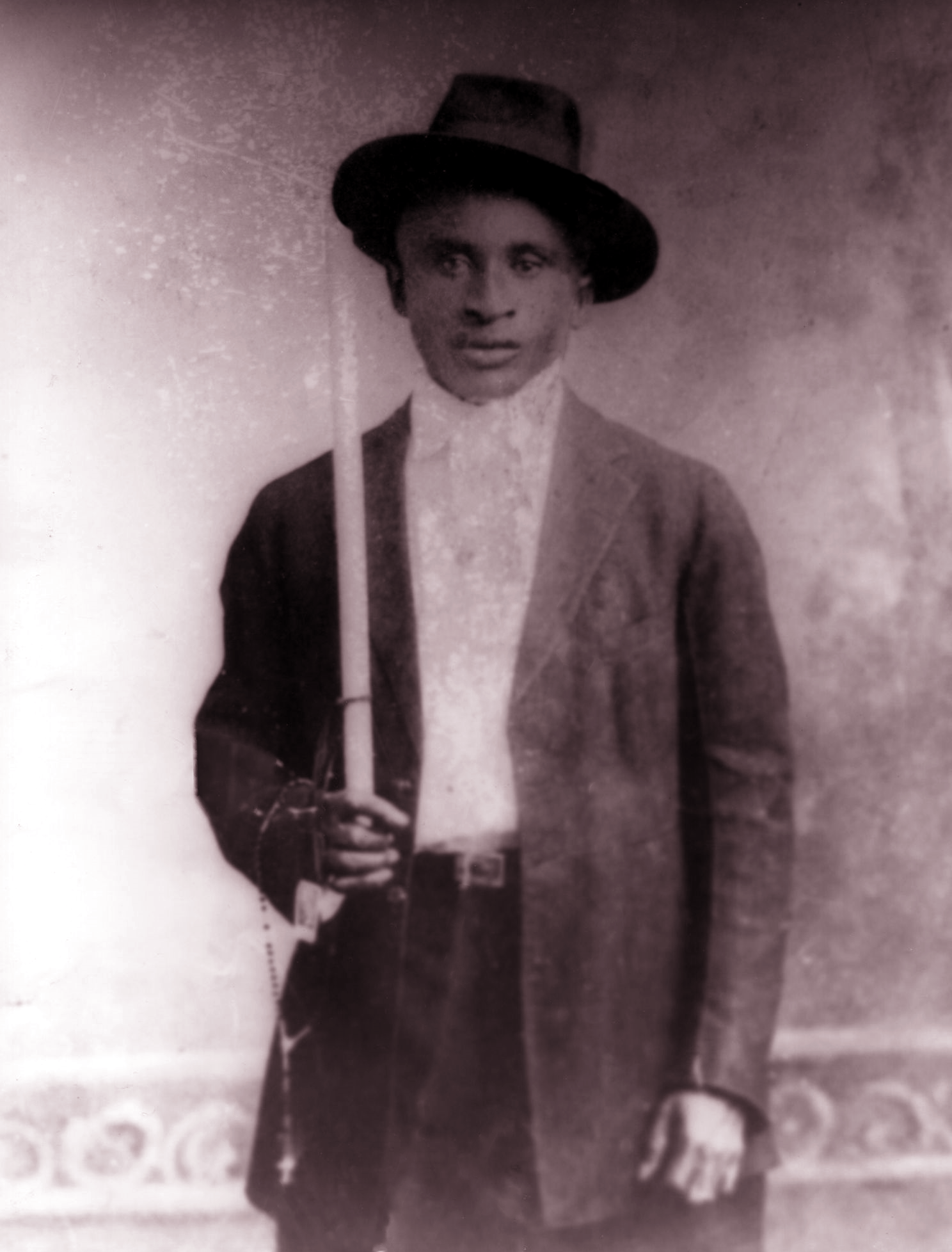
Amédé Ardoin in 1912

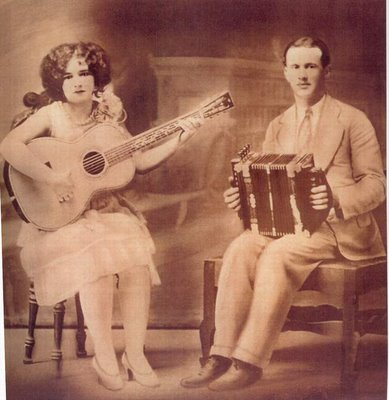
Joe Falcon en Cleoma Breaux

De Louisiaans-creoolse muziek is nauw verbonden met cajun- en zydecomuziek. Zij wordt geassocieerd met accordeonist Amédé Ardoin (1896–1941), die begin jaren dertig invloedrijke opnames maakte met cajunviolist Dennis McGee.
Zowel cajun als zydeco zijn verbasteringen, cajun van het Franse Acadië, zydeco van het Franse les haricots, uit het gezegde les haricots ne pas son salées, wat wil zeggen dat er geen geld was om de boontjes te zouten. Cajunmuziek heeft meer country-invloeden, zydeco meer rhythm and blues. Beiden worden gezongen in cajun-Frans en Engels.
Cajun was tot de tweede helft van de 20e eeuw niet echt de muziek van de stad New Orleans, wel die van de plantages en moerassen uit de omgeving. Vanuit de 'Good Hope Plantation' in de 'St. Charles Parish' van 'Groot New Orleans' zijn een 7-tal liederen uit die omgeving bekend. Toch werd de eerste cajunmuziek op plaat gezet in New Orleans, in 1928 verscheen "Allons à Lafayette" gekoppeld met "The Waltz That Carried Me To My Grave (La valce qui ma portin d ma fose)" op Columbia Records door accordeonist Joe Falcon en zijn aanstaande echtgenote gitariste Cleoma Breaux, zus van de accordeonist Amédée Breaux. Amédé Ardoin en Dennis McGee volgden hen in 1929 met een drietal 78 toerenplaten, eveneens op Columbia. Als eerste cajunopnames worden ook genoemd "Guè Guè Solingaie" (Song of the Crocodile) van Dr. James Frederick Roach en "Reflets Dans L'Eau", dat hij samen met zijn vrouw Agnes opnam. De opnames vonden plaats in 1925 voor Okeh Records, dat deze opnames echter nooit heeft uitgebracht.
In 1960 werd het label Arhoolie Records opgericht, dat vanaf 1970 op het sublabel Old Timey Records cajunmuziek uit de jaren 1920 en 1930 heruitgebracht heeft.
De Barbarin-familie (Isidore Barbarin, Paul Barbarin, Louis Barbarin, Danny Barker) had Frans-creoolse wortels. Zij namen in hun repertoire Frans-creoolse traditionals op als "Eh La Bas", "Moi Pas Lemme Cas" en "Mon Cher Amie".
Het in 1977 opgerichte platenlabel Mardi Gras Records, is gespecialiseerd in New Orleans rootsmuziek, met brassbandmuziek, cajun en zydeco.
Rockin' Dopsie was een accordeonist, die r&b-invloeden verwerkte in zydeco. Zijn eerste platen met zijn band, de Cajun Twisters (soms al Zydeco Twisters vermeld), kwamen uit in Zweden, en bereikten pas na enig Europees succes de VS. Zijn album  In New Orleans werd uitgebracht op het Deense 'Storyville'label. Na 2000 verscheen zijn werk pas op het label Sound of New Orleans, dat ook een 3-tal albums van zijn zoon Dwayne Dopsie met The Zydeco Hellraisers uitbracht. Dwayne Dopsie And The Zydeco Hellraisers hebben Lafayette en New Orleans als thuisbasis.
De Lost Bayou Ramblers is een moderne cajunband, die oude cajunmuziek mengt met moderne apparatuur. Zij zingen in het cajun-Frans, dat in New Orleans city vrijwel niet meer gesproken wordt, maar zich wel op het platteland heeft gehandhaafd.
De sterke associatie van de cajuncultuur met New Orleans begon pas in de jaren 1980, toen alles rond cajun wereldwijd trendy werd. De band tussen cajun en New Orleans wordt echter sterk overdreven, behalve als het om de cajunkeuken gaat. 
Bobby Charles, de componist van nummers als "See you later alligator" en van "Walking to New Orleans" kwam uit de cajungemeenschap. Hij wordt als voorloper beschouwd van de swamppop, een muziekstijl, die sterk beïnvloed is door de cajunmuziek.
John Broven, auteur van Rhythm and Blues in New Orleans en South to Louisiana: The Music of the Cajun Bayous omschrijft swamppop als volgt:
"een unieke combinatie van cajun-emotioneel gevoel, aanhoudende hillbilly-melodieën en verfijnde r&b-muzikale begeleidingen in New Orleans-stijl."— http://www.lsue.edu/acadgate/music/history.htm
Van Broussard, een swamppop-muzikant, nam in 1961 zijn eerste plaat op bij het Rex-label van Cosimo Matassa.
The Radiators, een lokaal zeer bekende swamprockband heeft bestaan van 1978 tot 2011. Bij hun afscheidsconcert werden zij opgenomen in de Louisiana Music Hall of Fame.

## Muzieklabel Sound of New Orleans
Het muzieklabel Sound of New Orleans werd in 1972 opgerischt door Gary Edwards. Edwards begon in een winkel in muziekinstrumenten, die hij later overnam, en ging vanaf 1970 de muziekinstallatie van het Jazz Fest verzorgen. Het label bracht albums uit van Tommy Ridgley, de Bayou Jazz Band, Irma Thomas en The Zion Harmonizers. In 1988 ging door een brand alle muziek van Edwards verloren. In 1992 bouwde Edwards zijn label opnieuw op en had in 2000 een van de grootste catalogi met muziek uit New Orleans. In 2005 verloor Edwards in de orkaan Katrina alles opnieuw. Bij zijn terugkeer in 2009 bracht hij de compilatie "Various – Sound Of New Orleans 1992-2005" uit.

## Metal

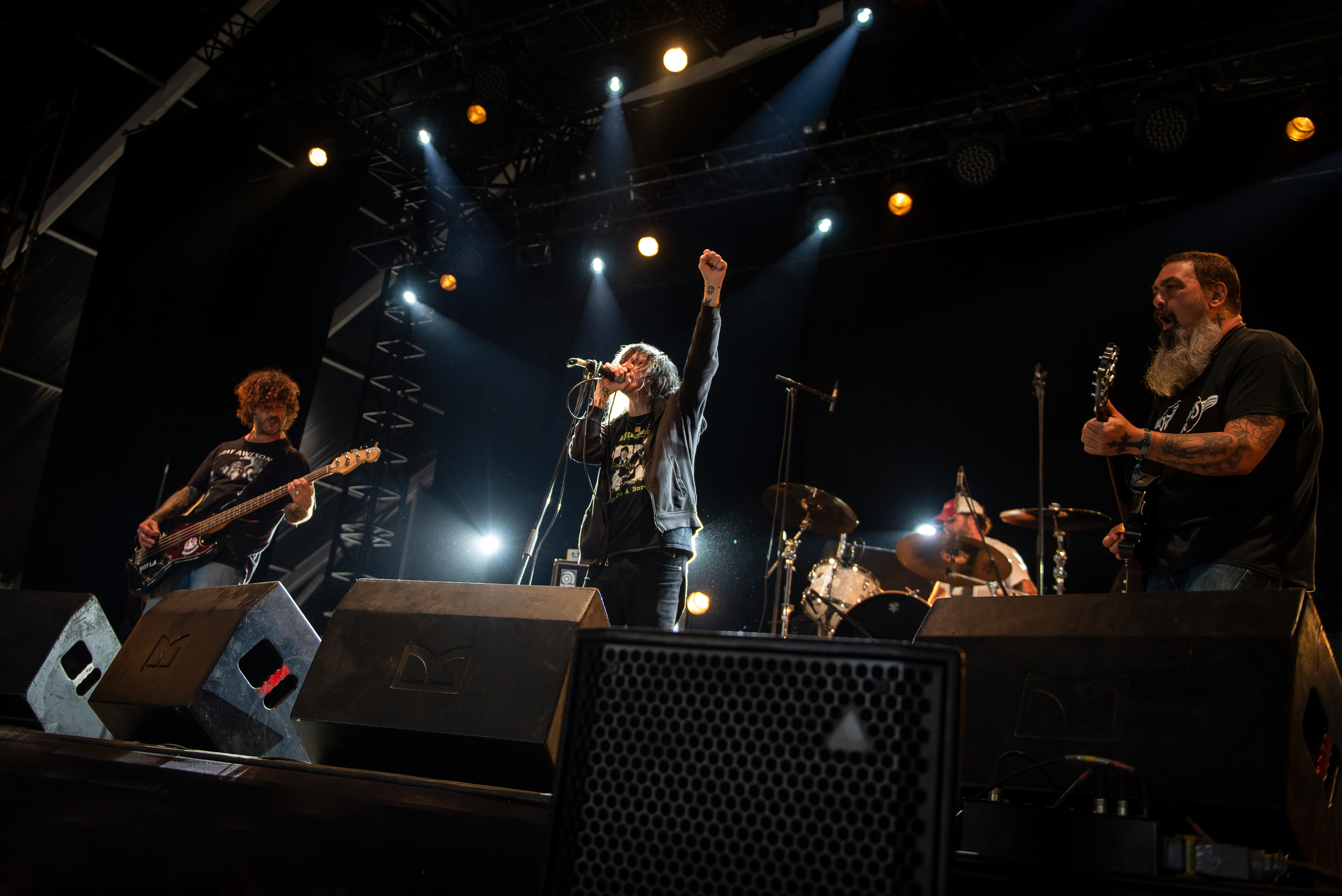
EyeHateGod op Hellfest 2022

Metal, meestal heavy metal genoemd, vind zijn oorsprong bij Britse hardrockbands uit eind jaren 1960 en begin jaren 1970, met het geluid van overstuurde gitaren en een snel ritme. De overgang van hardrock naar metal is niet scherp te trekken. Ook de oorsprong van de term "heavy metal" in een muzikale context is onzeker. Metal kent vele subgenres, zoals hardcore punk, industrial en doommetal, waaruit de New Orleans band EyeHateGod eind jaren 1980 sludgemetal ontwikkelde. Sludgemetal kenmerkt zich door de afwisseling van snelle ritmes met trage logge muziek, die haaks staat op de vrolijkheid van de overige New Orleanse parade- en mardigrasmuziek. Zanger Mike IX Williams is een van de bekendste New Orlanse musici in het metal idioom.

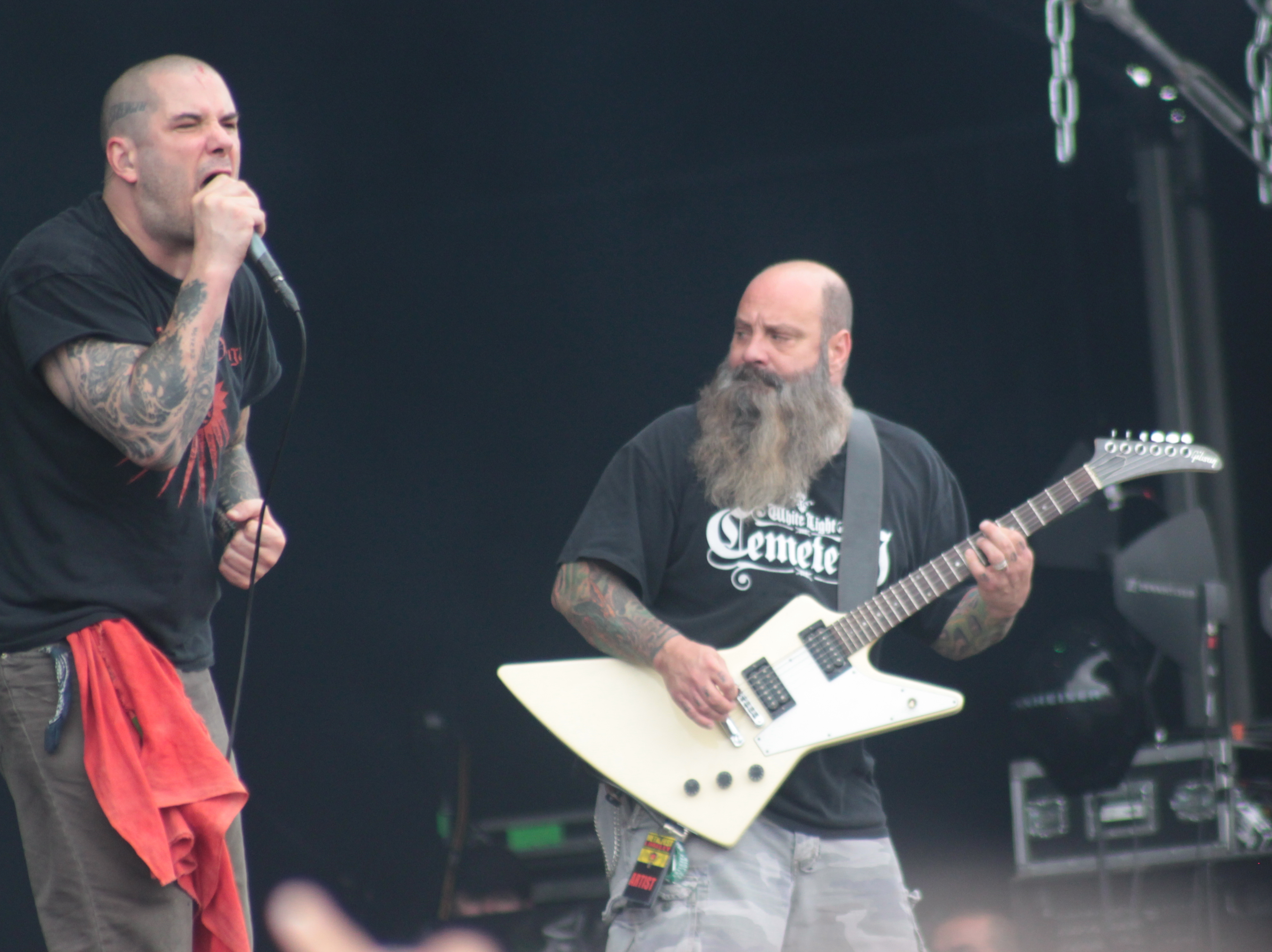
Down Phil Anselmo en Kirk Windstein op Hellfest 2013

In 1981 werd de Texaanse band Pantera opgericht, waarvan Phil Anselmo in 1987 leadzanger werd. Anselmo was in 1968 in New Orleans geboren en had Franse en Italiaanse voorouders. Naast zijn werk bij Pantera richtte hij in 1991 de supergroep Down op met drummer Jimmy Bower van EyeHateGod, gitaristen Pepper Keenan en Kirk Windstein en bassist Tod Strange, de laatste twee van de band Crowbar. Het debuutalbum van Down NOLA bereikte een 55e plaats in de Billboard 200.
Crowbar was een in 1988 opgerichte New Orleans-band, die ook gezien wordt als grondlegger van sludgemetal. Het debuutalbum van de band, "Obedience Thru Suffering" uit 1991, had weinig succes. Het tweede album uit 1993 met als titel "Crowbar", geproduceerd door Phil Anselmo, kreeg meer bekendheid. Crowbar bracht in 2022 zijn 12e studioalbum uit.
Het tweede album van Down kwam na een periode van 7 jaar, waarin de Down-leden zich bezighielden met hun eigen bands. Tod Strange keerde niet terug en werd vervangen door Rex Brown van Pantera. "Down II: A Bustle in Your Hedgerow" uit 2002 bereikte een 44e plaats in de Album Top 200. In de VS werd het album door critici minder ontvangen, in het Verenigd Koninkrijk was men enthousiaster."Down III: Over the Under" werd uitgebracht in 2007, met als thema's de verwoestingen door de orkaan Katrina en de moord op Pantera gitarist Dimebag Darrell, die tijdens een optreden werd doodgeschoten. Het album bereikte een 26e plaats in de Album Top 200. Na Down III verschijnen er nog twee ep's, de laatste in 2014.

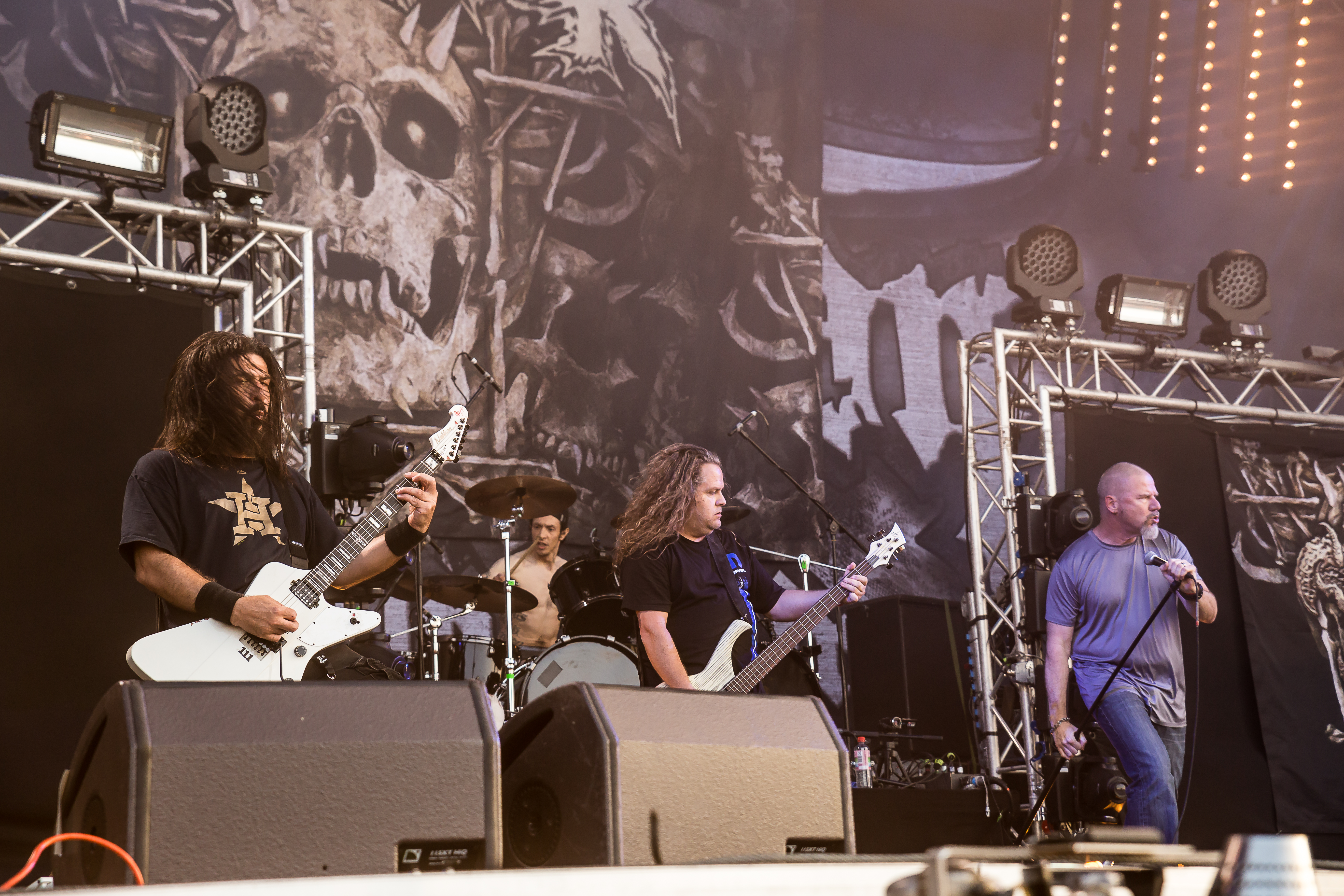
Exhorder op het Duitse Party.San Metal Open Air 2018

Van 1985 tot 1994 was de New Orleans band Exhorder actief met in 1990 hun debuutalbum "Slaughter in the Vatican". De band wordt beschouwd als de uitvinder van de op groove gerichte thrashmetal.
Acid Bath, actief van 1991 tot 1997 was een sludgemetalband afkomstig uit een aantal kleine stadjes in de periferie van New Orleans. Leadgitarist Sammy Duet van Acid Bath richtte daarna Goatwhore op, dat in de period 2000 tot 2022 een achttal studioalbums uitbracht. In 1988 werd in New Orleans Soilent Green opgericht, die grindcore combineert met invloeden uit southern rock en sludgemetal. Hun zanger Glenn Rambo, kwam om tijdens de orkaan Katrina.
Phil Anselmo bracht naast allerlei side-projecten in de periode 2011-2012 een soloalbum uit, getiteld "Walk Through Exits Only". Het album werd uitgebracht op 16 juli 2013. Later bracht hij nog een solo-plaat uit met de titel "Choosing Mental Illness As A Virtue", die in 2018 werd uitgebracht. Anselmo startte in 2001 een eigen platenlabel onder de naam Housecore Records.

## Festivals

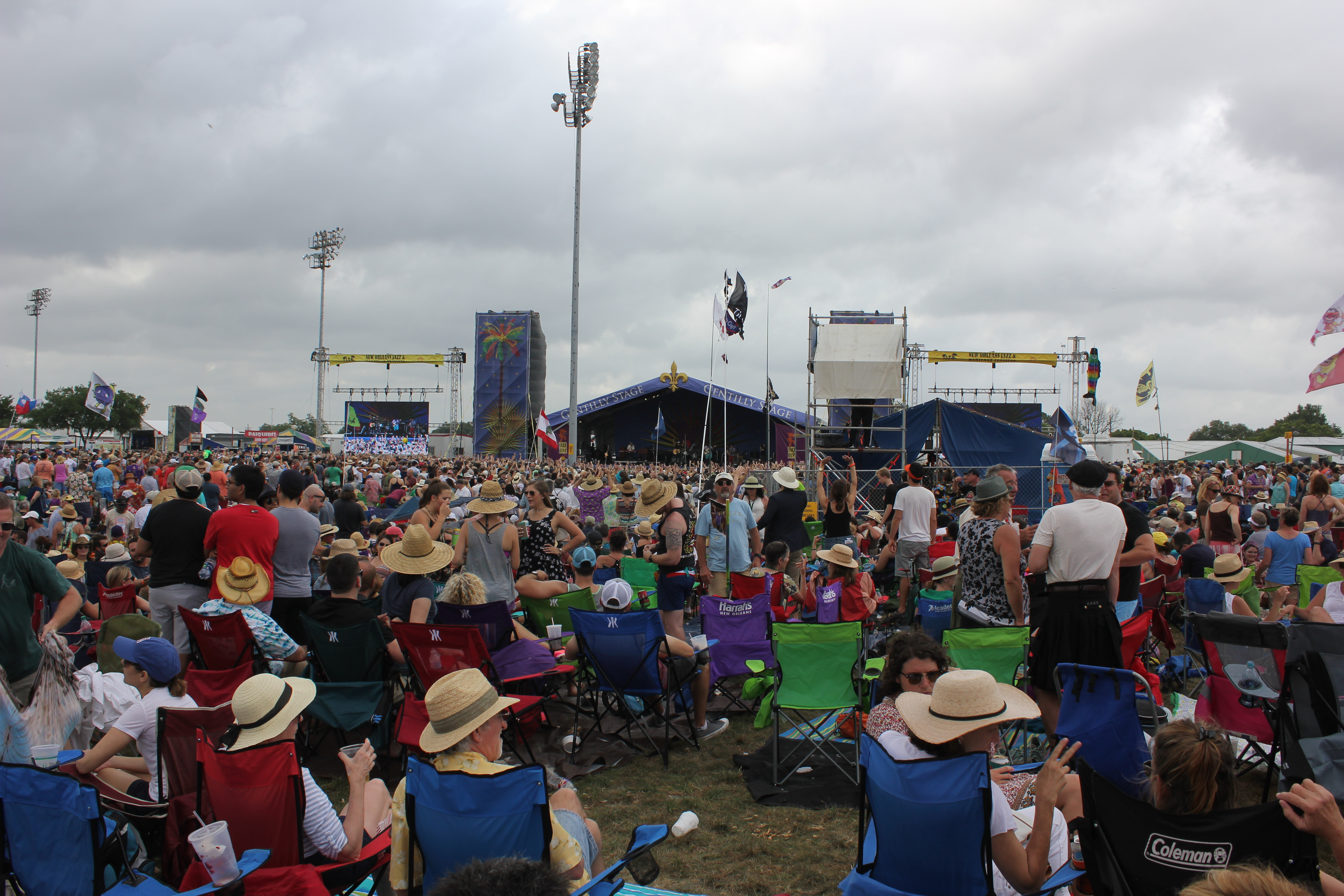
Jazz Fest 2017

### New Orleans Jazz & Heritage Festival

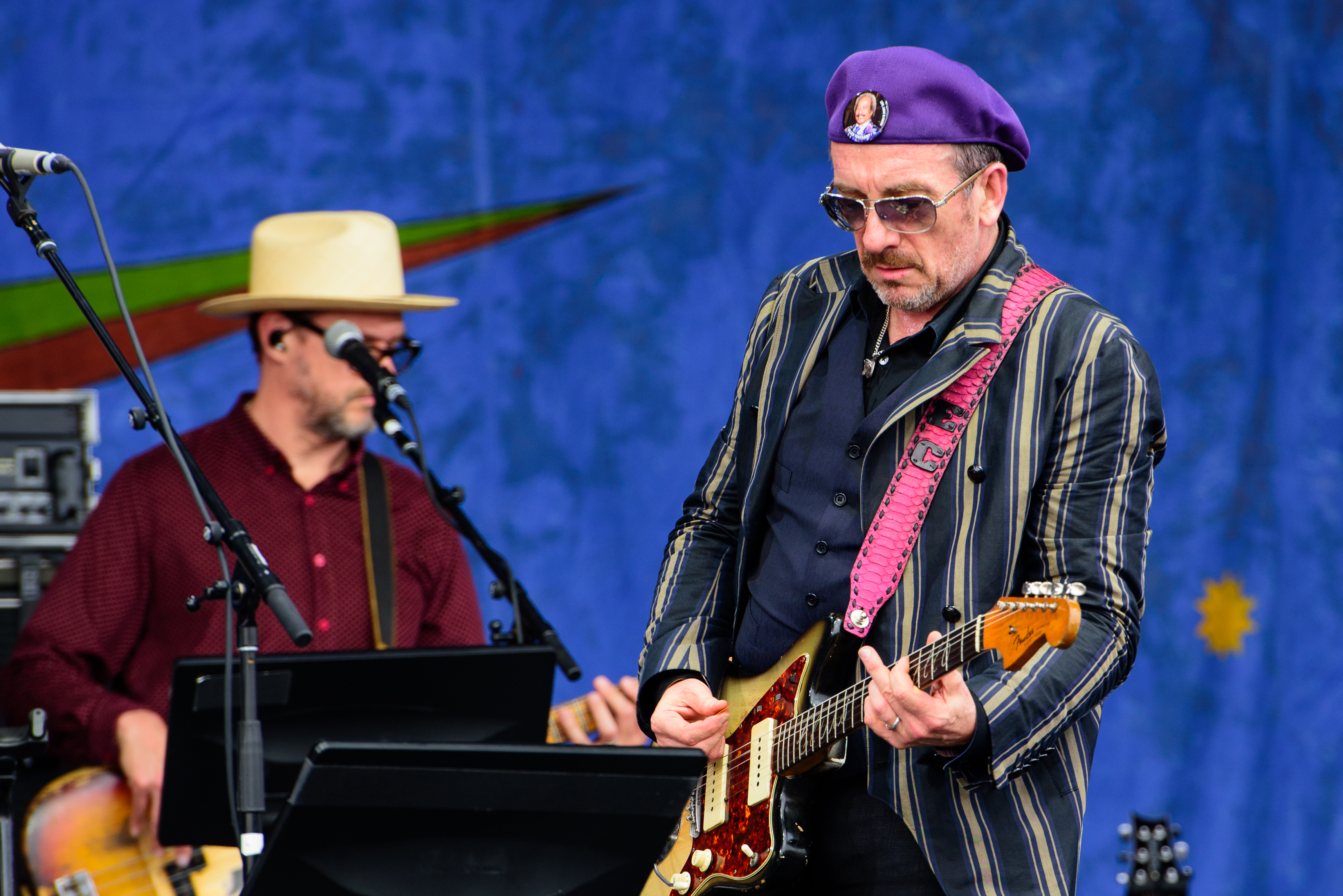
New Orleans Jazz & Heritage Fest 2016 Elvis Costello and the Imposters

Het New Orleans Jazz & Heritage Festival, kortweg "Jazz Fest", is een jaarlijks terugkerend meerdaags festival, gestart in 1970. Het festival beslaat twee weekenden van elk drie of vier dagen. De oprichting van het festival dateert van 1970, hoewel al vanaf 1962 pogingen gedaan werden om het festival van de grond te krijgen. George Wein, een jazzmagnaat en oprichter van het Newport Jazz Festival en het Newport Folk Festival in Rhode Island, werd gevraagd als organisator. Omdat hij met een Afro-Amerikaanse getrouwd was, stuitte dit in het raciale stadsbestuur op problemen. Met de steun van Allen en Sandra Jaffe van Preservation Hall, die veel goede lokale contacten hadden, kwam het festival eindelijk van de grond. Het festival werd een succes en groeide met de jaren. In 2017 waren er over de 7 festivaldagen 425.000 bezoekers.

### Ponderosa Stomp
De Ponderosa Stomp was een jaarlijks festival met rootsmuziek gewijd aan "het erkennen van de architecten van rock-'n-roll, blues, jazz, country, moeraspop en soulmuziek". In 2002 werd de organisaie als non-profit stichting opgericht en organiseerde het 4 festivals in New Orleans. Als gevolg van de orkaan Katrina werd in 2006 uitgeweken naar Memphis. In 2007 keerde het weer terug in de New Orleanse vestiging van het House of Blues.

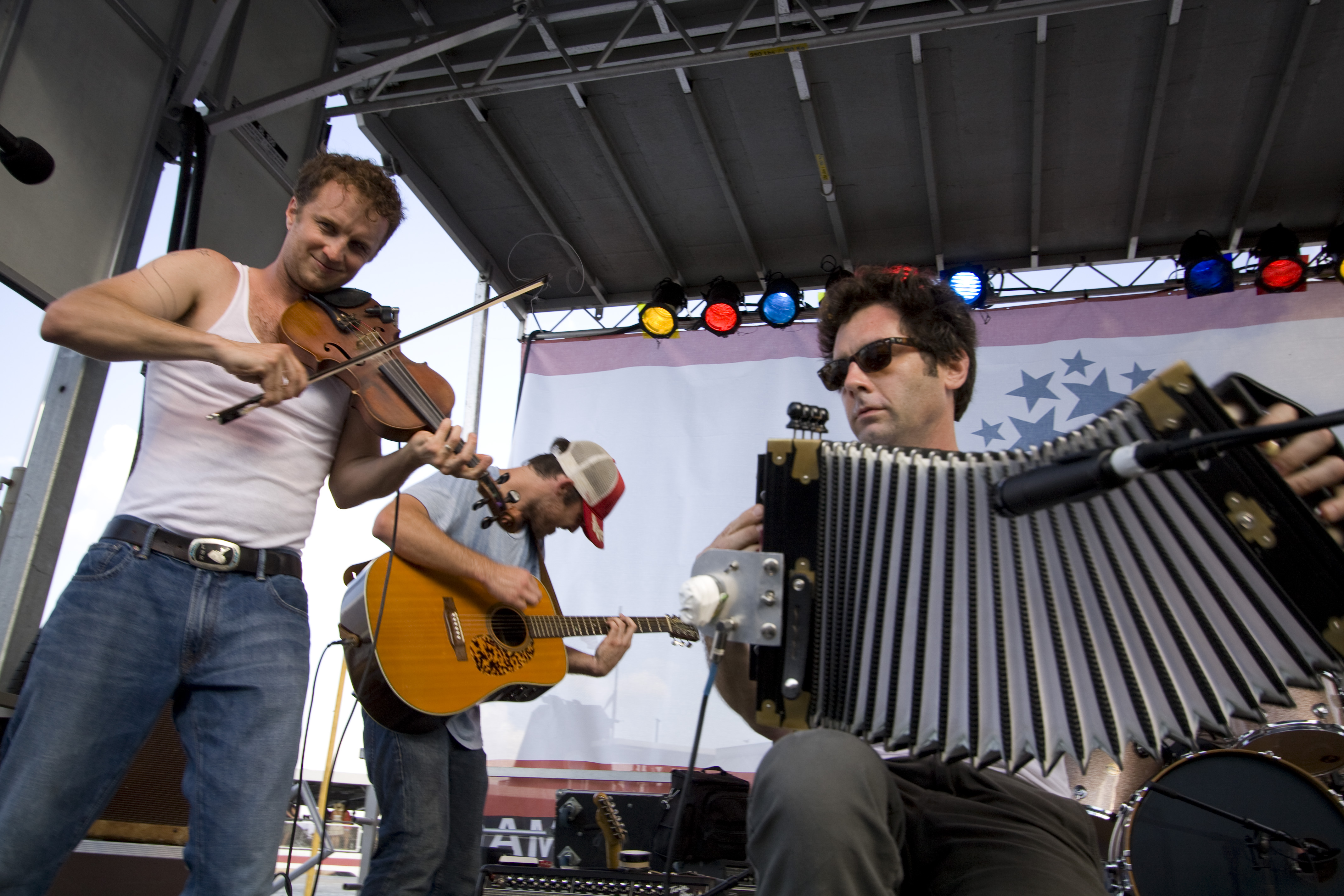
Lost Bayou Ramblers op het French Quarter Festival

### French Quarter Festival
Het French Quarter Festival is ontstaan na de Wereldtentoonstelling van 1984 in New Orleans. Het festival speelt zich af op 20 podia in de wijk en brengt traditionele en hedendaagse jazz, r&b, New Orleans-funk, brassbands, folk, gospel, latin, zydeco, klassiek, cabaret en wereldmuziek. Het festival is in handen van een non-profit organisatie, die ook het Satchmo Summerfest, dat zich alleen beperkt tot jazz, en Holidays New Orleans Style organiseert.

### Voodoo Music + Arts Experience
Het Voodoo Fest bestond vanaf 1999 tot en met 2019. Het festival bracht zowel metal muziek als andere lokale New Orleans musici. Het werd in 2020 wegens COVID-19 afgelast, en is nog niet herstart.

### Essence Festival
Het Essence Music Festival is gestart in 1995 als eenmalig gebeuren ter ere van het 25-jarig bestaan van het tijdschrift Essence. Het tijdschrift, dat gericht is op Afro-Amerikaanse vrouwen, heeft er een jaarlijks terugkerend festival van gemaakt, met artiesten als bijvoorbeeld in 2022 Janet Jackson, Patti LaBelle e.v.a..

## Radio

### Radiozender WWOZ
WWOZ (90.7 FM) is een door vrijwilligers ondersteund non-profit radiostation in New Orleans. Het is eigendom van de New Orleans Jazz & Heritage Foundation en gespecialiseerd in muziek uit of gerelateerd aan het culturele erfgoed van New Orleans en de omliggende regio van Louisiana. In de eerste helft van de jaren 1980 was het station gevestigd op de bovenverdieping van de club Tipitina, van waaruit soms live-uitzendingen verzorgd werden via een microfoon door een gat in de vloer. In 1996 begon het station als een van de eerste met online streaming.

## Muziekopleidingen
- Het New Orleans Center for Creative Arts, of NOCCA, biedt gratis opleidingen voor middelbare scholieren in culinaire kunsten, creatief schrijven, dans, mediakunst, muziek (klassiek, jazz, zang), theaterkunsten (drama, muziektheater, theaterontwerp) en beeldende kunst. Ellis Marsalis was een van de docenten.
- De Xavier University of Louisiana heeft een leertak African-American Music

## Muziek over New Orleans
Er zijn honderden liedjes over New Orleans geschreven, onderstaand een selectie met een Nederlandstalige Wikipedia-pagina over het lied of zanger(es).
- New Orleans Blues, een pianostuk van Jelly Roll Morton.
- The House of the Rising Sun een traditional bekend van o.a. The Animals kan zowel verwijzen naar een bordeel met de naam "The Rising Sun Hotel" als naar een vrouwengevangenis.
- The Witch Queen of New Orleans, een liedje over Marie Laveau.
- Basin Street Blues, naar een straat in Storyville, de voormalige rosse buurt van New Orleans.
- Burgundy Street Blues, lied van Gerorge Lewis.
- Mardi Gras in New Orleans ook bekend als Go to the Mardi Gras, liedje van Professor Longhair.
- I Just Can't Get New Orleans Off My Mind, liedje van Fats Domino.
- New Orleans Bump, compositie van Jelly Roll Morton.
- Walking to New Orleans, een liedje van Bobby Charles geschreven voor Fats Domino.
- City of New Orleans, een liedje van Steve Goodman, bekend van o.a. Willie Nelson.
- I Wish I Was In New Orleans, een liedje van Tom Waits.
- Crescent City, een liedje van Lucinda Williams.[noot 31]
- This City, een liedje van Steve Earle over de stad na de orkaan Katrina.
- Sweet Home New Orleans, een liedje van Dr. John.
- Down in the Treme, liedje van John Boutté, titelsong van de HBO-serie "Treme".
- St. James Infirmary wordt altijd geassocieerd met New Orleans vanwege het gebruik in begrafenismarsen door de Second Line bands. Het nummer is oorspronkelijk de Engelse folkbalad "The Unfortunate Rake".

Naast de liedjes over New Orleans of over haar wijken en straten zijn er ook nog vele liedjes, waarin New Orleans genoemd wordt, zoals "Baby, Please Don't Go", een traditional, "Johnny B Goode" en "Sweet Little Sixteen" van Chuck Berry. Willy DeVille zong een heel album vol over New Orleans: In New Orleans.
Highway 61 volgt de loop van de Mississippi en eindigt in New Orleans. De highway heeft als bijnaam de blues highway, die Bob Dylan inspireerde tot zijn album Highway 61 Revisited. Highway 51 bezongen in "Highway 51 Blues", een compositie van pianist Curtis Jones en door Dylan gecoverd op zijn debuutalbum, eindigt via de 61 in New Orleans, en gaf Dylan hetzelfde gevoel via de highway te kunnen ontsnappen uit zijn geboortestreek.

## Films over en met de muziek en musici van New Orleans
- 'The Cincinnati Kid' een Norman Jewison-film over een pokerspeler in New Orleans met muziek van de Eureka Brass Band in een second line parade en een optreden van Emma Barrett in Preservation Hall.
- 'Make It Funky!' is een Amerikaanse documentairefilm uit 2005, geregisseerd, geschreven en gecoproduceerd door Michael Murphy. De film bevat een optreden van Allen Toussaint met een medley van zijn composities "Fortune Teller", "Working in the Coal Mine" en "A Certain Girl". Daarnaast speelt hij "Tipitina" in een pianoduet met Jon Cleary, en begeleidt hij Irma Thomas op "Old Records", Lloyd Price op "Lawdy Miss Clawdy", en Bonnie Raitt op "What is Success".
- 'New Orleans' van Arthur Lubin speelt zich af in Bourbon Street, met rollen voor Louis Armstrong en Billie Holiday en optredens van o.a. Kid Ory, drummer Zutty Singleton, klarinettist Barney Bigard, gitarist Bud Scott, bassist George "Red" Callender, pianist Charlie Beal en pianist Meade Lux Lewis.
- 'The Big Beat, Fats Domino and the Birth of Rock 'n' Roll' is een documentairefilm van Joe Lauro uit 2014.
- 'The Big Easy', een detectivefilm van Jim McBride, met opnames op bekende muzieklocaties zoals die van Tipitina, Antoine, het pakhuis van Blaine Kern vol praalwagens van Mardi Gras en een striptent in het French Quarter. In de soundtrackmuziek speelt de cajunband BeauSoleil "Zydeco Gris Gris", Aaron Neville & The Neville Brothers spelen "Tell It Like It Is".
- 'The Princess and the Frog', een Disney animatiefilm met de muziek van Randy Newman speelt zich af in New Orleans, en opent met Dr. John in "Down in New Orleans". Terence Blanchard speelt de trompetsolo van alligator Louis.
- 'One Note at a Time', documentairefilm uit 2006 van Renée Edwards over de strijd, die de muzikanten moesten voeren na de verwoestingen van de orkaan Katrina.
- 'Jazz Fest: A New Orleans Story', documentairefilm uit 2022 van Frank Marshall en Ryan Suffern met o.a. Tarriona "Tank" Ball in een van de hoofdrollen.
- 'Music Pictures: New Orleans', film uit 2022 over vier muzieklegendes: Irma Thomas, Little Freddie King, Ellis Marsalis en The Tremé Brass Band.
- 'Girls Trip', een film uit 2017 van Malcolm D. Lee over vier vriendinnen, die naar het Essence Music Festival gaan.
- 'Jazz' een documentairefilm van Ken Burns uit 2001 met portretten van belangrijke jazzmusici, waaronder Louis Armstrong.
- 'Bolden' een film van Dan Pritzker uit 2019 over Buddy Bolden.
- 'Tradition Is a Temple' een documentaire over New Orleans jazz van Darren Hoffman uit 2013.
- 'Let Them Talk: A Celebration of New Orleans Blues' een documentaire uit 2011 van John-Paul Davidson met Hugh Laurie, Irma Thomas en Allen Toussaint. Te zien op YouTube Hugh Laurie - Let Them Talk A Celebration of New Orleans Blues. Geraadpleegd op 4 december 2023.

## Musici uit New Orleans
- Edmond Dédé (1827-1901) klassiek componist en violist
- Louis Moreau Gottschalk (1829-1869) klassiek componist
- Tony Jackson (1876-1920) pianist en zanger
- Buddy Bolden (1877-1931) jazztrompettist en bandleider
- Louis Cottrell Sr. (1878-1927) jazzdrummer
- Bunk Johnson (1879-1949) jazzkornettist
- George Baquet (1881-1949) jazzklarinettist
- Louis Nelson Delisle (1885-1949) jazzklarinettist
- Tom P. Brown (1888-1958) trombonist en orkestleider
- Nick LaRocca (1889–1961) leider van o.a. de Original Dixieland Jass Band
- Spencer Williams (1889-1965) de componist van o.a. 'Basin Street Blues'
- Freddie Keppard (1890-1933) jazzkornettist
- Jelly Roll Morton (1890-1941) jazzpianist, componist en bandleider
- Bud Scott (1890-1949) jazzgitarist, banjoist en zanger
- Johnny Stein (1891-1962) drummer, jazzpionier, leider van Stein’s Dixie Jass Band
- Emile Barnes (1892-1972) jazzklarinettist
- Lorenzo Tio (1893-1933) jazzklarinettist
- Honoré Dutrey (1894-1935) jazztrombonist
- Sidney Bechet (1897-1959) jazzsaxofonist en -klarinettist
- Sweet Emma Barrett (1897-1983) jazzpianiste en zangeres
- Memphis Minnie (1897-1973) blueszangeres, verhuisde op 7-jarige leeftijd naar de omgeving van Memphis
- Lonnie Johnson (1899-1970) bluesgitarist
- Joe Robichaux (1900-1965) jazzpianist
- George Lewis (1900-1968) klarinettist
- Louis Armstrong (1901-1971) jazztrompettist, zanger en bandleider
- Polo Barnes (1901-1981) jazz-klarinettist en saxofonist
- Sharkey Bonano (1904-1972) jazztrompettist, zanger en bandleider
- Fats Pichon (1906-1967) jazzpianist, zanger, bandleider en componist
- Barney Bigard (1906-1980) jazzklarinettist en -saxofonist
- Tuts Washington (1907-1984) bluespianist
- Red Allen (1908-1967)
- Danny Barker (1909-1994) banjospeler en ritmegitarist, bekend als de "Banjo King of New Orleans"
- Champion Jack Dupree (1909-1992)  blues en boogiewoogie pianist en zanger
- Louis Prima (1910-1978) entertainer, zanger, acteur en trompettist, bekend als de "King of the Swing"
- Mahalia Jackson (1911–1972) gospelzangeres
- Louis Cottrell jr. (1911-1978) jazzklarinettist en -saxofonist
- Archibald (1912-1973) r&b-pianist, echte naam John Leon Gross
- Blue Lu Barker (1913-1998) jazz- en blueszangeres
- Deacon John Moore (1914-2010) r&b-musicus
- Al Hirt (1922-1999) trompettist en bandleider
- Justin Adams (1923-1991) r&b-gitarist en banjospeler
- Lee Dorsey (1924-1986) pop- en r&b-zanger
- Earl Palmer (1924-2008)  rhythm and blues- en rock-'n-roll-drummer
- Alvin Tyler (1925-1998) saxofonist en arrangeur
- Tommy Ridgley (1925-1999)  r&b-zanger, pianist, componist en bandleider
- Herbert Hardesty (1925-2016) trompettist en saxofonist
- Joe Jones (1926–2005)  r&b-zanger, componist en arrangeur
- Roy Montrell (1928-1979) r&b-gitarist
- Vernel Fournier (1928-2000) jazzdrummer
- Bill Sinigal (1928-2014) basgitarist en songwriter
- Eddie Bo (1930-2009) r&b-zanger en pianist
- Robert Parker (1930-2020) r&b-zanger
- Walter "Papoose" Nelson (1932-1962) r&b-gitarist
- Germaine Bazzle (1932) jazzzangeres
- Lloyd Price (1933-2021) r&b- en rock-'n-rollzanger
- Earl King (1934-2003) gitarist, zanger en songwriter
- Ellis Marsalis (1934-2020)  jazzpianist en muziekpedagoog
- Huey "Piano" Smith (1934-2023)  rhythm-and-blues pianist
- Larry Williams (1935-1980)  rhythm-and-blues- en rock-'n-rollzanger
- Charles "Hungry" Williams (1935-1986) r&b-drummer
- Li'l Millet (1935-1997) rhythm-and-bluespianist, bassist en singer-songwriter
- Charles Connor (1935–2021) drummer van het "Tutti Fruti"-ritme "a-wop bop-a loo-mop, a-lop bam-boom"
- Ernie K-Doe (1936-2001) rhythm-and-blueszanger
- Snooks Eaglin (1936-2009) gitarist en zanger (blues en vele andere stijlen)
- Art Neville (1937-2019)  soul-, funk- en gospelzanger en keyboardspeler
- Clarence 'Frogman' Henry (1937) zanger
- Harold Battiste (1931-2015)  componist, arrangeur, saxofonist en pianist
- James Booker (1939-1983) pianist en zanger
- Al "Carnival Time" Johnson zanger en pianist
- Aaron Neville (1941) soul zanger (broer van Art)
- Jerry Byrne 1941-2010) rock-'n-rollzanger
- Barbara George (1942-2006) r&b-zangeres en componist
- Walter Payton (1942-2010) jazzbassist en -sousafonist
- Willie Tee (1944-2007) toetsenist, songwriter, zanger, producer
- Merry Clayton (1948) soul en gospelzangeres
- Henri Butler (1948-2018) jazz- en bluespianist
- Lillian Boutté (1949) jazzzangeres
- Leigh Harris (1954–2019) jazzzangeres en songwriter ook bekend als "Little Queenie"
- Wendell Brunious (1954) jazztrompettist en bandleider
- Leroy Jones (1958) jazztrompettist
- John Boutté (1958) jazzzanger
- Ivan Neville (1959) multi-instrumentalist, zanger en componist (zoon van Aaron)
- Donald Harrison Jr. (1960) jazzsaxofonist
- Wynton Marsalis (1961) trompettist en componist
- Terence Blanchard (1962) jazztrompettist
- Harry Connick jr. (1967) zanger, pianist, en acteur
- John Stirratt (1967) bassist bij Wilco
- Phil Anselmo (1968) heavy metal zanger, songwriter en producer
- Stanton Moore (1972) jazz-, funk- en rockdrummer
- Nicholas Payton (1973) jazztrompettist, multi-instrumentalist, componist, arrangeur en bandleider.
- Birdman (1969) rapper
- Master P (1970) rapper
- Juvenile (1975) rapper
- Big Freedia (1978) rapper
- B.G. Baby Gangsta (1980) rapper
- Turk (1981) rapper
- Lil Wayne (1982) rapper

### Overig
- The Dixie Cups (1943, 1945, 1944) de zussen Hawkins en nicht Johnson
- Tarriona "Tank" Ball zangeres van Tank and the Bangas opgericht in 2011

## Muzieklocaties
- De Dew Drop Inn, een voormalig hotel en nachtclub, actief tussen 1939 en 1970, staat bekend als 'de belangrijkste en meest invloedrijke club' in de ontwikkeling van ritme- en bluesmuziek in de stad in de naoorlogse periode. Eigenaar Frank Painia werd in 1952 gearresteerd omdat 'negers en blanken samen werden bediend', wat destijds in strijd was met de rassenwetten. Painia bleef de grondwettigheid van deze wetten betwisten door een aanklacht in te dienen tegen de stad net voordat de Civil Rights Act of 1964 de intrekking ervan afdwong.[64] In 2022 werd het gebouw opgenomen in het National Register of Historic Places en kwam daarna in renovatie.
- Tipitina's is een bekende muzieklocatie, die in 1977 opende en genoemd is naar het liedje van Professor Longhair. Hij heeft er kort voor zijn dood in 1980 nog een optreden verzorgd. Tipitina's is in december 2018 gekocht door leden van de instrumentale groep Galactic.
- Preservation Hall begon in jaren 1950 als kunstgalerie, waar lokale jazzmusici speelden voor fooien. De muziek werd belangrijker dan de kunst en in 1961 werd de galerie omgevormd tot muziekpodium, dat vanaf september van dat jaar geleid werd door Allen en Sandra Jaffe. Preservation Hall legt zich toe op traditionele New Orleans jazz.[65]
- De Snug Harbor (jazz club) is een stijlvolle jazzclub, bar en restaurant sinds 1983.
- De Howlin' Wolf is een in 1988 geopende muzieklocatie, vernoemd naar de legendarische blueszanger.
- Het House of Blues is een van de 11 vestigingen van een Amerikaanse keten van concertzalen en restaurants voor livemuziek. De eerste vestiging werd in 1992 in Cambridge (Massachusetts) opgericht door Isaac Tigrett, de mede-oprichter van het Hard Rock Cafe, en Dan Aykroyd, co-ster van de film The Blues Brothers uit 1980. De vestiging in New Orleans opende in 1994.

## New Orleans-musici opgenomen in Hall's of Fame

### Rock and Roll Hall of Fame

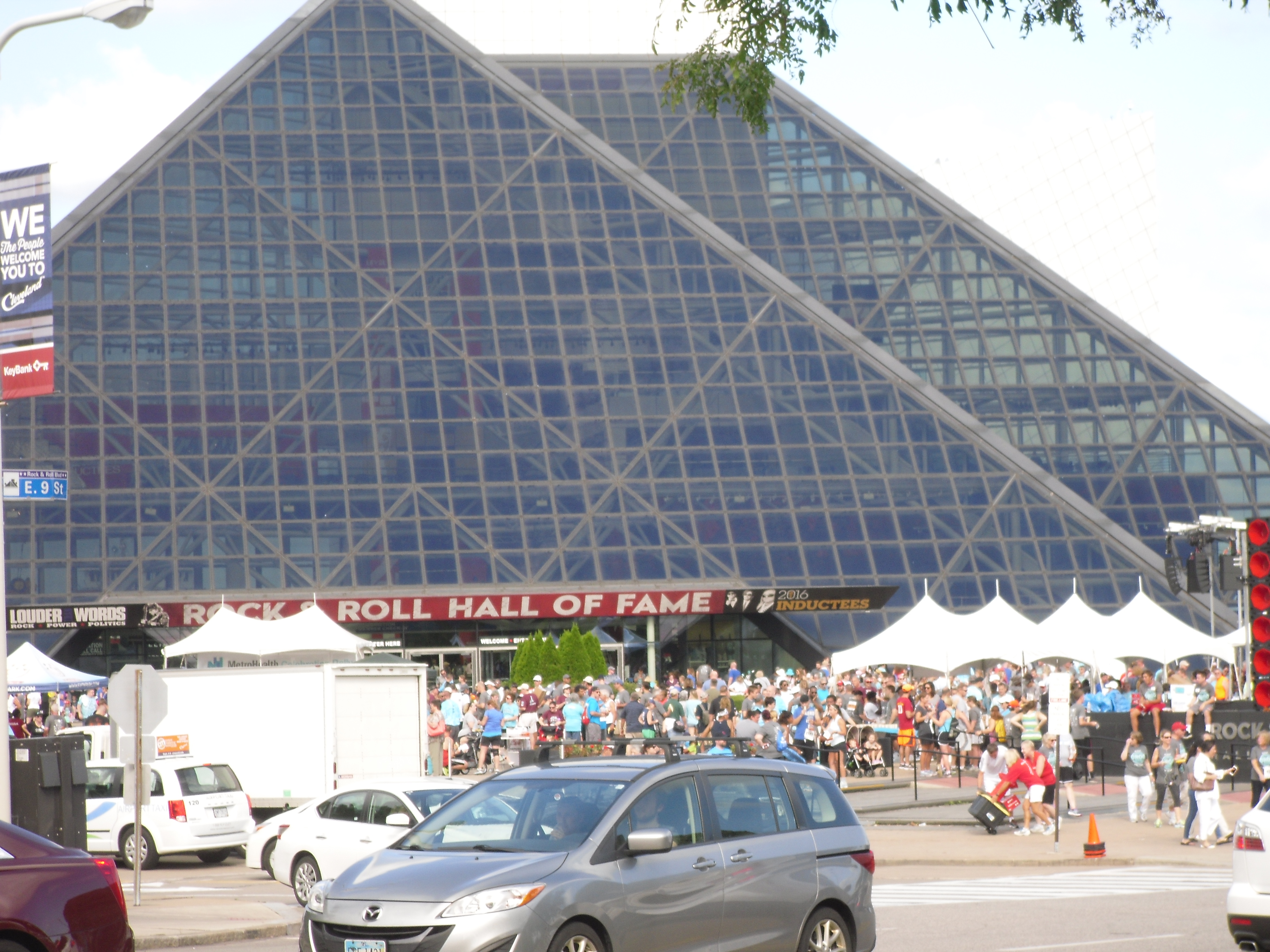
Rock and Roll Hall of Fame

De Rock and Roll Hall of Fame, gevestigd in Cleveland Ohio, is in 1986 opgericht door Ahmet Ertegün, Jann Wenner en Suzan Evans. Opgenomen zijn:
- 1986 Fats Domino
- 1990 Louis Armstrong
- 1991 Dave Bartholomew
- 1992 Professor Longhair
- 1997 Mahalia Jackson
- 1998 Jelly Roll Morton
- 1998 Allen Toussaint
- 1998 Lloyd Price
- 2000 Earl Palmer
- 2011 Dr. John
- 2012 Cosimo Matassa

### De Louisiana Music Hall of Fame
De Louisiana Music Hall of Fame is opgericht in 1979 in Baton Rouge. Opgenomen zijn:
- 2007 Fats Domino
- 2007 Clarence 'Frogman' Henry
- 2007 Al "Carnival Time" Johnson
- 2007 Cosimo Matassa
- 2007 Dr. John
- 2007 Irma Thomas
- 2004 Willie Tee
- 2008 Louis Armstrong
- 2008 Mahalia Jackson
- 2008 Ellis Marsalis
- 2008 Jelly Roll Morton
- 2008 Deacon John Moore
- 2009 Dave Bartholomew
- 2009 Ernie K-Doe
- 2009 Benny Spellman
- 2009 Allen Toussaint
- 2010 Harold Battiste
- 2010 James "Sugar Boy" Crawford
- 2010 Kidd Jordan
- 2010 Aaron Neville
- 2012 Neville Brothers

### Tipitina's Walk of Fame
Tipitina  is een muzieklocatie bekend om zijn lange funk- en jazzjams tijdens Mardi Gras en Jazz Fest. Het beschikt ook over een eigen Walk of Fame, waar de met lampen verlichte bronzen sterren ingebed in het trottoir ingewijden eren, waaronder Dr. John, James Booker en Mardi Gras Indian Big Chief Bo Dollis. In 2016 werd de Preservation Hall Jazz Band opgenomen.

## Katrina

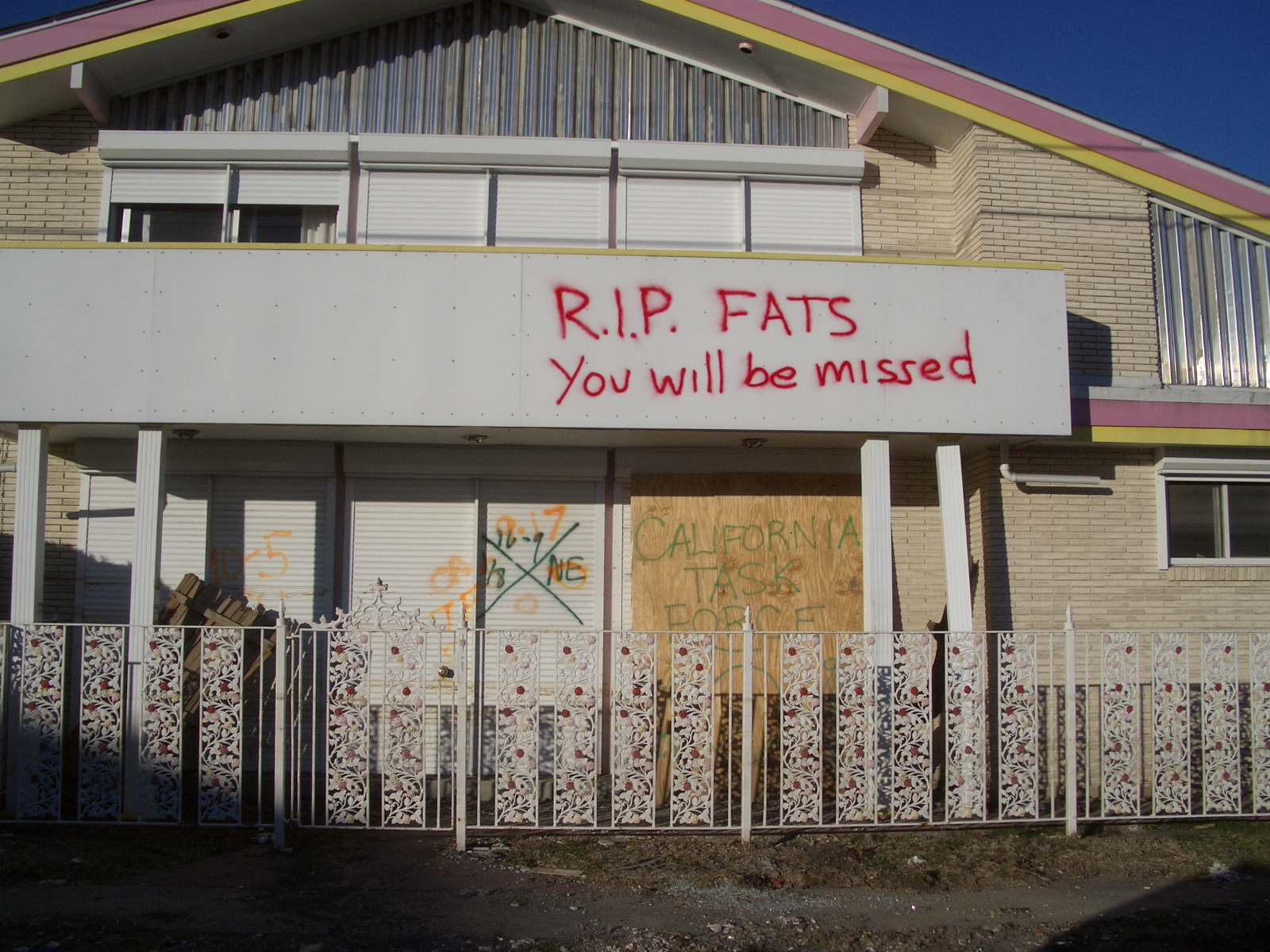
Woning van Fats Domino, er werd gedacht dat Fats Domino omgekomen was, maar hij was door de politie gered

In september 2005 werd New Orleans getroffen door een catastrofale overstroming, veroorzaakt door de orkaan Katrina. Als gevolg van dijkdoorbraken liep 80% van New Orleans enkele meters onder water. De inwoners moesten evacueren. Aangezien veel van hun huizen verwoest waren, konden zij pas jaren later terugkeren. De Sea-Saint-studio, het kantoor van Basin Street Records, en veel huizen van musici en muzieklocaties werden verwoest. Radiostation WWOZ moest tijdelijk vanuit Baton Rouge uitzenden, de collectie tapes met vele duizenden uren muziek bleef de verwoesting bespaard. Congo Square en het Louis Armstrong Park werden overstroomd en bleven 6 jaar voor het publiek gesloten.
Als bijdrage aan het herstel van de getroffen locaties bracht Branford Marsalis op zijn label Marsalis Music een cd uit: Celebration of New Orleans Music to Benefit the Musicares Hurricane Relief. Zanger Harry Connick jr. startte samen met saxofonist Branford Marsalis de New Orleans Habitat Musicians Village, een project ten behoeve van de muzikanten die getroffen zijn door de orkaan. Het project resulteerde in de bouw van 72 eengezinswoningen, 5 duplexwoningen voor de senioren van de gemeenschap en een peuterpark, allemaal gebouwd door ongeveer 70.000 mensen, vrijwilligers, donateurs, sponsors en gezinnen met lage inkomens.

## Overig
- Randy Newman geboren in Los Angeles in 1943, groeide op in New Orleans toen zijn vader tijdens en na de Tweede Wereldoorlog in militaire dienst was. Hoewel zijn muziek enigszins beïnvloed is door Bob Dylan, had zijn muziek meer te maken met New Orleans-r&b dan met traditionele pop en folk.[70]
- Hugh Laurie was fan van de muziek van New Orleans. Hij coverde op zijn album Let them talk "Tipitina" en "Buddy Bolden's Blues", op Didn't It Rain "Junkers Blues" en hij gebruikte voor zijn televisieserie A Bit of Fry and Laurie "Mardi Gras in New Orleans" van Professor Longhair als begin- en eindtune.
- Bob Dylan nam zijn come-back album Oh Mercy op in New Orleans met begeleiding van lokale musici als gitarist Brian Stolz van The Meters, drummer Cyril Neville van The Neville Brothers en Rockin' Dopsy met zijn Cajun Band.
- Doctors, Professors, Kings & Queens is een cd-boxset uit 2004 met een compilatie van 85 representatieve songs uit de muziek van New Orleans.[71] De titel refereert aan de jazz royalty-namen die aan jazzsterren gegeven zijn, zoals King Bolden, Irma Thomas Soul Queen of New Orleans, Duke Ellington en Mahalia Jackson, de koningin van de gospel.
- Storyville is Robbie Robertsons tweede soloalbum, met de focus op de jazz uit New Orleans.